# Arquitectura renacentista francesa

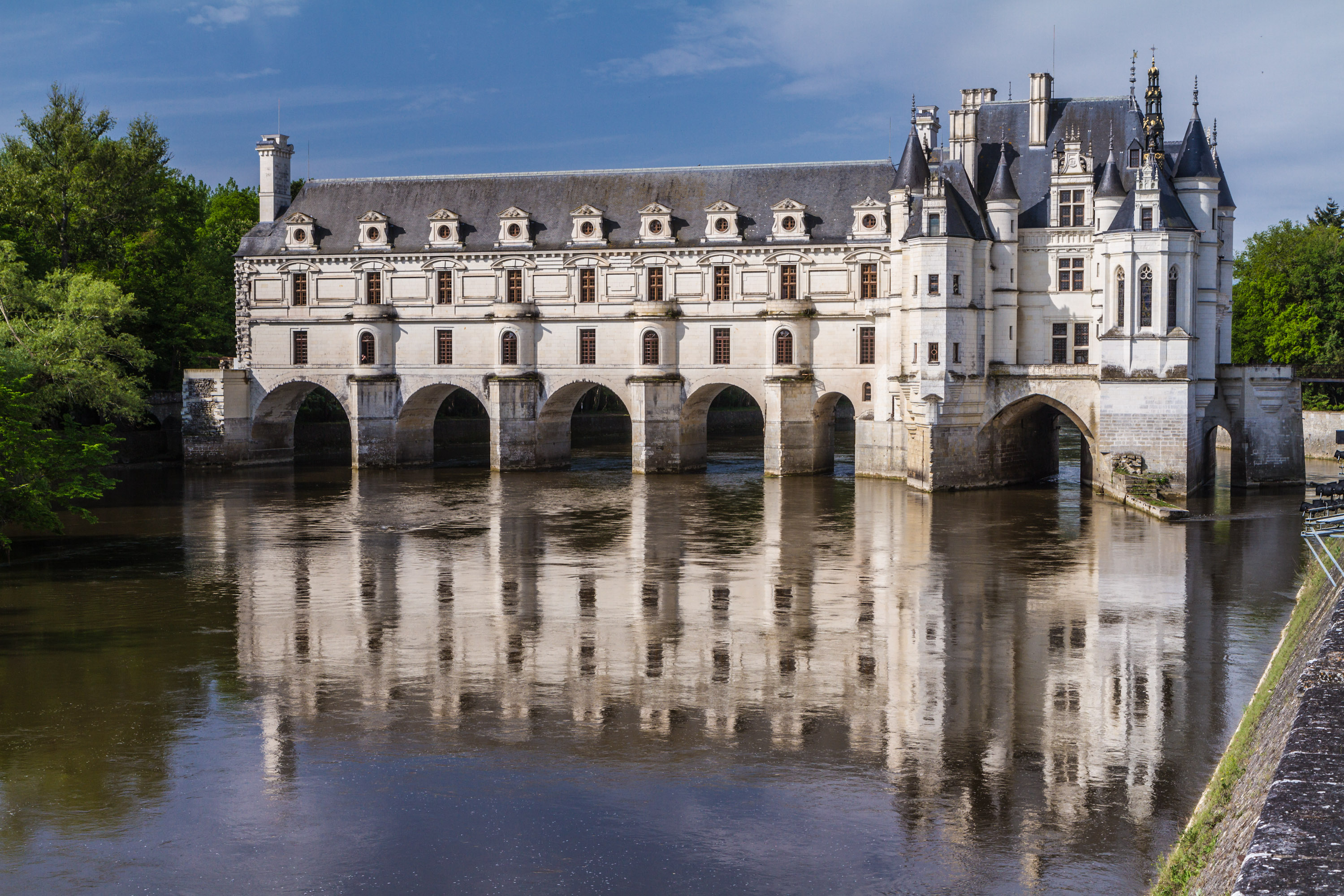
La galería del río del château de Chenonceau (1515-1522), proyectada por Philibert Delorme y Jean Bullant

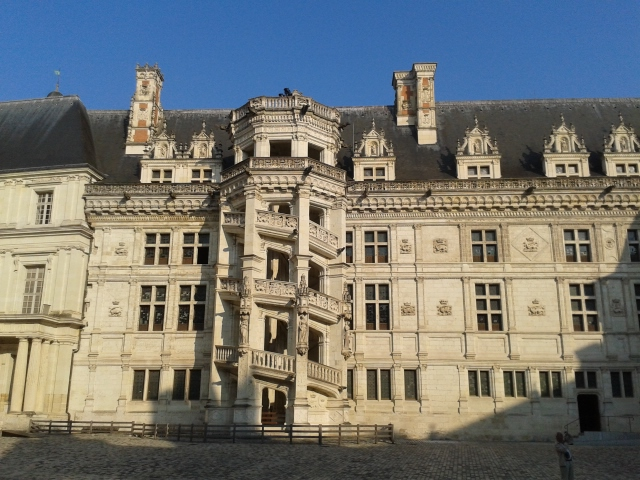
Cour del castillo de Blois con el ala de Francisco I y la escalera de doble hélice (1514-1527)

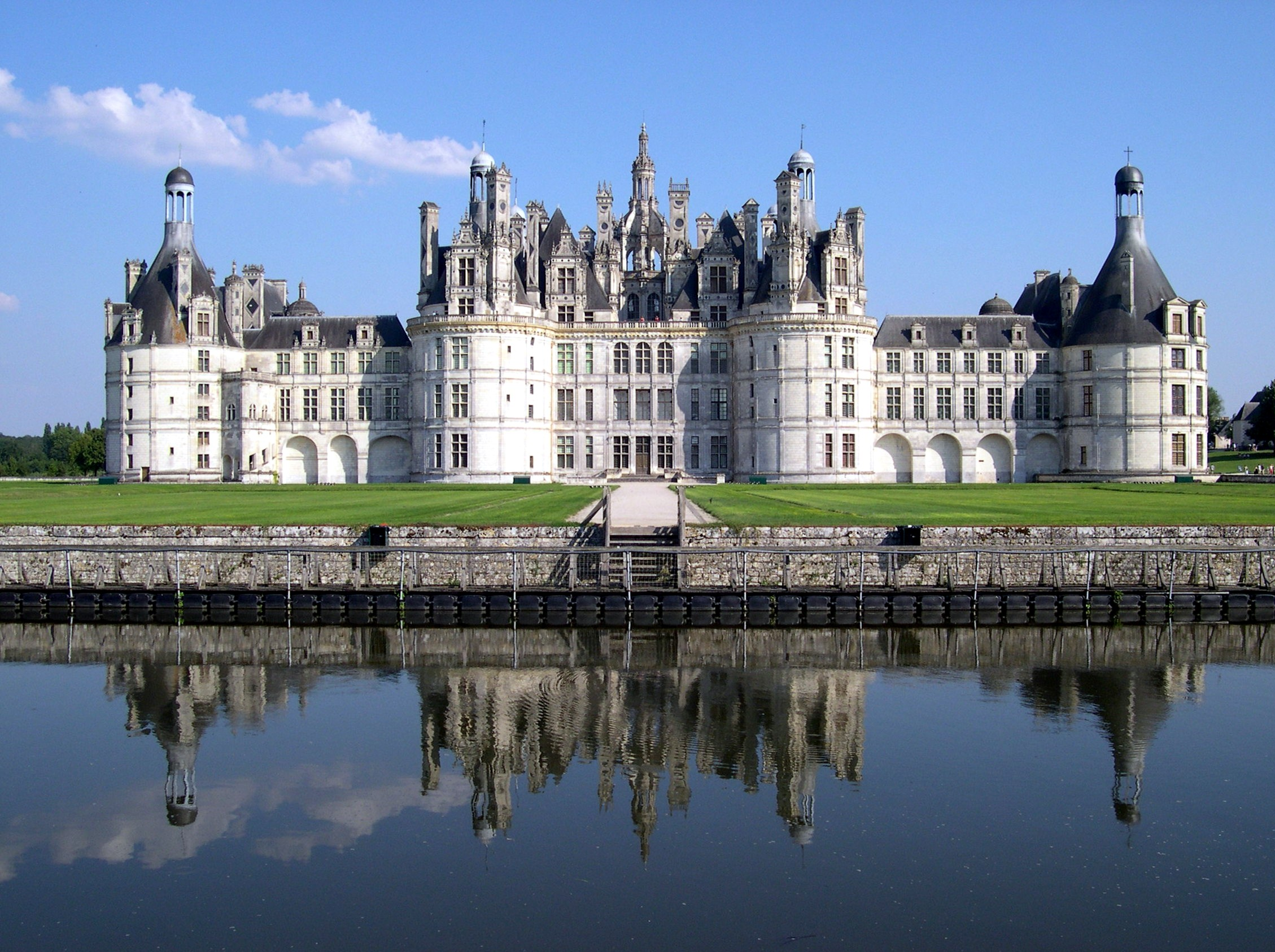
Château de Chambord (1519-1539)

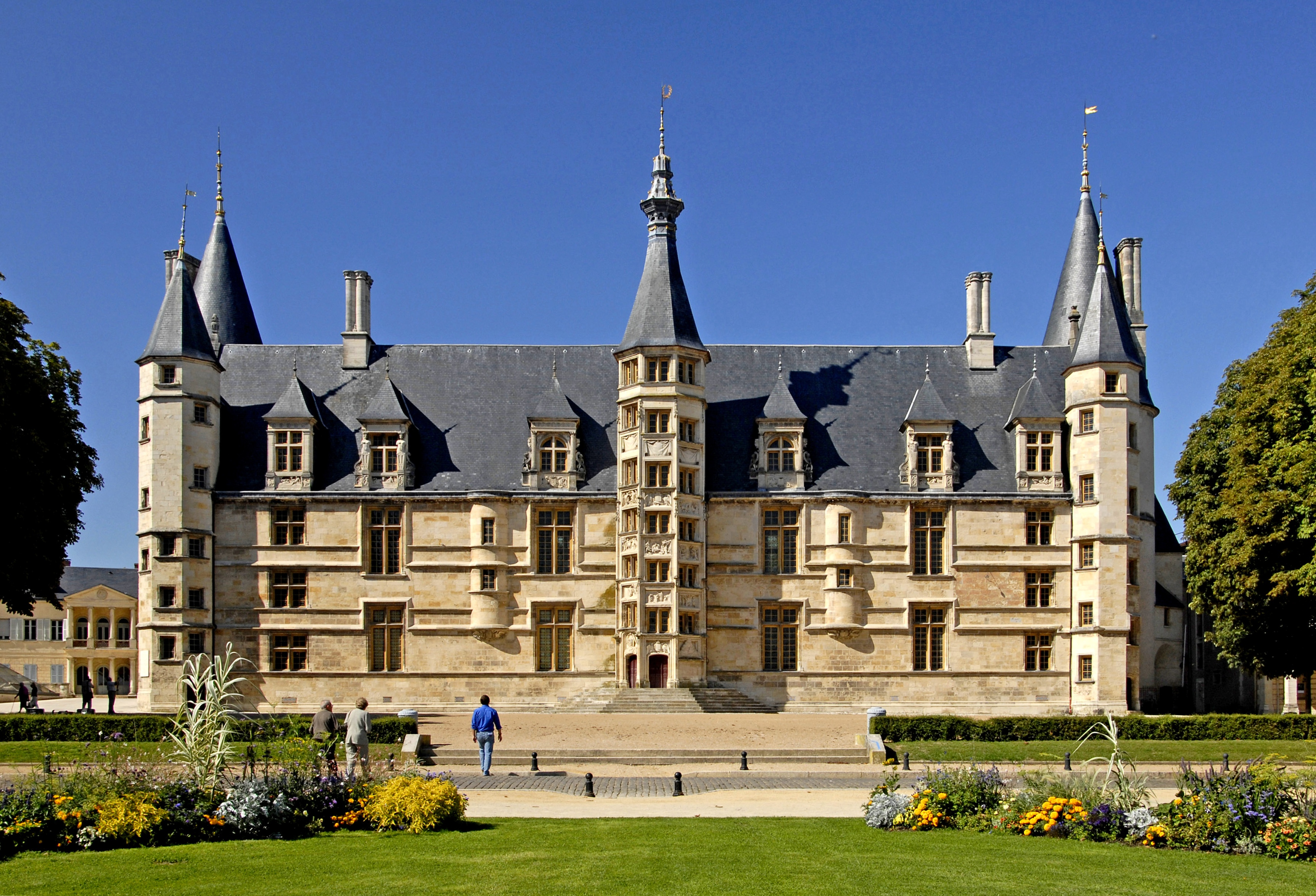
Palacio ducal de Nevers (fin XV-XVI)

La arquitectura renacentista francesa es la denominación historiográfica con la que se designa la producción arquitectónica de principios de la Edad Moderna en lo que hoy es Francia (entonces principalmente el reino de Francia, aunque también partes de Flandes, Lorena, Alsacia, Franco Condado, Saboya, Cerdaña, Bretaña y Provenza).
Corresponde a la arquitectura francesa en la época del Renacimiento —que sustituyó progresivamente a la arquitectura gótica, que había nacido en el país en el siglo XII— a partir de la importación y adaptación de los modelos del Renacimiento italiano. Apareció a comienzos del siglo XVI, más de medio siglo más tarde que en Italia, en diferentes regiones francesas, en especial en el valle del Loira y en la Isla de Francia. Continuó hasta principios del XVII, cuando fue sucedida por la arquitectura barroca o clasicismo francés.
Los principales protagonistas fueron los reyes Carlos VIII (r. 1483-1498), Luis XII (r. 1498-1515) y especialmente Francisco I (r. 1515-1547), que hizo llamar a numerosos artistas italianos y bajo cuyo reinado el estilo renacentista se convirtió en el estilo dominante en la corte francesa. Los monarcas franceses trabajaron en el embellecimiento de sus propias residencias reales de campo —en los castillos de Montsoreau (1453-1461), Langeais (1465-1469),  Amboise (1495-1498), Blois (1499-1502), Chambord (desde 1519) o Fontainebleau (desde 1532)— y en la capital, París, en la reforma de la fortaleza del Louvre (desde 1527) y en la construcción de otros nuevos palacios, como el castillo de Madrid (1528-1540) o el palacio de las Tullerias (a partir de 1564). 
Francisco I se casó con Claude de France en la capilla del Château de Saint-Germain-en-Laye en mayo de 1514, y tuvo ese edificio como residencia favorita: en 1539 encargó a Pierre Chambiges reconstruirlo, obra que se ha considerado como la primera de estilo renacentista en Francia.  La arquitectura continuó prosperando en los reinados de Enrique II (r. 1547-1559) y Enrique III (r. 1574-1589), siendo destacable el papel jugado por Catalina de Médici (1519-1589), primero reina consorte de Enrique II (1547 a 1559), luego regente (1560 a 1563) hasta la mayoría de edad de su hijo Carlos IX (r. 1560-1574) y finalmente reina madre de Enrique III hasta su muerte en 1584, aún con poderosa influencia política y artística. Será una etapa marcada por las guerras de religión (1562-1598) que eclipsaron la producción artística en el país, pero fomentaron la reflexión intelectual y la propaganda religiosa y política.
Durante los primeros años del siglo XVI el reino de Francia había participado en varias guerras en el norte de Italia, llevando de vuelta a Francia no solo tesoros artísticos del Renacimiento, como botín o adquiridos, sino también nuevas ideas estilísticas. La manifestación más evidente de esas nuevas ideas fue la reforma o nueva edificación de los châteaux (castillos) residenciales en el valle del Loira y en la Île-de-France. El ejemplo renacentista más antiguo es el castillo de Montsoreau (c.1461), seguido por los castillos de Amboise (c. 1495) —«el primer palacio italianizante de Francia» en el que Leonardo da Vinci pasó sus últimos años como invitado del rey—, Gaillon (1502-1509), Chenonceau (1513-1521), Azay-le-Rideau (1518-1523), Villandry (1532-1536), Ancy (1544-1550), Écouen (1538-1555) y Anet (1547-1555). El valle del Loira todavía conserva una densidad excepcional de castillos y casas señoriales que datan del Renacimiento o que fueron modificados de manera significativa en ese momento cuando la corte real se alojaba allí con regularidad. Conocidos como los castillos del Loira, algunos de ellos se encuentran entre los edificios más notables y famosos del Renacimiento francés y justificaron que la Unesco declarara en 2000 Patrimonio de la Humanidad al «Valle del Loira entre Sully-sur-Loire y Chalonnes-sur-Loire». 
Destacados arquitectos italianos estuvieron al frente de importantes proyectos en el país —Giovanni Giocondo (1496-1508), Domenico da Cortona (c. 1495-1549), Francesco Primaticcio (1532-1570), Giacomo Vignola (1541-1543) o Sebastiano Serlio (1541-1554)—, pero poco a poco los arquitectos franceses, inspirándose en las ideas nuevas, comenzaron a hacer suyo el nuevo estilo renacentista: fueron  los más famosos del siglo XVI Philibert Delorme (1510-1570), Jacques Androuet du Cerceau (1510-1584) (conocido por sus notables grabados de edificios), Pierre Lescot (1515-1578) (que construyó la fachada interior suroeste de la Cour Carrée del Louvre parisino) y Jean Bullant (1515-1578).
El Renacimiento francés, en arquitectura, se considera habitualmente dividido en cuatro etapas: estilo Luis XII (ca. 1495-1530, de transición entre el gótico y el Renacimiento), Primer Renacimiento (1515 a 1530/1540), Segundo Renacimiento o Renacimiento clásico (1540 a 1559/1564) y manierismo (1559/1564-principios del siglo XVII). Además de las dificultades que entraña toda periodización, hay dos cuestiones adicionales que pueden inducir a confusión: primera, estos periodos en Francia, que tienen más o menos correlato en Italia y en otros países europeos, son más tardíos y en general no suelen corresponder en todas las regiones con los mismos periodos temporales; y segunda, su uso se complica al utilizarse con generalidad otras denominaciones estilísticas usadas tanto en las artes decorativas y en el mobiliario —que corresponden a los distintos reinados: estilo Luis XII, estilo Francisco I, estilo Enrique II, estilo Enrique IV— como en la pintura y escultura —Alto Renacimiento y Bajo Renacimiento— y que a veces se usan por extensión en arquitectura.

Fachadas interiores renacentistas
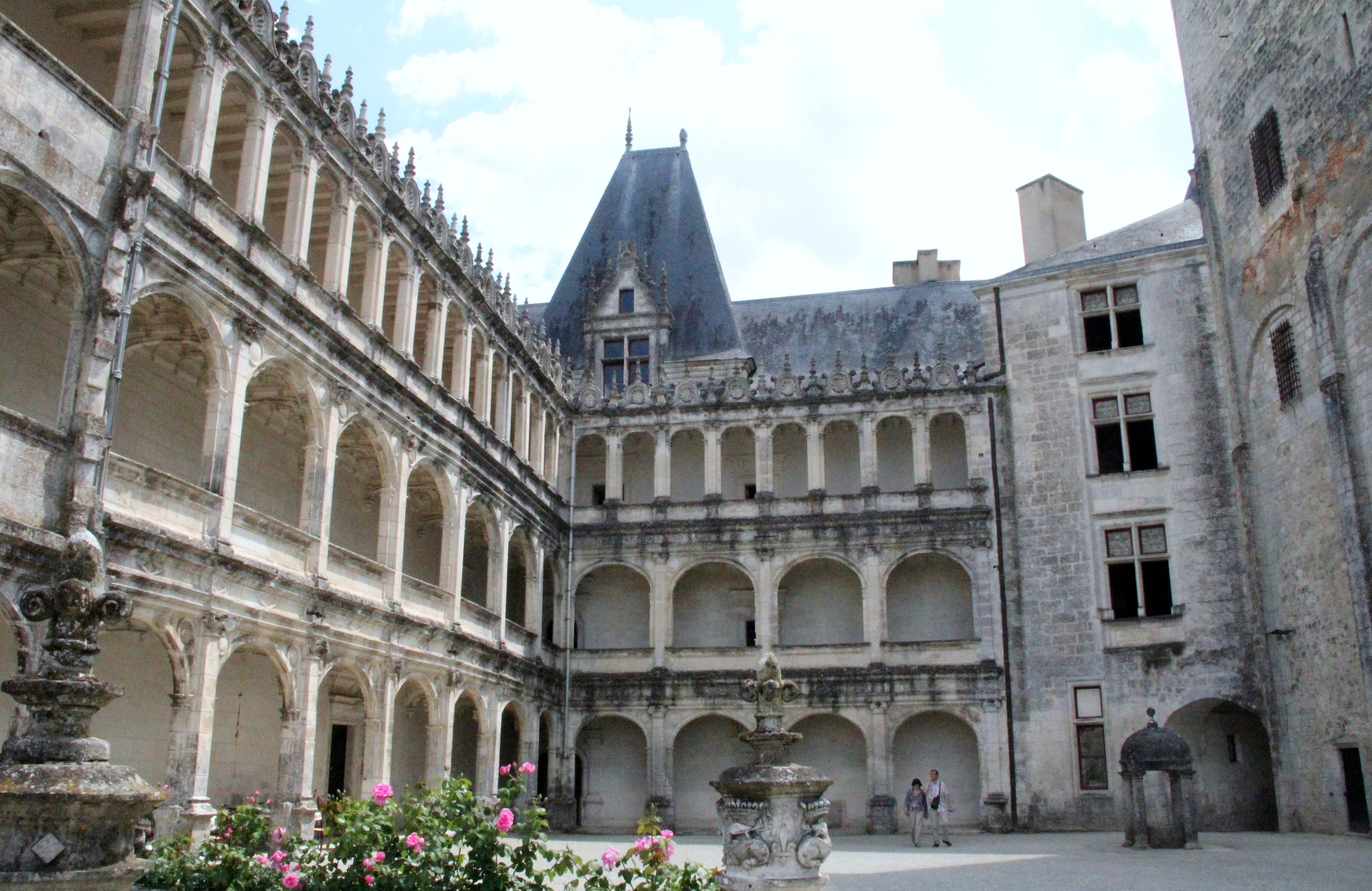
Arcadas del lado del patio del château de La Rochefoucauld (a partir de 1519)
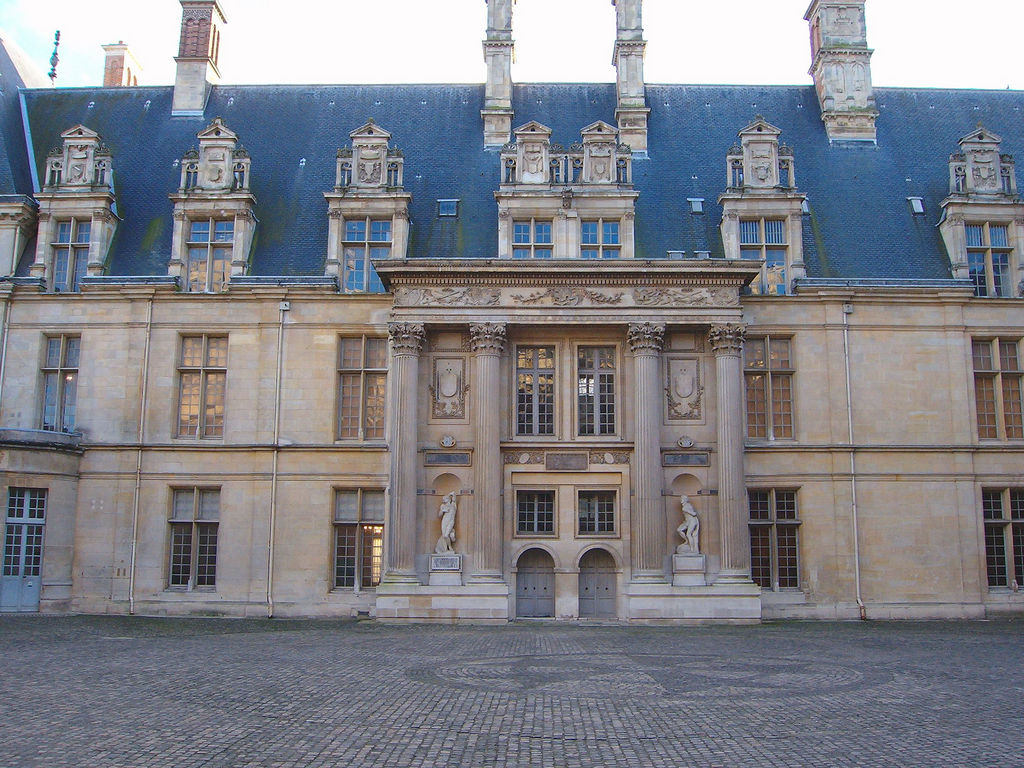
Ala Sur del château d'Écouen (1532-1567) con las copias de los Esclavos de Miguel Ángel (originales en el Louvre)
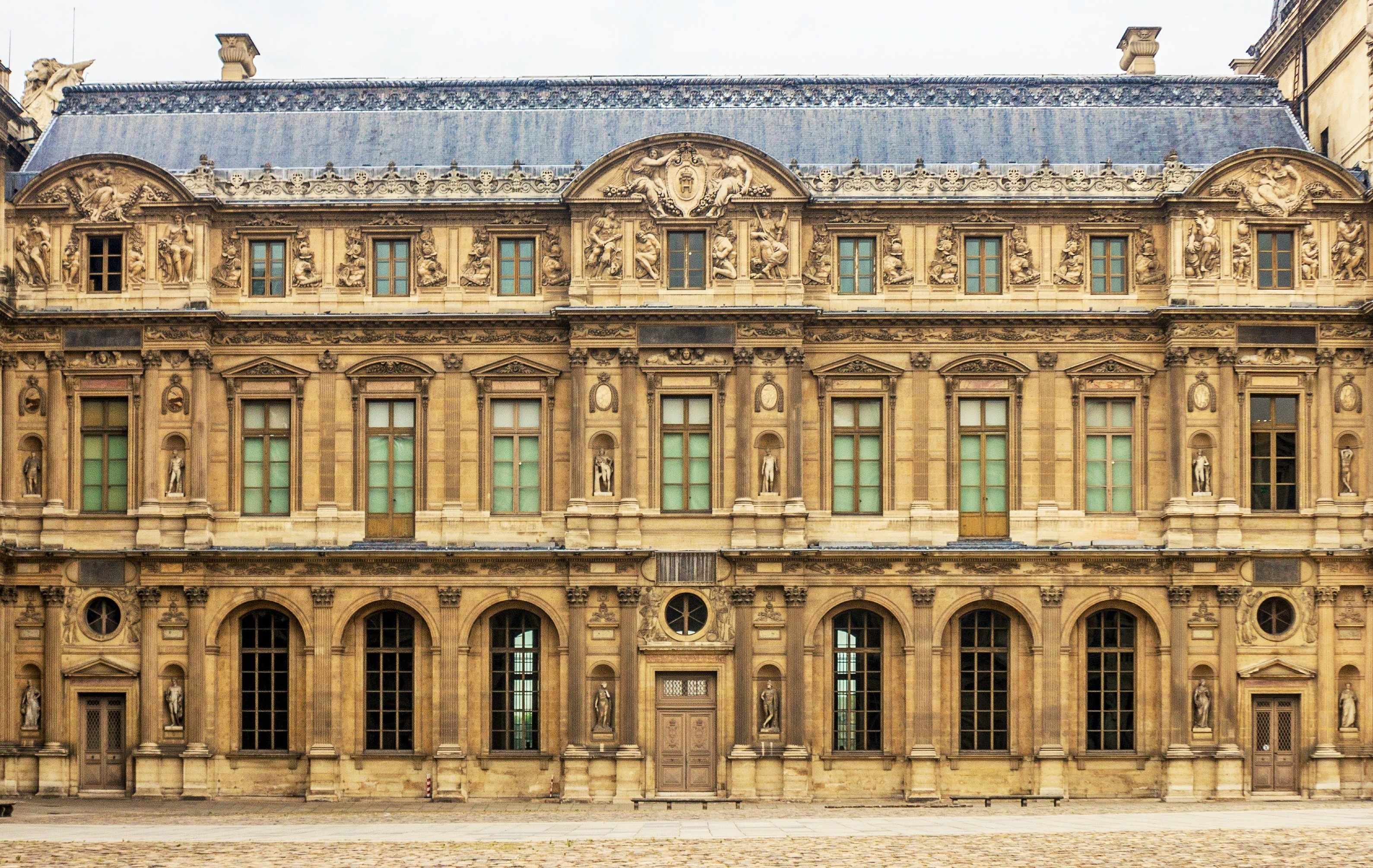
Ala Lescot del Palais du Louvre (1546-1556)
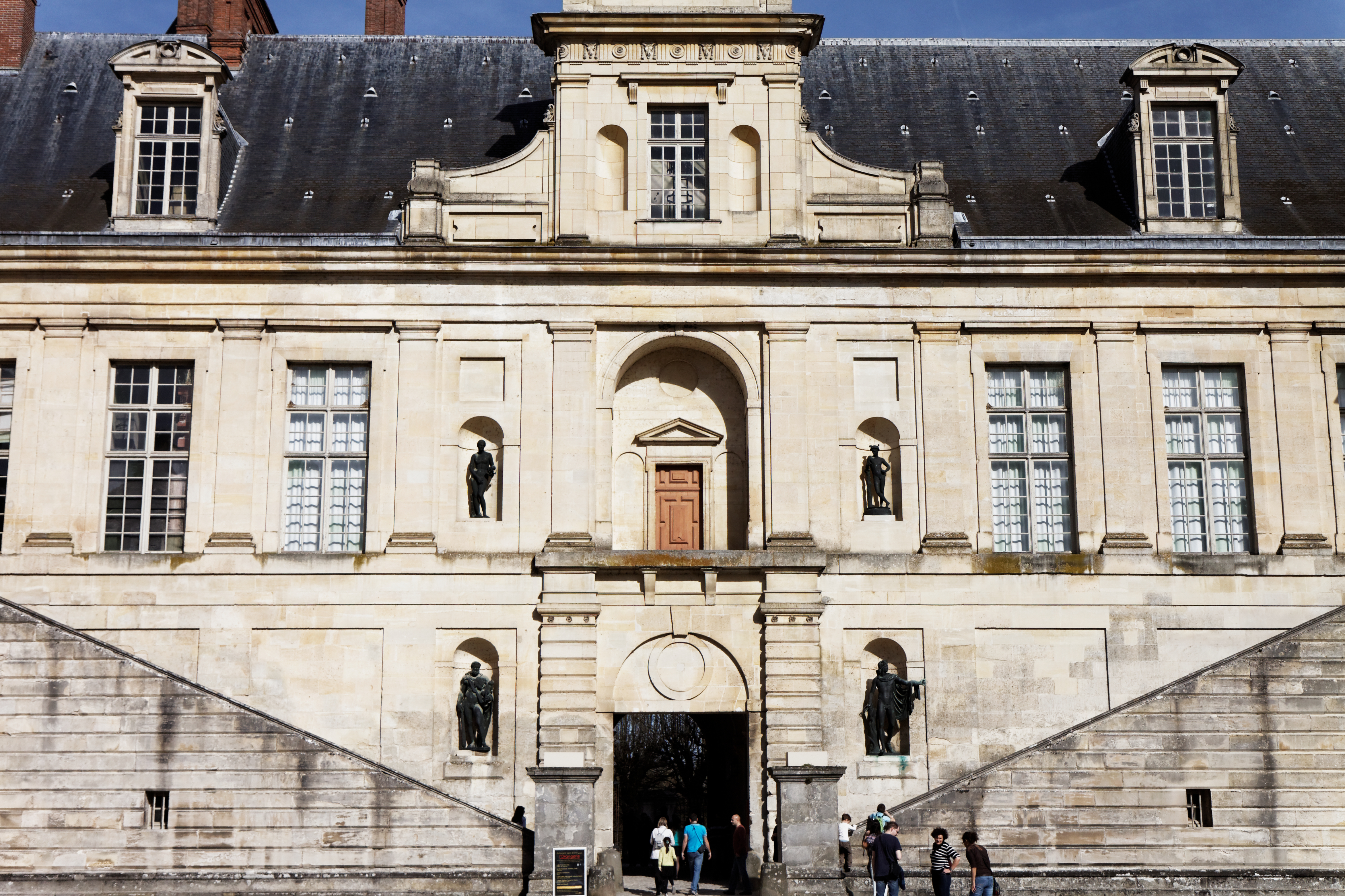
Ala de la Belle cheminée del château de Fontainebleau (1565-1570)

## Contexto histórico

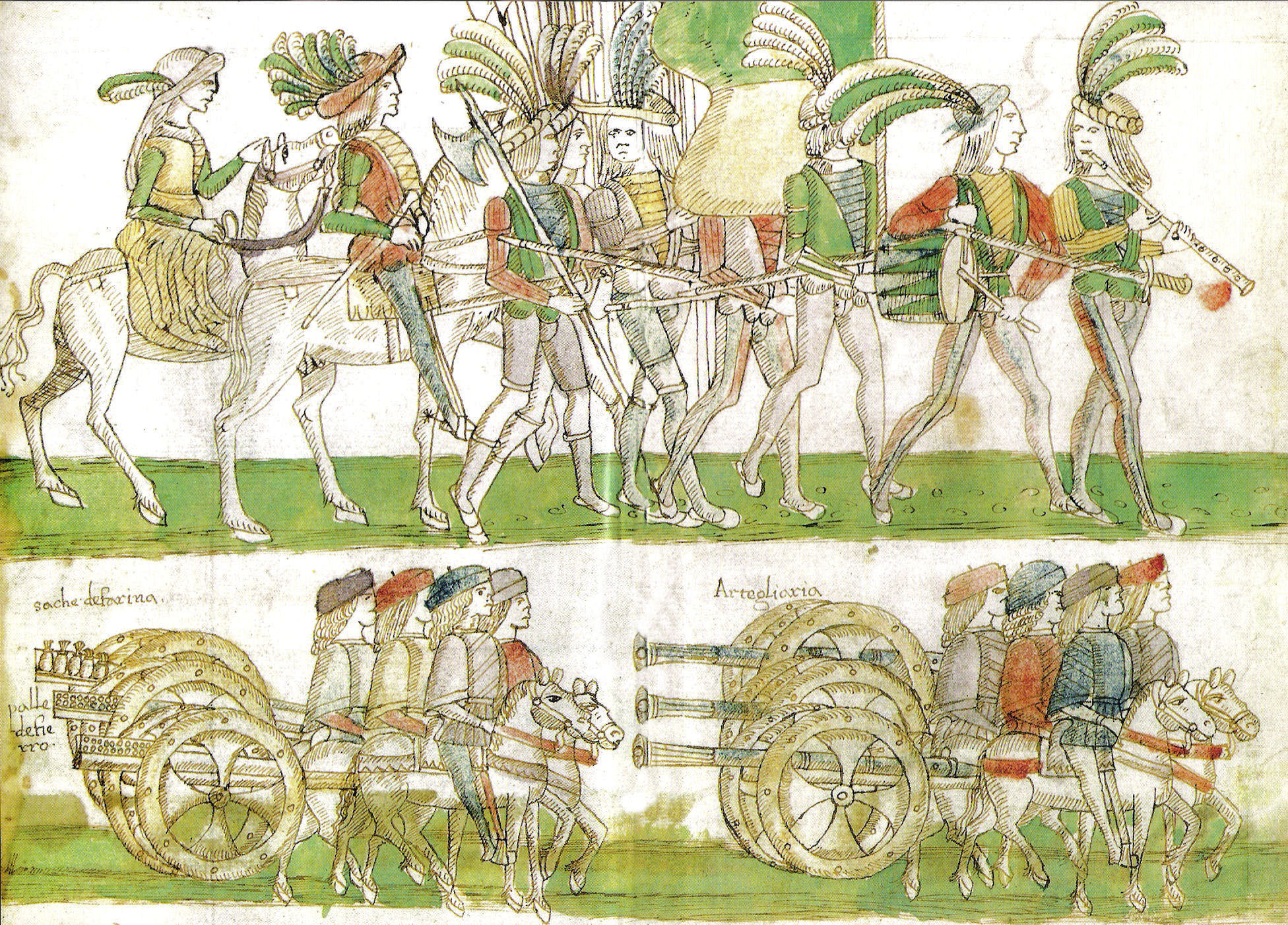
Las tropas francesas y la artillería de Carlos VIII entrando en Nápoles el 22 de febrero de 1495 (Melchionne Ferraiolo, Cronaca della Napoli aragonese, circa 1498.)

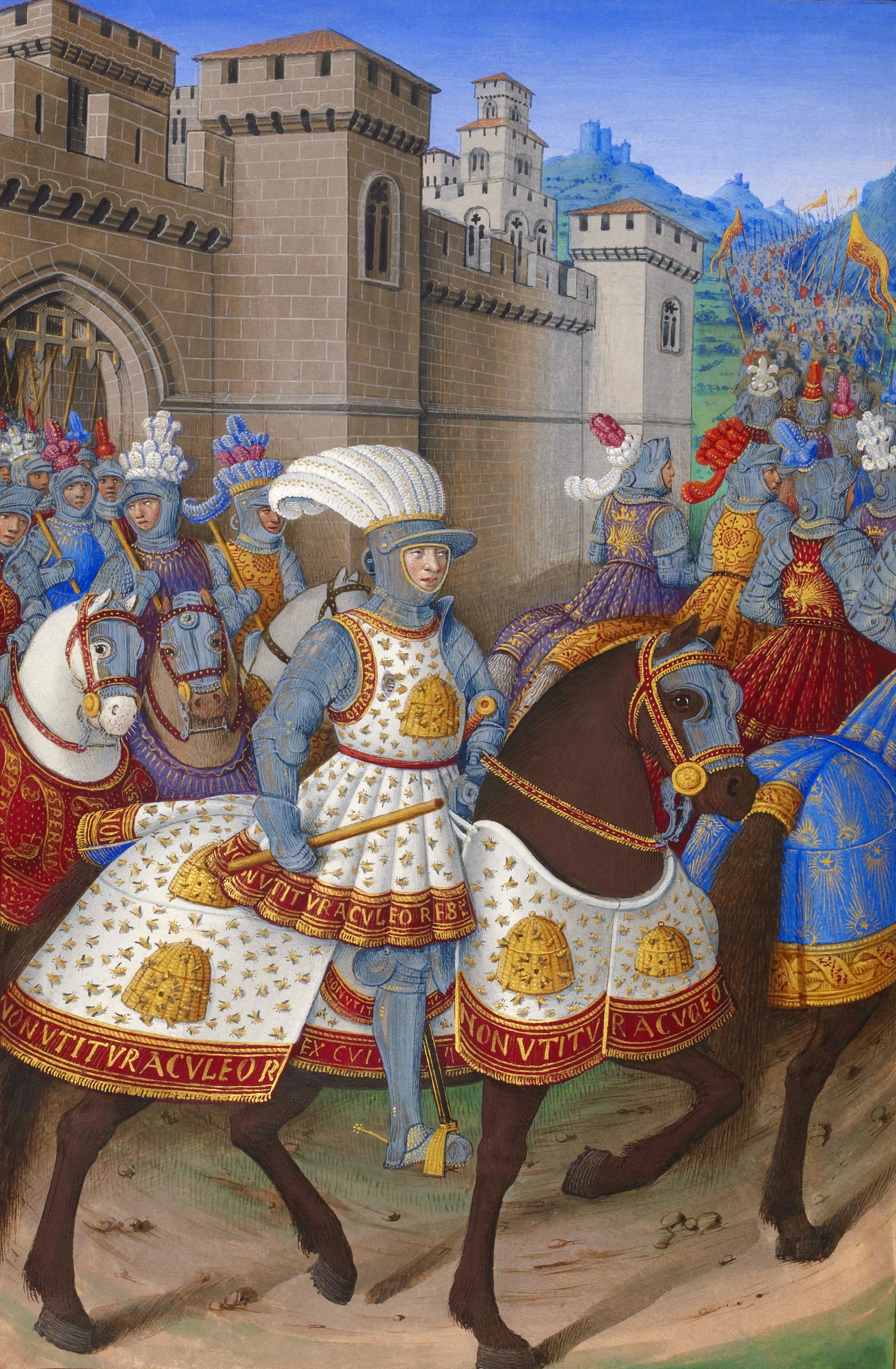
Luis XII y sus tropas salen de Alexandria para afrontar a los genoveses, de Jean Bourdichon (1508, folio 15v, Bnf).

Durante la guerra de los Cien Años, Carlos VII encontró en el valle del Loira un lugar de refugio ideal. Fue coronado en Reims después de las épicas batallas de Johan de Arco que iniciaron la salida de los ingleses de todo el reino. La mitad del siglo XV fue un periodo clave para el Valle del Loira en la historia de Francia y su patrimonio arquitectónico. Los grandes del reino se instalaron en la región, acondicionando fortalezas medievales o levantando nuevos edificios. Carlos VII residió en Chinon, que permaneció como sede de la corte hasta 1450, y él y el delfín de Francia, el futuro Luis XI, ordenaron o autorizaron la realización de obras de construcción.  Así, de 1443 a 1453, el edificio principal del castillo de Montsoreau es construido a orillas del Loira por Juan II de Chambes, diplomático en Venecia y en Turquía y consejero privado del rey Carlos VII. Entre 1465 y 1469, Luis XI ordenó la construcción del castillo de Langeais, al final del promontorio, a cien metros frente a la mazmorra del siglo X. En 1494, Carlos VIII de Francia dirigió un gran ejército a Italia para capturar Nápoles, que había sido tomada por Alfonso V de Aragón. Pasó por Turín, Milán y Florencia, y reconquistó Nápoles el 22 de febrero de 1495. En esa ciudad descubrió los fastuosos jardines y el nuevo estilo arquitectónico del Renacimiento italiano, que juzgó muy superior al de su propio palacio medieval en Amboise. Una coalición de ejércitos antifranceses le obligó a retirarse de Nápoles, pero se llevó consigo a veintidós hábiles artesanos italianos, entre los que se encontraban jardineros, escultores y arquitectos, e ingenieros, entre los que se encontraban el erudito y arquitecto Fra Giocondo y el arquitecto e ilustrador Domenico da Cortona, a quien encargó la remodelación de su palacio de Amboise. Si bien el italianismo había existido desde hacía mucho tiempo en Francia, con Plutarco en la literatura, Jean Fouquet en pintura o Francesco Laurana en Marsella en arquitectura, fueron sobre todo las guerras de Italia de Carlos VIII y Luis XII las que pusieron en relación Francia con el renacimiento de las artes que tenía lugar entonces en Italia.
Desde el reinado de Carlos VIII, las descripciones de vestimentas y de interiores muestran ya un gran refinamiento en el lujo de la vida privada. Claude Seyssel, en su Éloge de Louis XII, habla del número de «grandes edificios públicos y privados» que se habían construido en todo el reino. Constató que las casas estaban amuebladas de todas las cosas con más suntuosidad que nunca antes lo estuvieron.
En 1494, a la muerte del rey Fernando I de Nápoles, el rey Carlos VIII decidió conquistar el reino de Nápoles haciendo valer los derechos que los últimos príncipes de la casa de Anjou habían legado a su familia. Sin ninguna resistencia que se les opusiera, los franceses entraron en Florencia en noviembre y en Roma en diciembre. Estaban en Nápoles en febrero de 1495. El rey quedó fascinado por la nueva arquitectura italiana que admiró en Florencia y Nápoles, en particular. Pero la aventura italiana se truncó y el rey, que permaneció en Italia alrededor de un año, se vio obligado a volver apresuradamente a Francia. Sin embargo, tuvo la oportunidad de reclutar a un equipo de artistas italianos con el fin de cambiar los planes de construcción del castillo de Amboise, entonces su residencia real. Así, en 1495 los primeros veintidós artesanos italianos llegaron a Amboise «para construir y trabajar la moda de Italia». Entre ellos se encontraban el «deviseur de bâtiments» (arquitecto) y pintor Giovanni Giocondo —que permanecerá en el país entre 1496-1508, y que acondicionó y rehabilitó diferentes construcciones, entre ellas el Pont Notre-Dame—, los escultores Guido Mazzoni y Girolamo Pachiarotti, los ebanistas y marqueteristas Dominique de Cortone y Bernardin de Brescia e incluso el jardinero napolitano Pacello da Mercogliano. También la embajada de César Borgia ante Luis XI para consolidar la relación con los Estados Pontificios, en 1498-1499, ayudó a difundir entre los señores franceses las ostentaciones personales de prodigalidad. Esas ostentaciones y el boato ya se vieron claramente en el reinado de Francisco I con la entrevista del Campo de la tela de oro (mayo-junio de 1520), el encuentro diplomático que celebró con el rey Enrique VIII de Inglaterra en los prados entre Guînes y Ardres, cerca de Calais —bajo dominio inglés en ese momento, hoy franceses— para acordar el fin de las hostilidades entre sus reinos, y concertar una alianza para detener el avance de España, gobernada por el emperador Carlos V de Habsburgo.
Los voyages ['viajes', en realidad, campañas de guerra] a Italia de Carlos VIII (1494-1495) y de Luis XII (1499-1500)no causaron, como a menudo se cree, una conversión inmediata al arte del Renacimiento. Solo algunas personalidades entre los eclesiásticos, los nobles o los financieros al servicio del rey, comenzaron realmente a interesarse en el arte italiano. Luis XII mismo se mantuvo bastante indiferente.
Gracias a esas guerras de Italia, algunas grandes familias francesas encontraron la oportunidad de alcanzar la gloria, así como la fortuna. Sumergidos más que el rey en el entorno italiano —el mariscal de Gie fue el primero de ellos, seguido de cerca por el clan de Amboise, con cardenal Georges y el teniente general Charles II de Amboise—, van a ponerse a la cabeza de los grandes constructores franceses. Esos innovadores importaron de Italia primero pinturas y objetos de mármol —estatuas, medallones o fuentes—, antes de hacer llamar directamente a algunos escultores y pintores con el fin de crear trabajos in situ. Si rápidamente los motivos italianizantes se introdujeron en la arquitectura de los hôtels (en Bourges, Blois, Tours...) y de los castillos (Gaillon, Bury, Chateaudun...), siguieron estando plantados sobre una edificación francesa, usando tantos motivos como permitía la renovación de las formas preexistantes del gótico flamígero.
Nunca se buscó replicar los edificios italianos y se requirió aún menos a los artistas extranjeros para realizar ese trabajo. Los logros fueron siempre en colaboración con los maestros de obras franceses, preocupados por encima de todo de las tradiciones artísticas nacionales a las que se creían obligados. Las formas arquitectónicas importadas fueron inmediatamente insertadas y sometidas al sistema de construcción gótico preexistente, lo que obligó a buscar nuevas soluciones, creando una síntesis. Los propios adornos, que habrían podido ser fácilmente copiados de los modelos italianos, sufrieron a su vez transformaciones para adaptarse al arte francés: los nuevos motivos se reinterpretaron con mucha más libertad por los escultores franceses que fueron dominando cada vez mejor el repertorio.·
La manifestación más evidente de esas nuevas ideas fue la edificación de los châteux (castillos) residenciales en el valle del Loira y en la Île-de-France. Los antecedentes eran los castillos en un estilo prerrenacentista construidos en la región del Berry, cerca de Bourges (capital del rey Carlos VI (r. 1380-1422), próxima a la actual via Lemovicensis del Camino de Santiago), cuando el norte de Francia aún no se había recuperado totalmente de las secuelas de la guerra de los Cien Años.
La arquitectura de esos castillos contrastaba con los fortalezas (châteaux forts) construidas desde el siglo XI. Además, en un primer momento, el estilo renacentista se utilizó en las obras de ampliación, embellecimiento y modernización de los edificios medievales existentes. Esto se ve en el castillo de Blois, una transición entre el gótico flamígero (también llamado "tardío") y el estilo Renacimiento. Posteriormente, se comenzó la construcción de todas las piezas de los edificios en estilo enteramente «Renacimiento». Así, el castillo de Chambord (1519-1536) diseñado por Domenico Bernabei da Cortona, llamado «Boccador», para el rey Francisco I, era una combinación de una edificación gótica con un ornamento renacentista. De él se ha dicho: «La alegría con la que los albañiles amontonaron ornamento italiano sobre la elaborada cubierta pertenece al espíritu de finales del gótico de generosidad ornamental». Los castillos construidos después, en especial los del «segundo Renacimiento», ya presentan una unidad de estilo.
El estilo derivó progresivamente hacia un manierismo francés conocido como estilo Enrique II, con la obra de arquitectos como Sebastiano Serlio, que fue contratado después de 1540 para los trabajos en el castillo de Fontainebleau. En Fontainebleau, artistas italianos como Rosso Fiorentino, Francesco Primaticcio y Niccolò dell'Abbate formaron la Primera Escuela de Fontainebleau. El castillo de Ancy-le-Franc (1544-1550) fue otro castillo construido en Borgoña por Serlio para un gran señor del reino, Antonio III de Clermont, que también fue ricamente decorado por artistas flamencos y por los italianos que habían participado en Fontainebleau.

## Periodización: las cuatro fases del Renacimiento francés
El Renacimiento en Francia, en arquitectura, se considera habitualmente dividido en cuatro etapas. El primer acto corresponde al estilo Luis XII (1495-1530 aproximadamente), que forma la transición entre el periodo gótico y el Renacimiento. Este primer estilo floreció desde 1515, sobre todo en el valle del Loira, donde la aceptación plena del Renacimiento italiano se sintió con mayor rapidez. Al igual que en Italia, aunque más tardías, tres fases siguieron después hasta el comienzo del siglo XVII, un Primer y un Segundo Renacimiento que terminaron en el manierismo.
En cada etapa de su desarrollo, el arte del Renacimiento francés permaneció como un arte original, nacido del encuentro entre los modelos italianos, los artistas flamencos y las peculiaridades francesas. Los modelos sin embargo cambiaron mucho entre 1495 y 1610 ya que los franceses admiraron sucesivamente el arte de finales del Quattrocento, el del Alto Renacimiento y después el del manierismo. De estos encuentros sucesivos se originó una producción artística abundante, desordenada, y a veces difícil de comprender. Cuando se hace balance emergen dos cuestiones básicas: el arte francés moderno habría tomado forma a través de las grandes obras de mediados del siglo XVI; y que alrededor del palacio real de Fontainebleau, «verdadera nueva Roma», nació bajo la voluntad del rey Francisco I un importante centro artístico, que fue el único en Europa capaz de competir con los grandes centros italianos y que será la llamada escuela de Fontainebleau.
La nueva situación así creada modelará el futuro: anunciaba la afirmación de un estilo nacional ya a mitad del siglo XVII y el papel futuro jugado por el château de Versailles.

## El estilo Luis XII: transición entre el gótico y el Primer Renacimiento (1495 a 1525/1530)

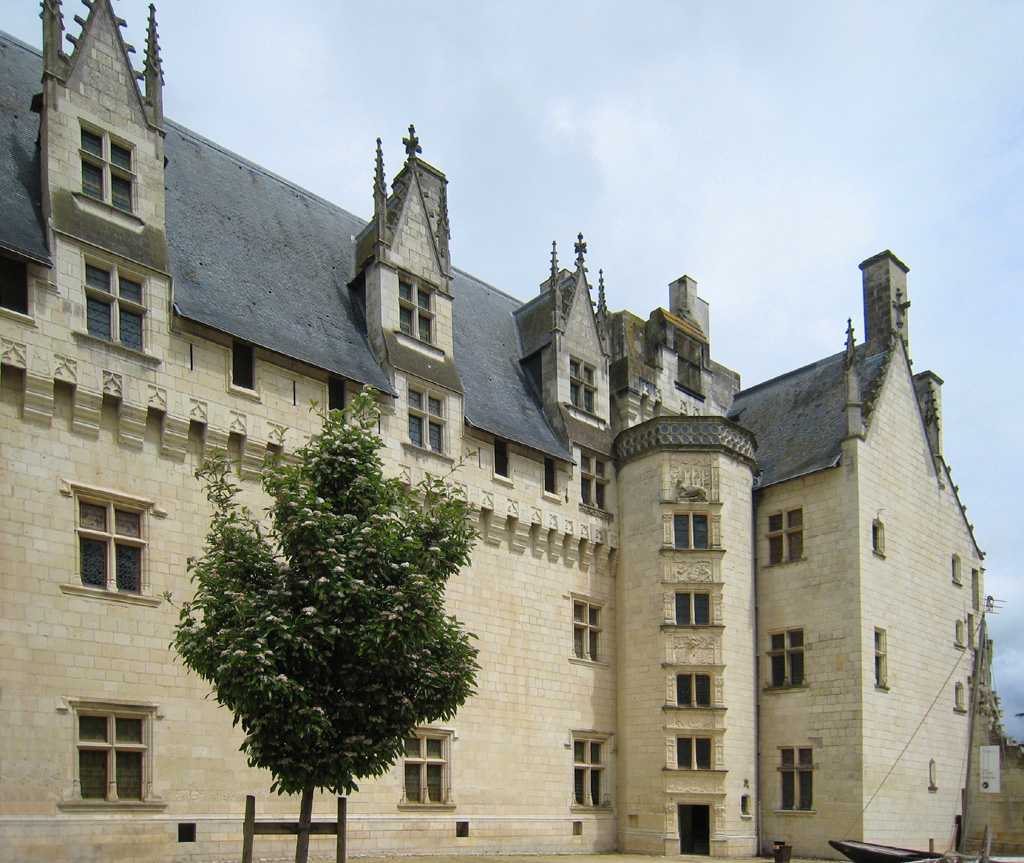
Escalera helicoidal del château de Monsoreau (ca. 1500)

El estilo Luis XII (ca. 1495 a 1525/1530) fue un estilo de transición, un pasaje muy corto entre dos épocas deslumbrantes, el período gótico y el Renacimiento. Describe un momento en el que las artes decorativas partiendo del arco ojival y del naturalismo gótico se encaminarán hacia el arco de medio punto y las formas suaves y redondeadas mezcladas de motivos antiguos estilizados típicos del primer Renacimiento: todavía hay una gran cantidad de gótico en el castillo de Blois (1499-1502), y ya no hay nada en la tumba de San Luis XII en Saint-Denis.
Desde 1495, y a petición de Carlos VIII, una colonia de artistas italianos fue instalada en el château de Amboise donde trabajaran en colaboración con maestros albañiles franceses. Esta fecha es generalmente considerada como el punto de partida de este nuevo movimiento artístico. En general, la edificación permaneció siendo francesa y solo la decoración cambió y se volvió italiana, aunque sería inadecuado determinar este estilo por la única contribución de Italia ya que hubo más relaciones, como las de los artistas flamencos o de la arquitectura plateresca española.
Los límites del estilo Luis XII son bastante variables, sobre todo cuando se trata de las regiones de fuera del valle del Loira. Además de los diecisiete años del reinado de Luis XII (r. 1498-1515), este período incluye el final del reinado de Carlos VIII (r. 1483-1498), y el comienzo del de Francisco I (r. 1515-1547), haciendo iniciar el movimiento artístico en 1495 para hacerlo acabar en 1525/1530: el año 1530 corresponde a un verdadero cambio estilístico, que, tras la creación por Francisco I de la Escuela de Fontainebleau, es generalmente considerado como la aceptación plena del estilo renacentista.

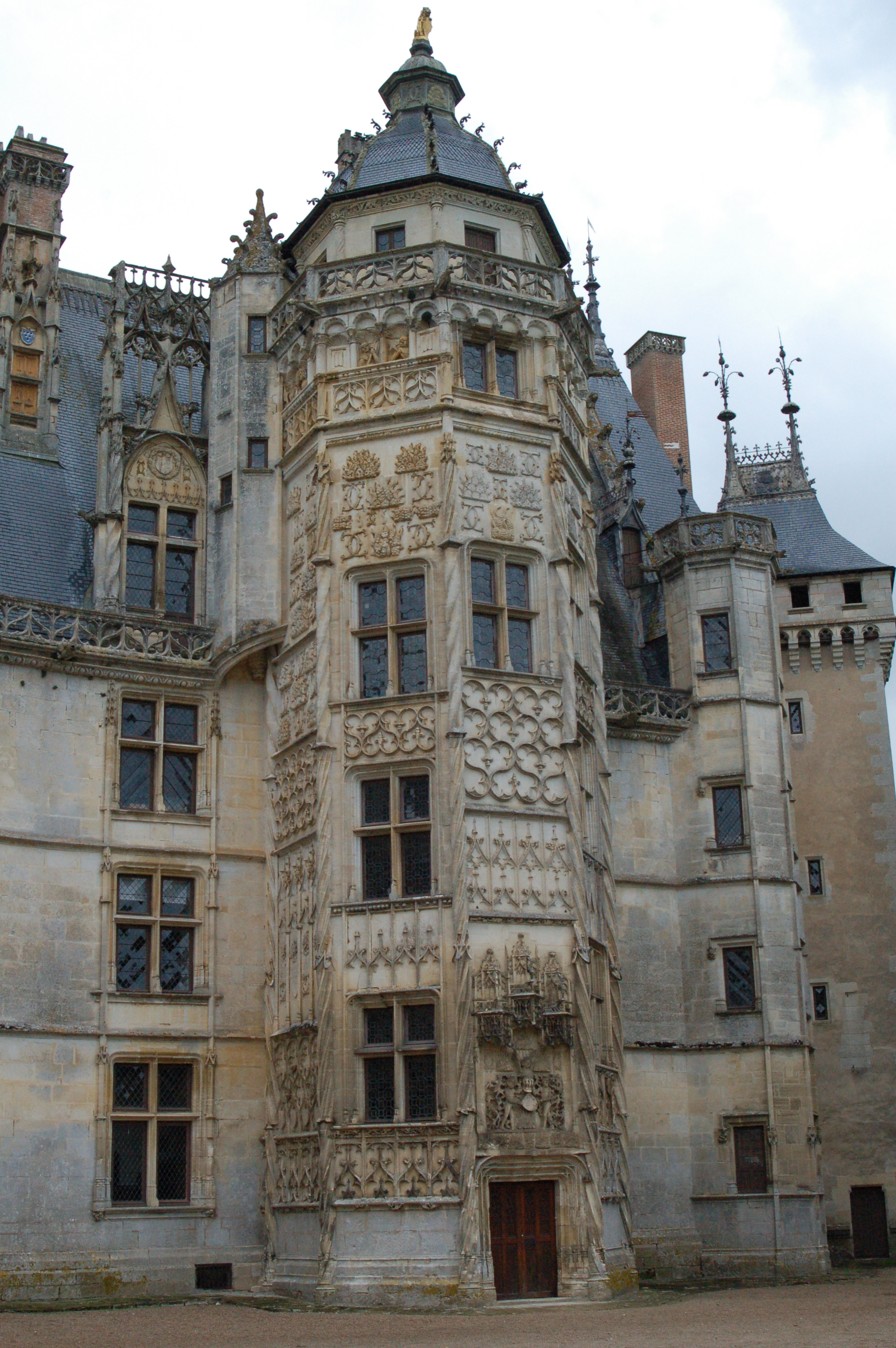
Cornisa renacentista con ovas sobre el logis y el tempietto coronando la Tour du Lion (château de Meillant, ca. 1510).

En los trabajos decorativos de finales del reinado de Carlos VIII, ya se observa una marcada tendencia a separarse del gótico (que se ejemplifica en el abandono del arco ojival para aproximarse al arco de medio punto, de plein cintre). La influencia de las obras milanesas de Bramante para Ludovico Sforza era ya perceptible en la parte inferior del «ala Carlos VIII» del castillo de Amboise: si la parte superior del edificio es gótica, la fachada del promenoir des gardes presenta una loggia, una serie de arcadas de medio punto que marcan los huecos ritmados por pilastras lisas. En general, las formas ornamentales no tienen ya la gracia propia de la época ojival: el ritmo de las fachadas se organiza de forma más regular, superponiendo los huecos en tramos y haciendo ya su aparición el motivo de la coquille, que se convertirá en un importante elemento en la decoración renacentista. Esta evolución es particularmente perceptible en el château de Meillant. Meillant había comenzado a ser reformado en 1473 por Charles I d'Amboise y, a su muerte en 1481, Charles II d'Amboise continuó los trabajos. Su nombramiento como teniente del rey en Italia y de gobernador del Milanesado le puso en contacto con los artistas italianos —en 1506 llegó a cursar una invitación al mismo Leonardo en nombre de Luis XII para que fuese pintor de la corte francesa— y eso se reflejó en su château: si bien la edificación todavía es plenamente medieval, la superposición de las ventanas en tramos ligados entre ellos por un cordón de pináculos, ya anuncia la cuadrícula de las fachadas que será tan característica del Primer Renacimiento. De la misma forma, se remarca el entablamento en ovas clásico coronado por una balaustrada gótica y el tratamiento en Tempietto de la parte alta de la escalera helicoidal con una serie de arcadas de medio punto decoradas con coquilles.
Si al final del reinado de Carlos VIII la aportación de los ornamentos italianos vino a enriquecer el repertorio flamígero, bajo Luis XII ya hay toda una "école française que se abre a Italia con nuevas propuestas, estableciendo así los principios de un estilo de transición.

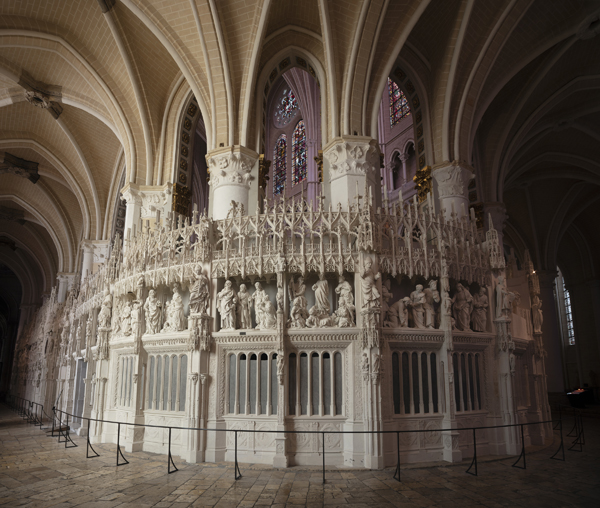
Elementos italianos en el marco y la base de la celosía (1513-1529, cierre del coro de la catedral Chartres)

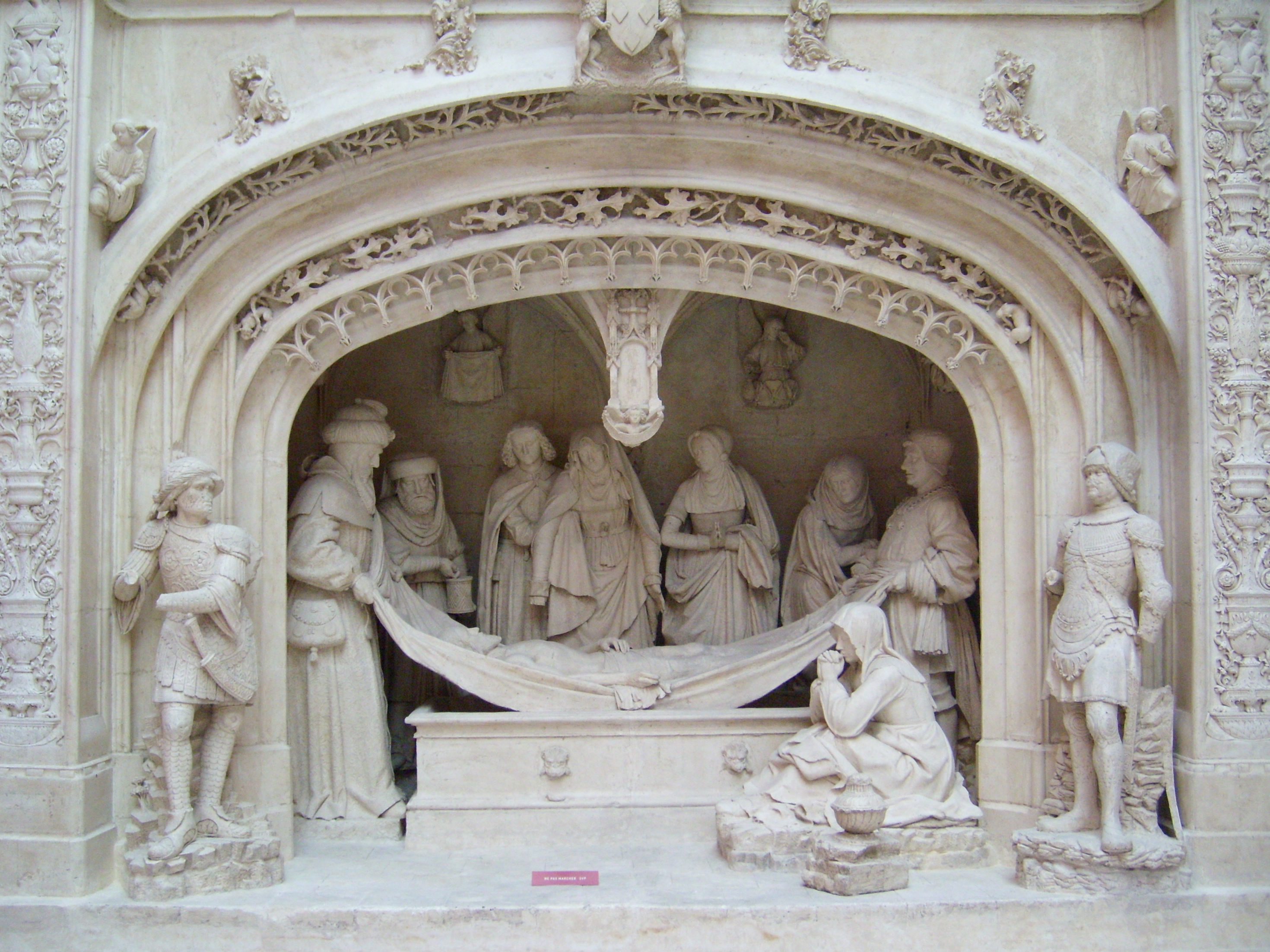
Entierro de Cristo de la abadía de Solesmes

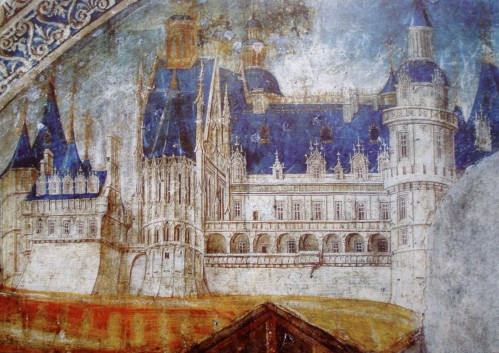
Château de Gaillon (1506-1509)

En arquitectura, el uso del ladrillo y piedra, todavía presentes en los edificios del siglo XIV, tiende a generalizarse (château d'Ainay-le-Vieil, ala Luis XII del castillo de Blois, hôtel d’Alluye de Blois). Los altos tejados a la francesa con torretas en esquina y las fachadas con escaleras helicoidales sobresalientes hacen perpetuar la tradición, pero tanto la superposición sistemática de huecos, la rotura de las buhardillas y la aparición de logias —influidas por la villa Poggio Reale y el Castel Nuovo de Nápoles— son el manifiesto de un nuevo arte decorativo, aunque la edificación siga siendo profundamente gótica. La difusión del vocabulario ornamental llegado de Pavía y de Milán tuvo un papel importante al ser percibido como la llegada de una cierta modernidad.
En este arte en plena mutación, los jardines se volvieron tan importantes como la misma arquitectura. Carlos VIII, que quería crear en Amboise los jardines más grandes del país, hizo llamar a artistas italianos, como Pacello da Mercogliano, que trajo nuevas ideas paisajísticas, con la instalación de una ménagerie (colección de animales salvajes) y los trabajos de aclimatación agronómica ya realizados desde 1496 en los Jardins du Roy, entonces situados en el Dominio real de Château-Gaillard. En 1499, Luis XII, ya rey, confió la realización de los jardines del castillo de Blois al mismo equipo que sería contratado posteriormente por Georges d'Amboise para realizar los parterres en diferentes niveles en su castillo de Gaillon.
En conclusión, el estilo Luis XII fue una muestra estilística que quería asombrar tanto a franceses como a italianos: fue a partir de la fantasía con la que fueron incorporadas las novedades italianas en unas edificaciones que seguían siendo todas medievales francesas de donde nacerá, hacia 1515/1520, el Primer Renacimiento o Renacimiento inicial.

Edificios de estilo Luis XII con dominante flamígera
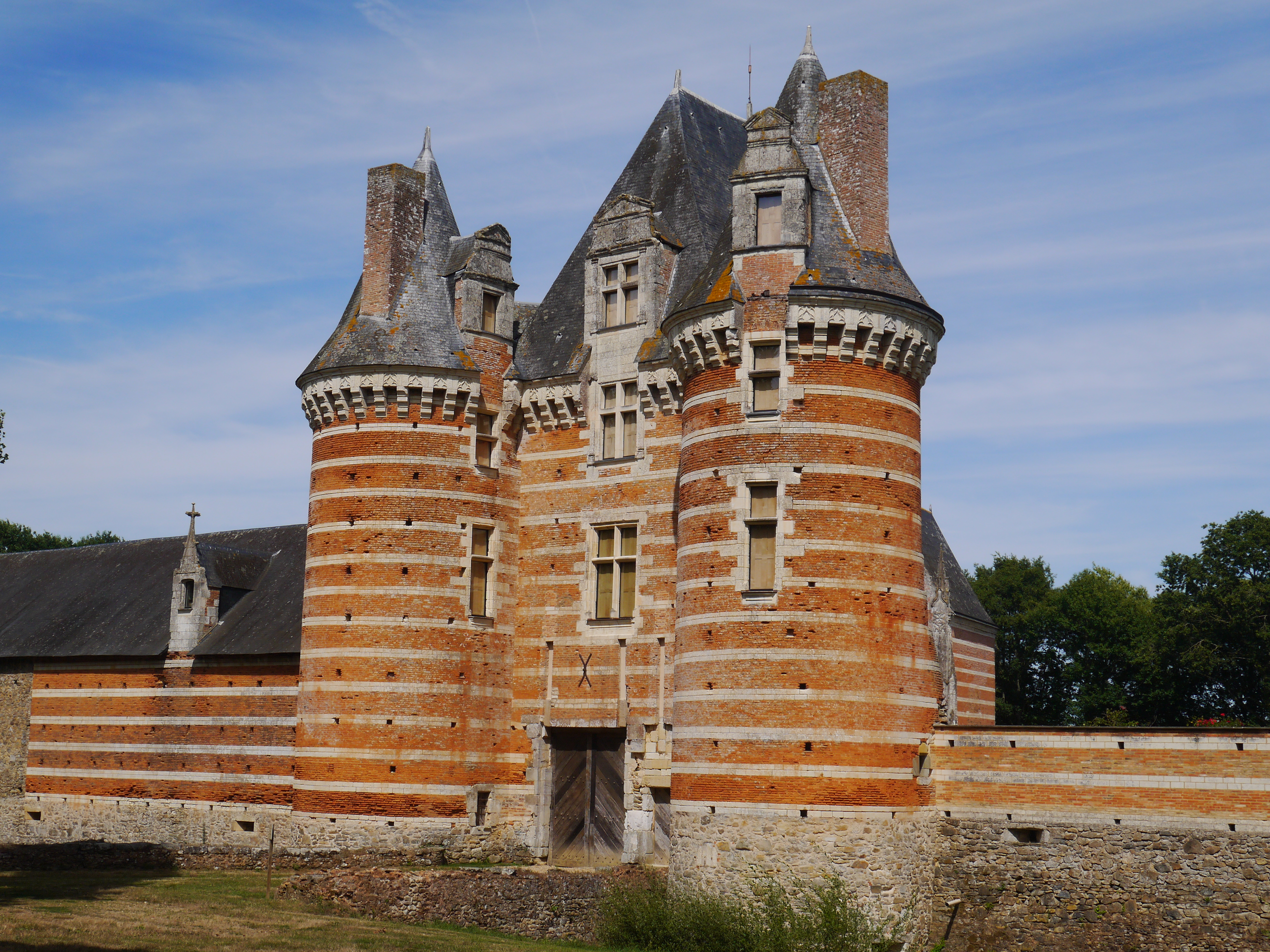
Le Château de Mortiercrolles (1496-1499)
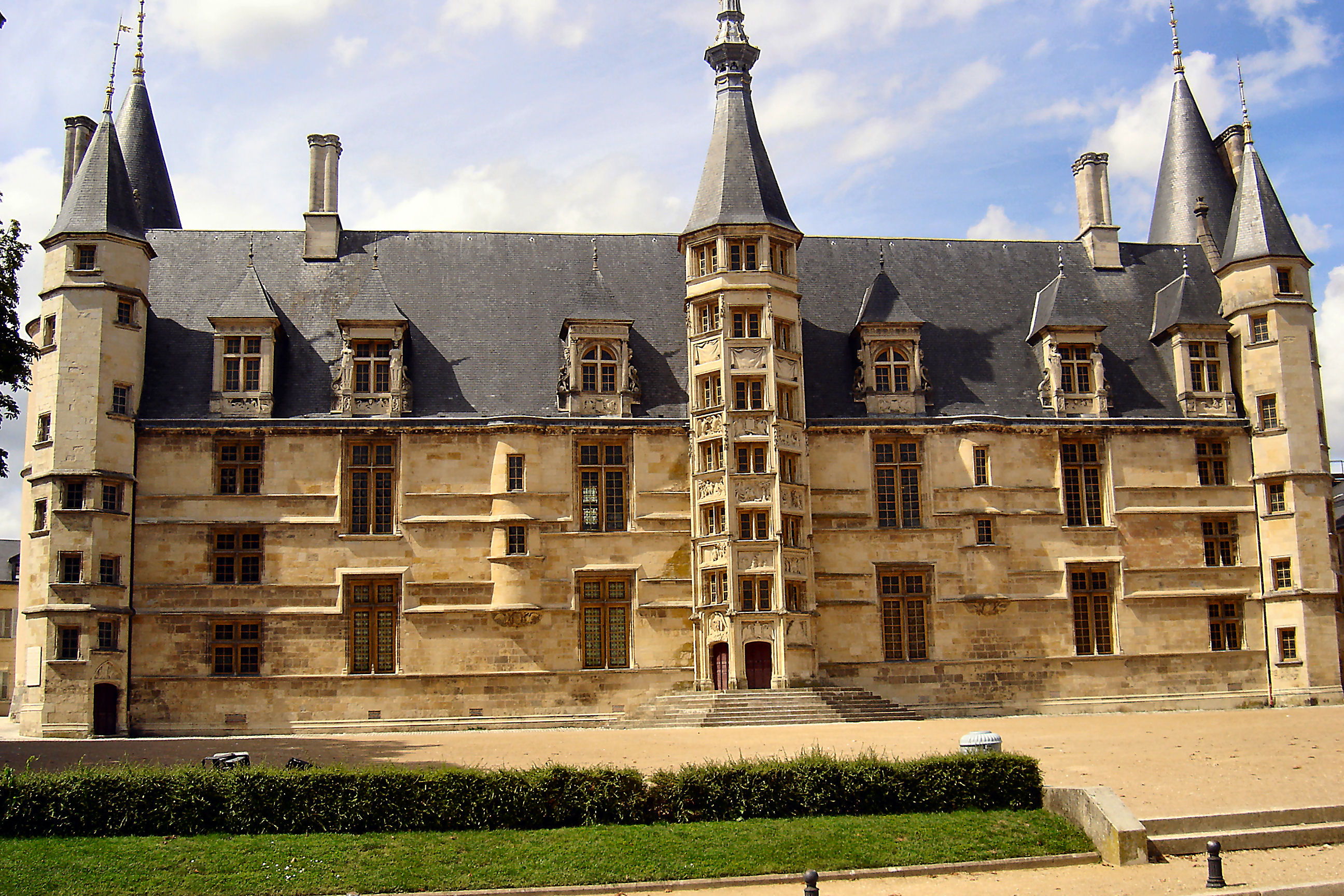
Palacio ducal de Nevers, fin XV-XVI
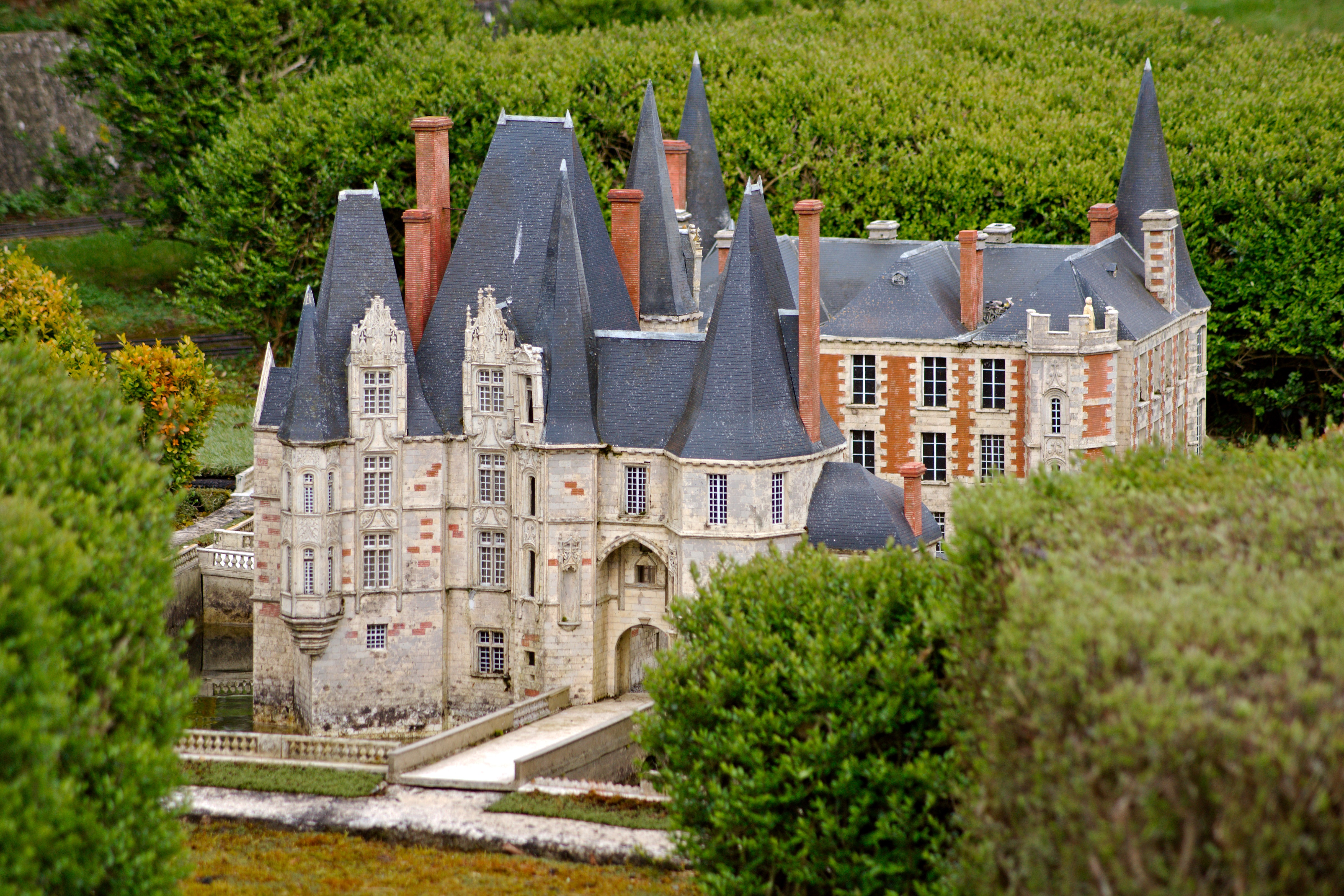
Le Château d'Ô (Orne) (antes de 1505)

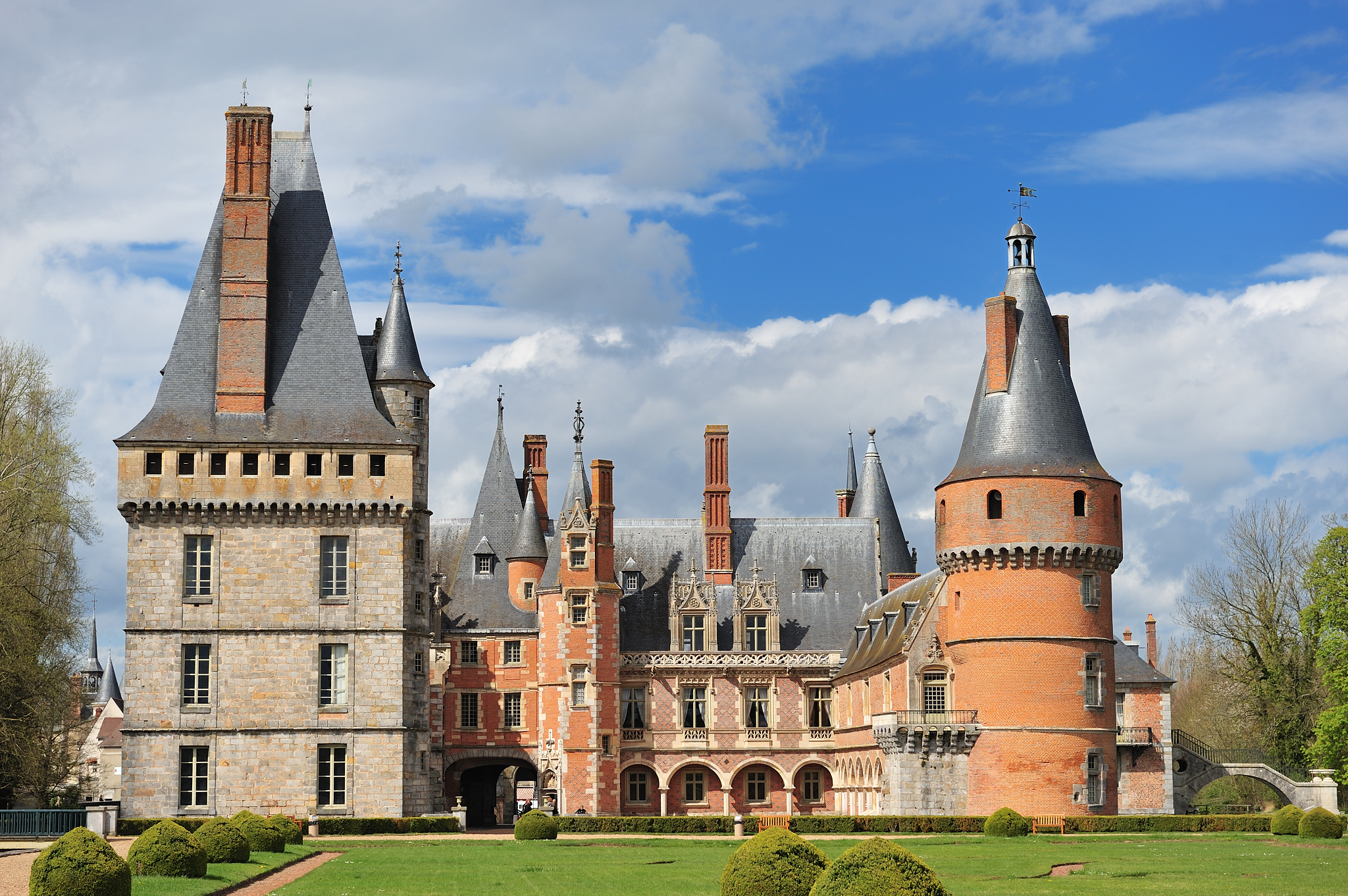
Château de Maintenon (1505)
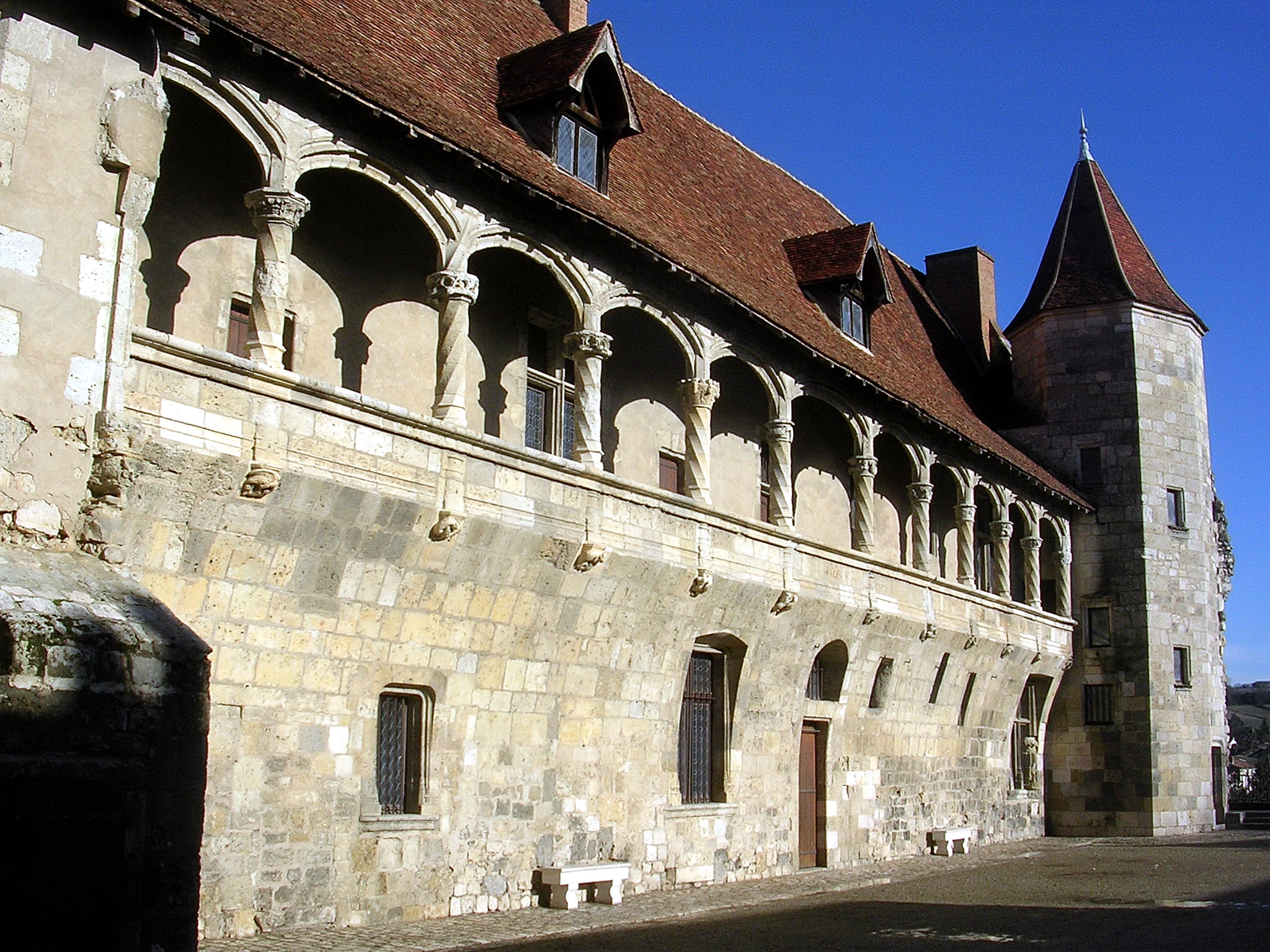
Le Château de Nérac (1510-1521)
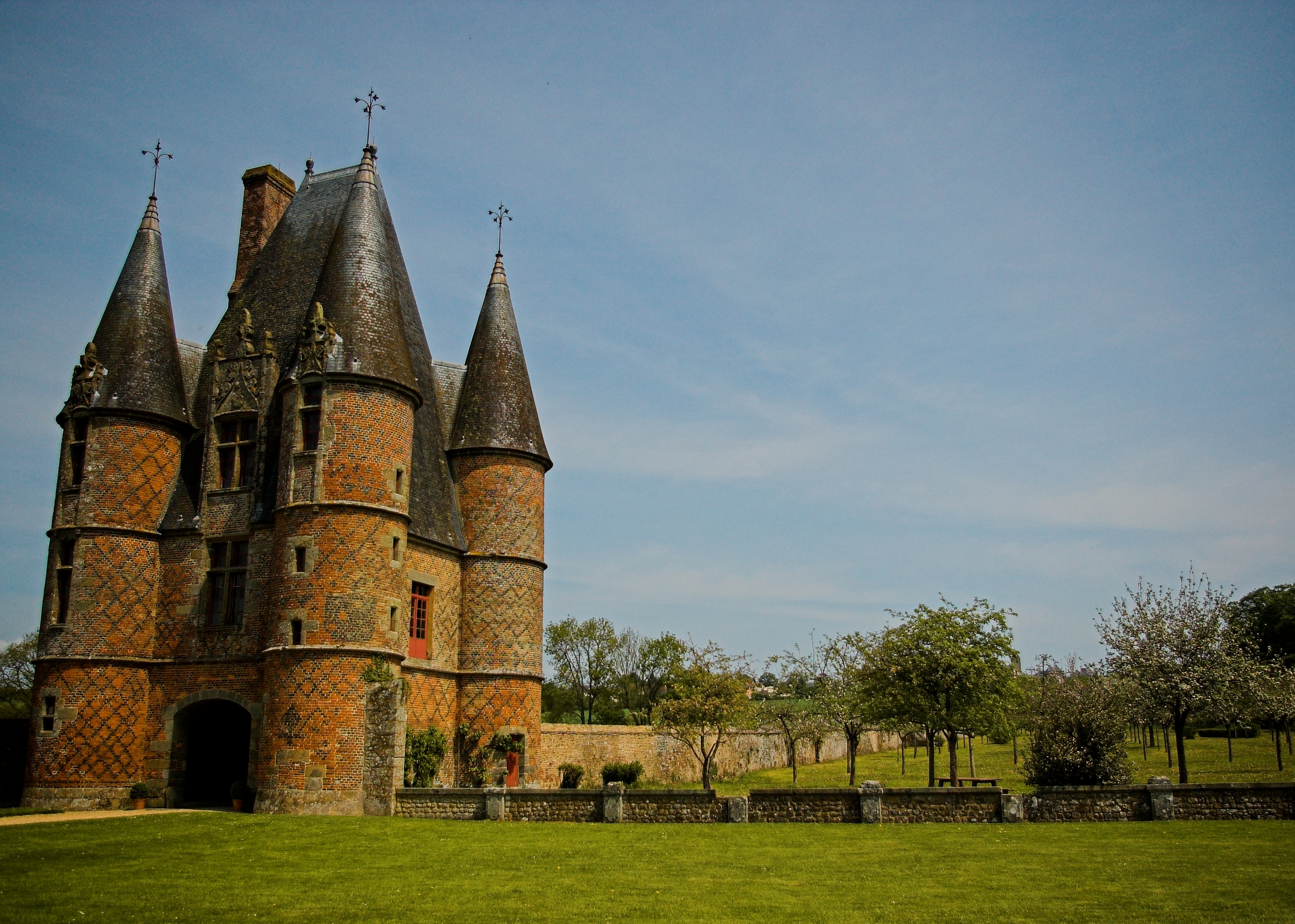
Le Châtelet de entrada del château de Carrouges (1526-1533)

Edificios de estilo Luis XII con dominante italiana
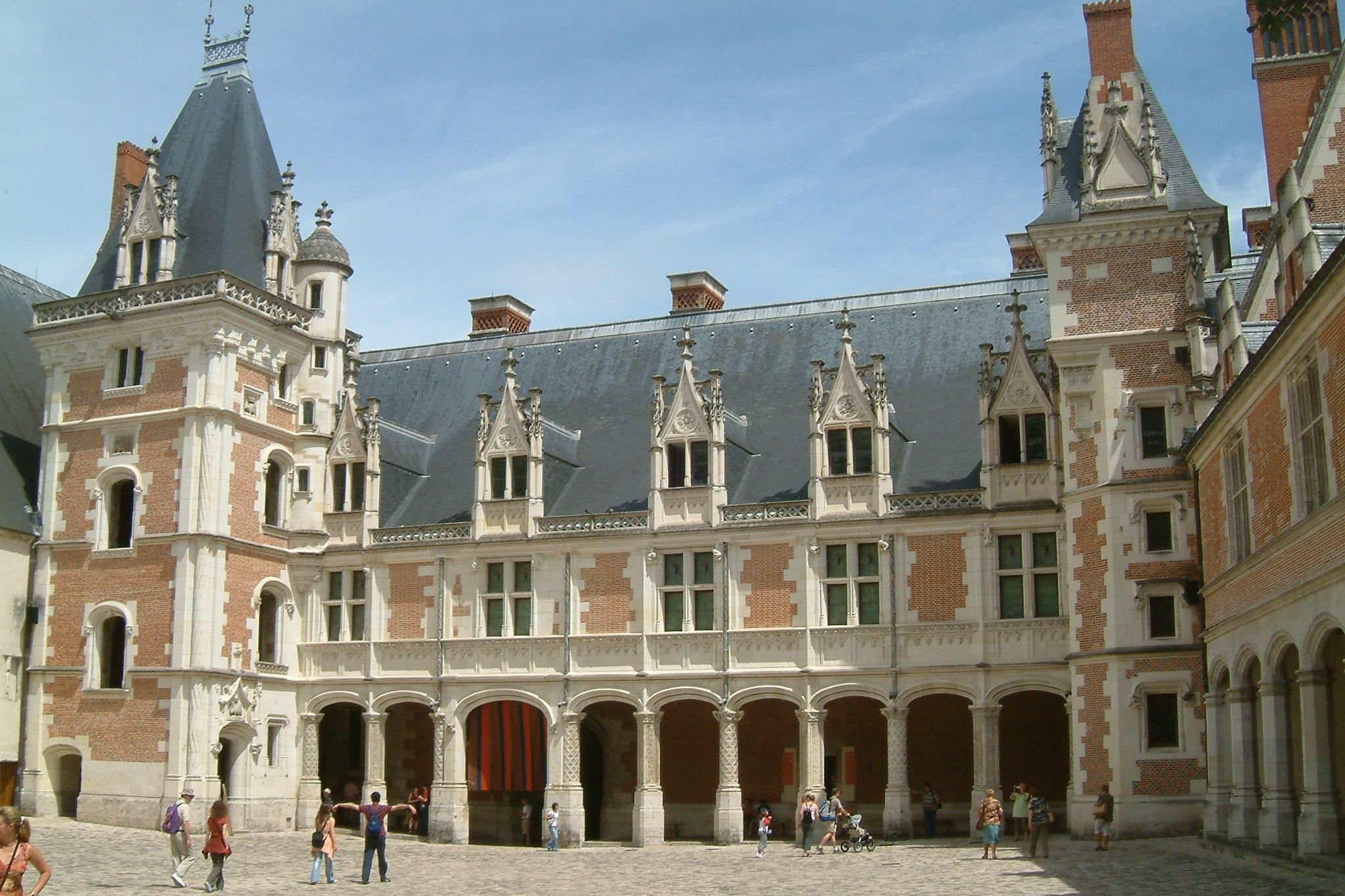
Ala Luis XII del castillo de Blois (1498-1503)
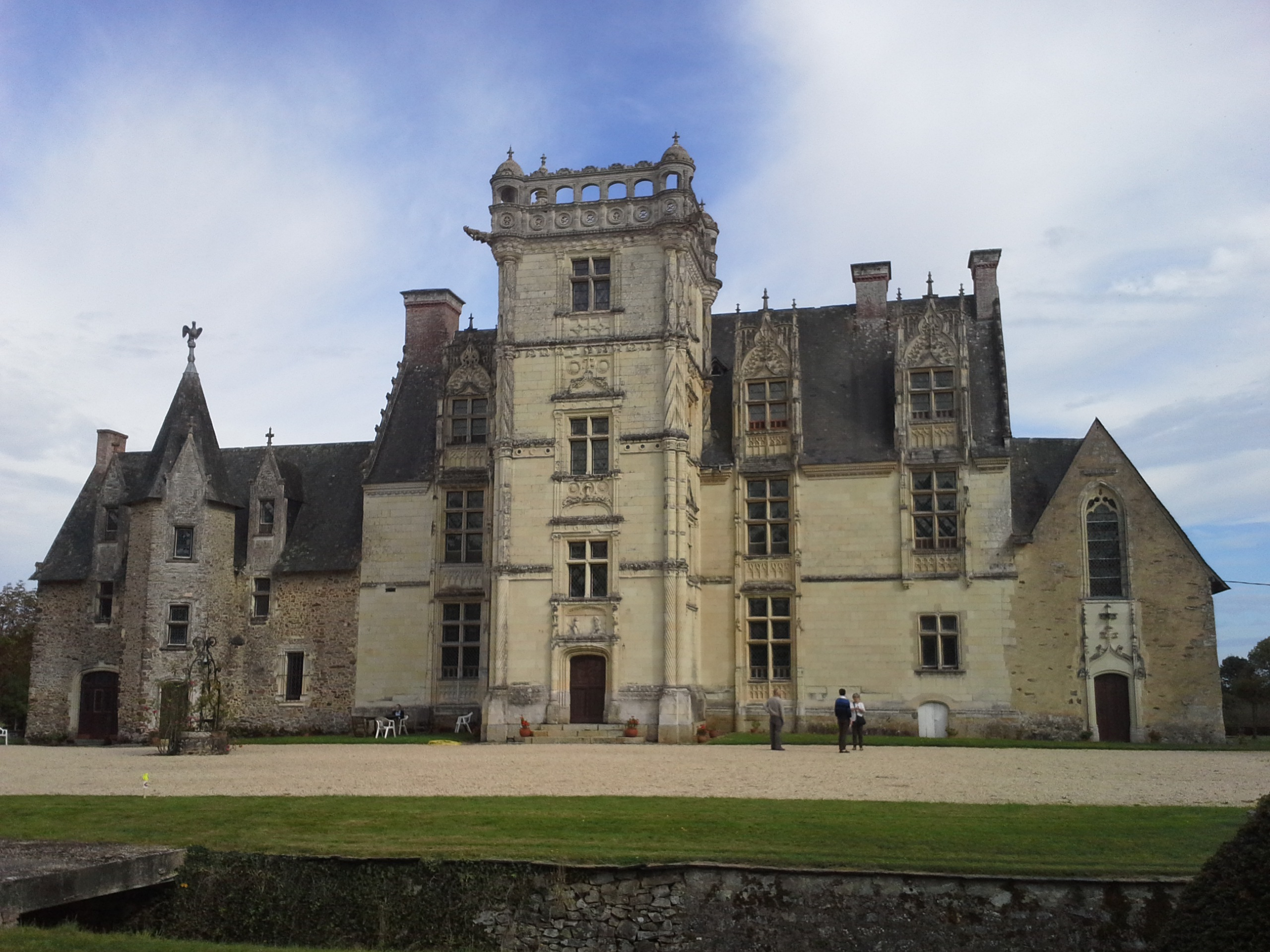
El château de Saint-Ouen de Chemazé (1505)
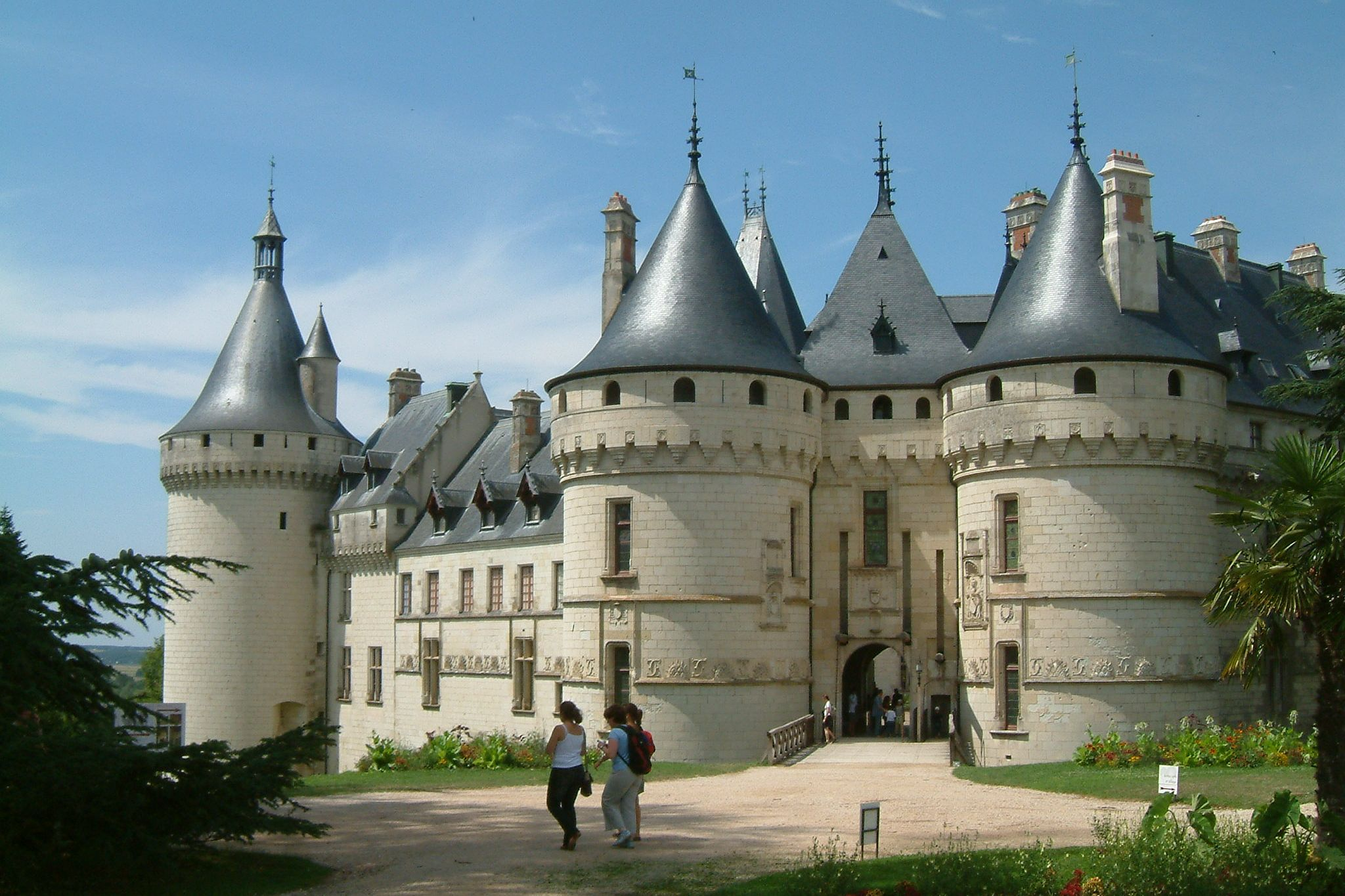
Ala Este del château de Chaumont-sur-Loire (1498-1510)
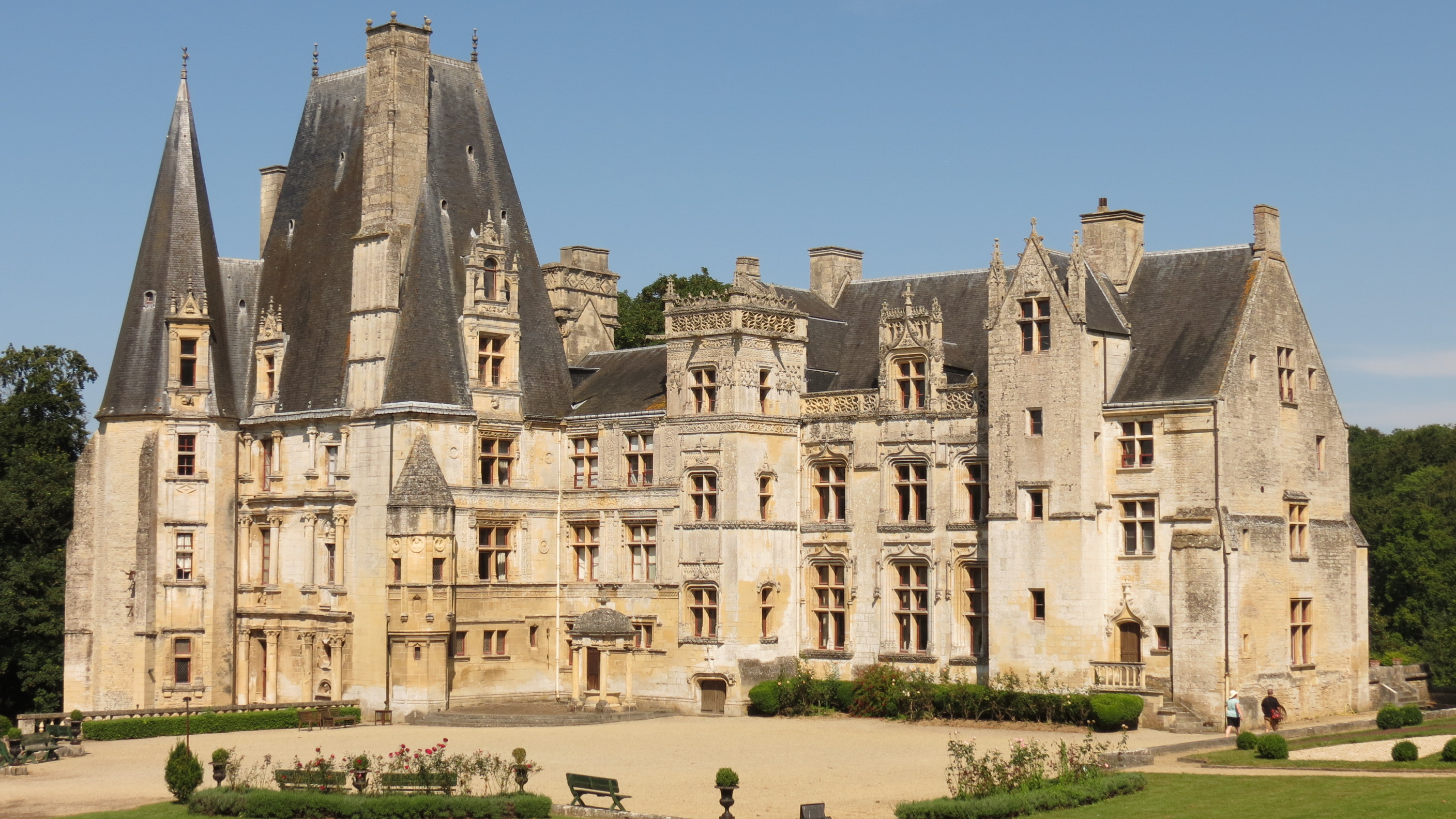
Château de Fontaine-Henry (ca. 1500)

### Primer Renacimiento (1515 a 1530/1540)

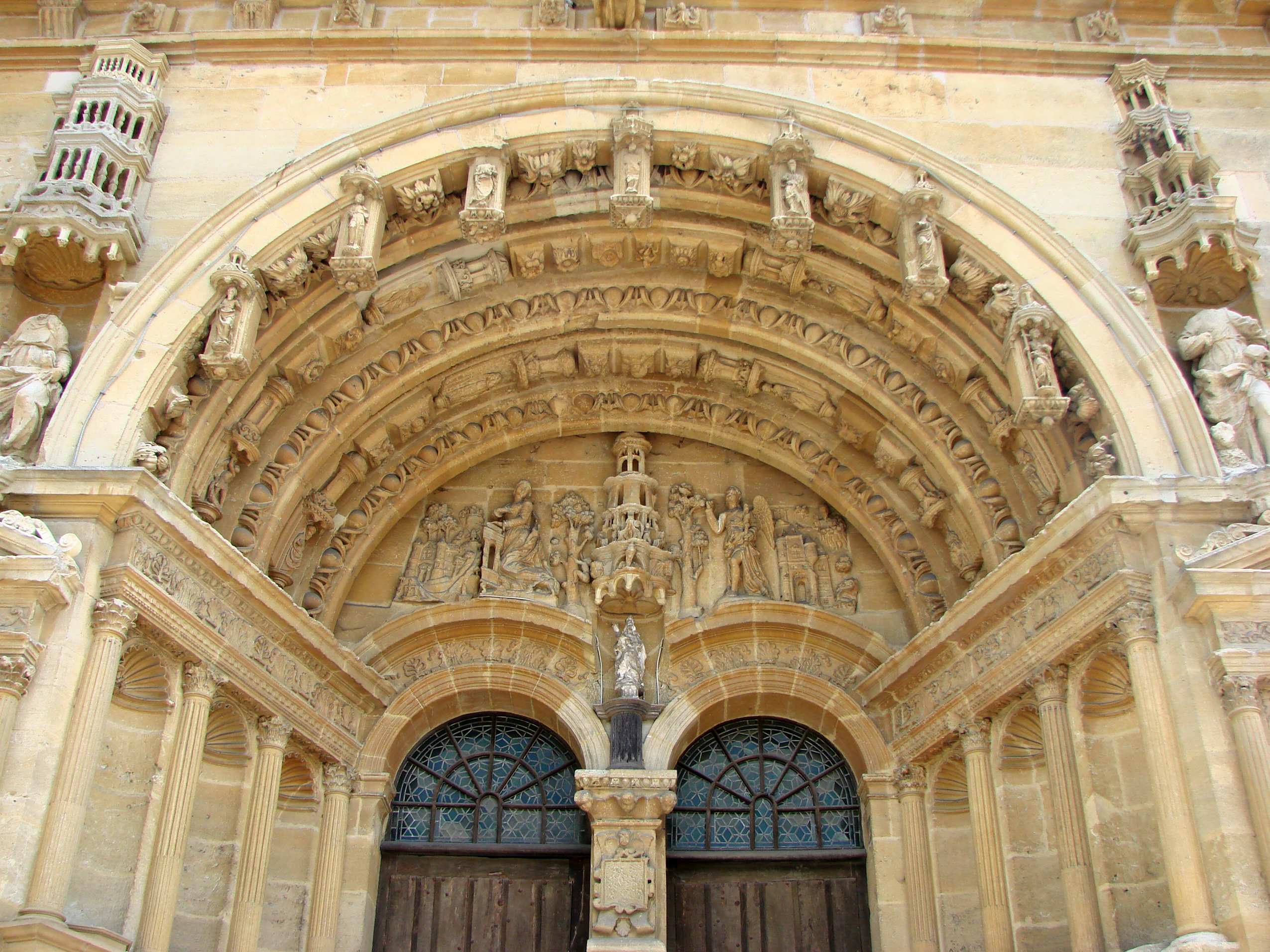
Portal de la iglesia de Saint-Maurille de Vouziers (1517-1548)

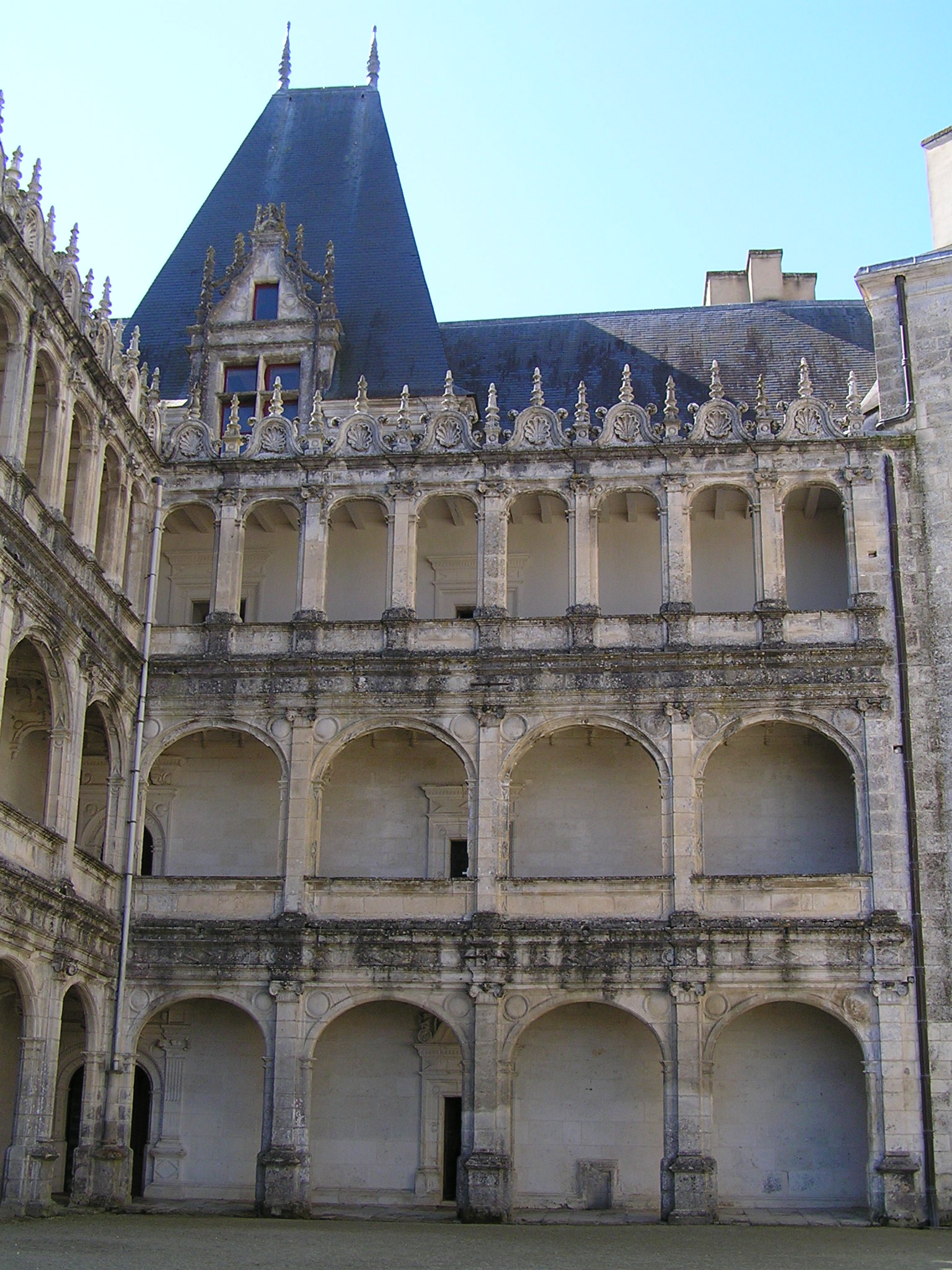
Galerías inspiradas en Bramante en el château de La Rochefoucauld (a partir de 1519)

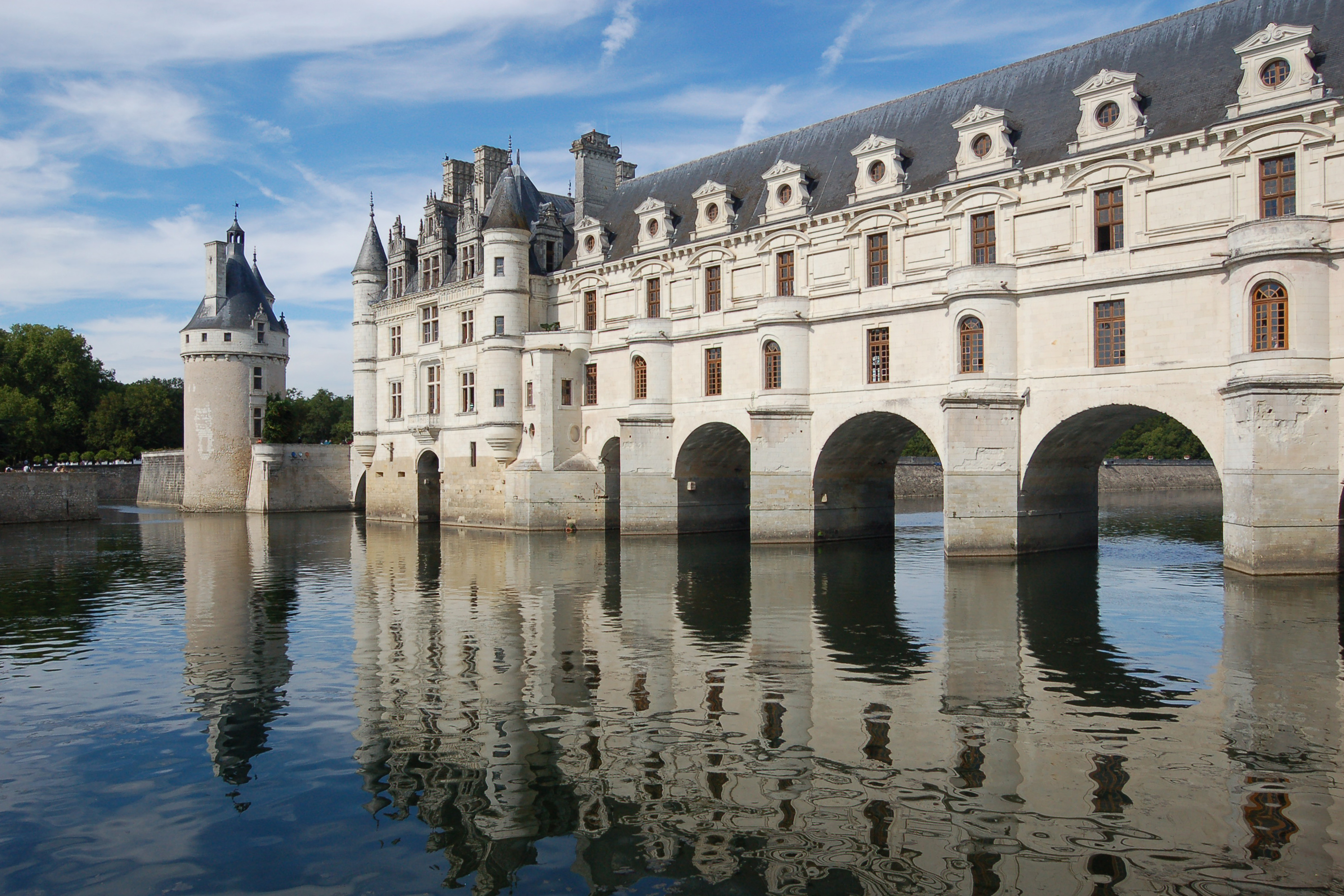
Castillo de Chenonceau (1515-1522)

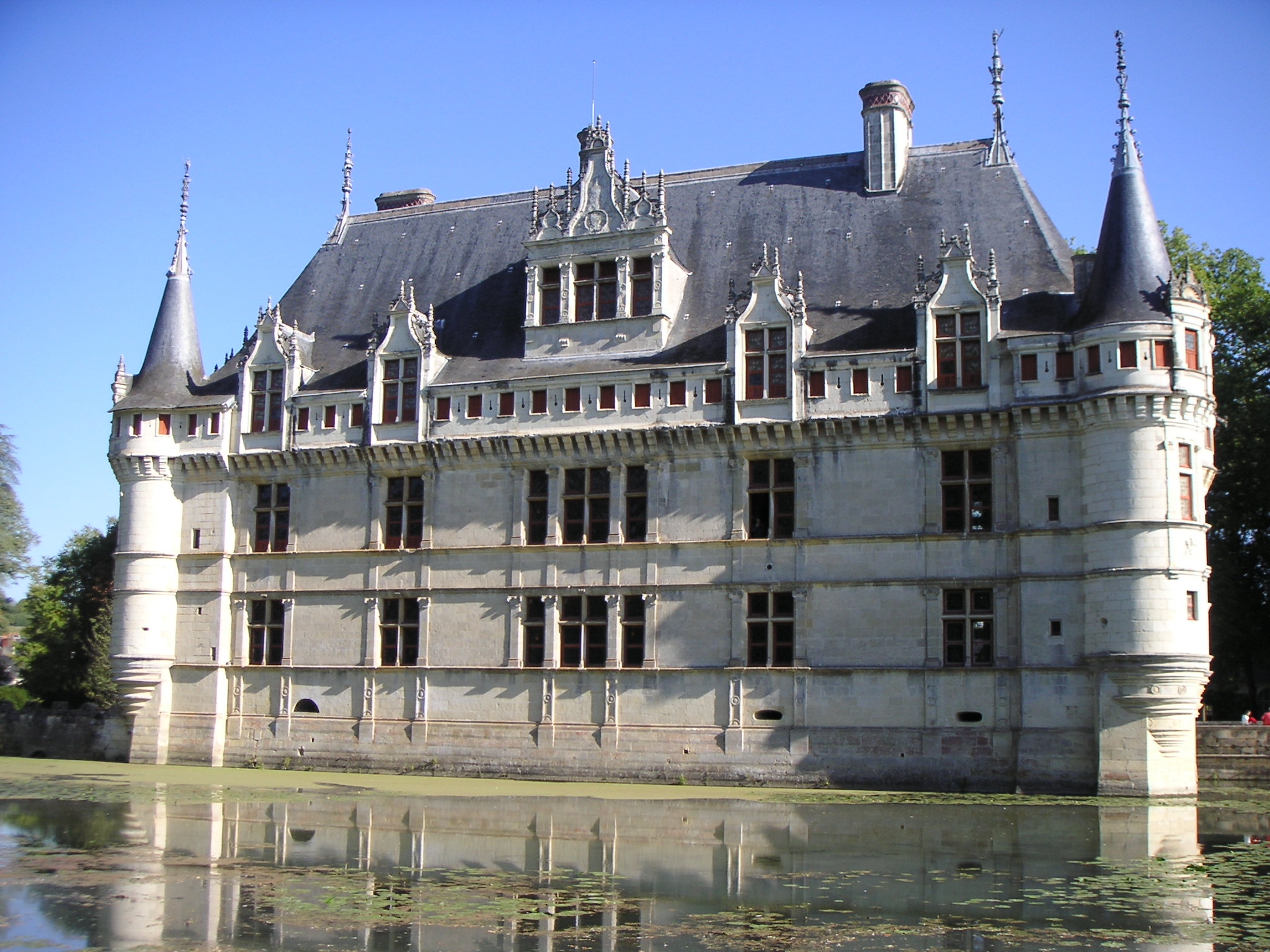
Castillo de Azay-le-Rideau (1518-1523)

Al igual que en el período precedente, la manifestación más evidente del Primer Renacimiento en Francia se expresa por la construcción de châteaux (castillos) residenciales, no solo en el valle del Loira y en la Isla de Francia, sino también en algunas provincias situadas más al sur, como el Berry, el Quercy y el el Périgord (châteaus de Assier y de Montal) que, después de recuperarse de las secuelas de la Guerra de los Cien Años, van a ver a sus grandes familias endeudarse durante varias generaciones para modernizar las edificaciones medievales preexistentes. Pero los castillos más grandes del Primer Renacimiento francés aparecerán en la Touraine.
Si desde finales del siglo XV, el proceso transitorio del estilo Luis XII impuso poco a poco las formas del Primer Renacimiento, a partir de los años 1515/1520, la llegada de una nueva oleada de artistas italianos, más numerosos que antes, tendrá una gran influencia en el arte francés causando una verdadera ruptura: las formas góticas, finalmente, se diluyen poco a poco en la ornamentación italiana. Esta evolución es particularmente visible en la portada de la iglesia de San Maurille Vouziers, donde una ornamentación clasizante viene a enmascarar una edificación todavía gótica.
A diferencia del período anterior, el principal protagonista ya no será el entorno del rey sino el propio rey Francisco I (r. 1515-1547), que comportándose como un monarca humanista se convertirá en uno de los actores primordiales de esta evolución estilística. Al imponerse en las artes, se quiso entonces mecenas y guía de su pueblo y de toda la cristiandad, sin renegar por ello de su papel militar.
Al igual que sus compañeros de armas, el rey había estado varias veces en las campañas de Italia y se había dejado seducir por el clima de la península itálica y la elegancia de sus mujeres; le encantaron la suntuosidad de las fiestas que se celebraban en su honor y la belleza de los jardines en los que solo faltaban, se decía, Adán y Eva para ser un paraíso terrenal. Pero Francisco no solo fue conquistado por la dolce vita. Con una gran curiosidad y un gusto seguro, se expresaba sinceramente enamorado del arte y de la cultura, sobre todo sabiendo distinguir las novedades del arte de más allá de las montañas, la modernidad arquitectónica de los palacios y las villas. «Je me souviens bien, déclara-t-il un jour, d'avoir vu toutes les meilleures œuvres et faites par les meilleurs maîtres de l'Italie.» [Recuerdo bien, declaró un día, haber visto todas las mejores obras y hechos por los mejores maestros de Italia.] Fue esa la razón invitase a artistas italianos a trabajar en Francia, con más o menos fortuna: el ya viejo Leonardo da Vinci, Andrea del Sarto y Girolamo Della Robbia aceptaron, pero Rafael, Tiziano o Miguel Ángel declinaron. En ausencia de los creadores deseados, el rey compró, o recibió como regalos, algunas de sus obras, el corazón de su famosa colección. A su servicio, verdaderos compradores reales acechaban en la península las piezas que desaba adquirir. Aretino fue uno de ellos. A Francisco le gustaba hablar con artistas, seguía de cerca los logros arquitectónicos en Milán o Roma, y examinaba con la mirada del experto los proyectos que mandaba para el reino. Esos artesanos letrados tendrán entonces una gran ascendencia sobre los maestros de obras francesas: el presumible arquitecto de Chambord, Domenico Bernabei da Cortona (c. 1465/1470 - 1549) habría sido apodado «Boccador», 'boca de oro' en italiano, en el sentido de que hablaba con «palabras de oro».
Sin embargo, a lo largo de todo el Primer Renacimiento francés, la planta de los edificios seguirá siendo tradicional y los elementos arquitectónicos estarán libremente inspirados en el arte nuevo llegado de Lombardía, pues las campañas italianas resultaron todas en la posesión del ducado de Milán. Nunca, tal vez, la arquitectura francesa habrá mostrado más elegancia, ligereza y fantasía que durante este período artístico. Se desprende un sabor especial de los edificios del valle del Loira, donde los maestros albañiles franceses, tradicionalistas y dueños de su oficio, no aceptaron más que a regañadientes la nueva arquitectura haciendo siempre concordar la edificación con la forma y combinando las siluetas atrevidas y pintorescas de la Edad Media con la decoración renacentista italiana.

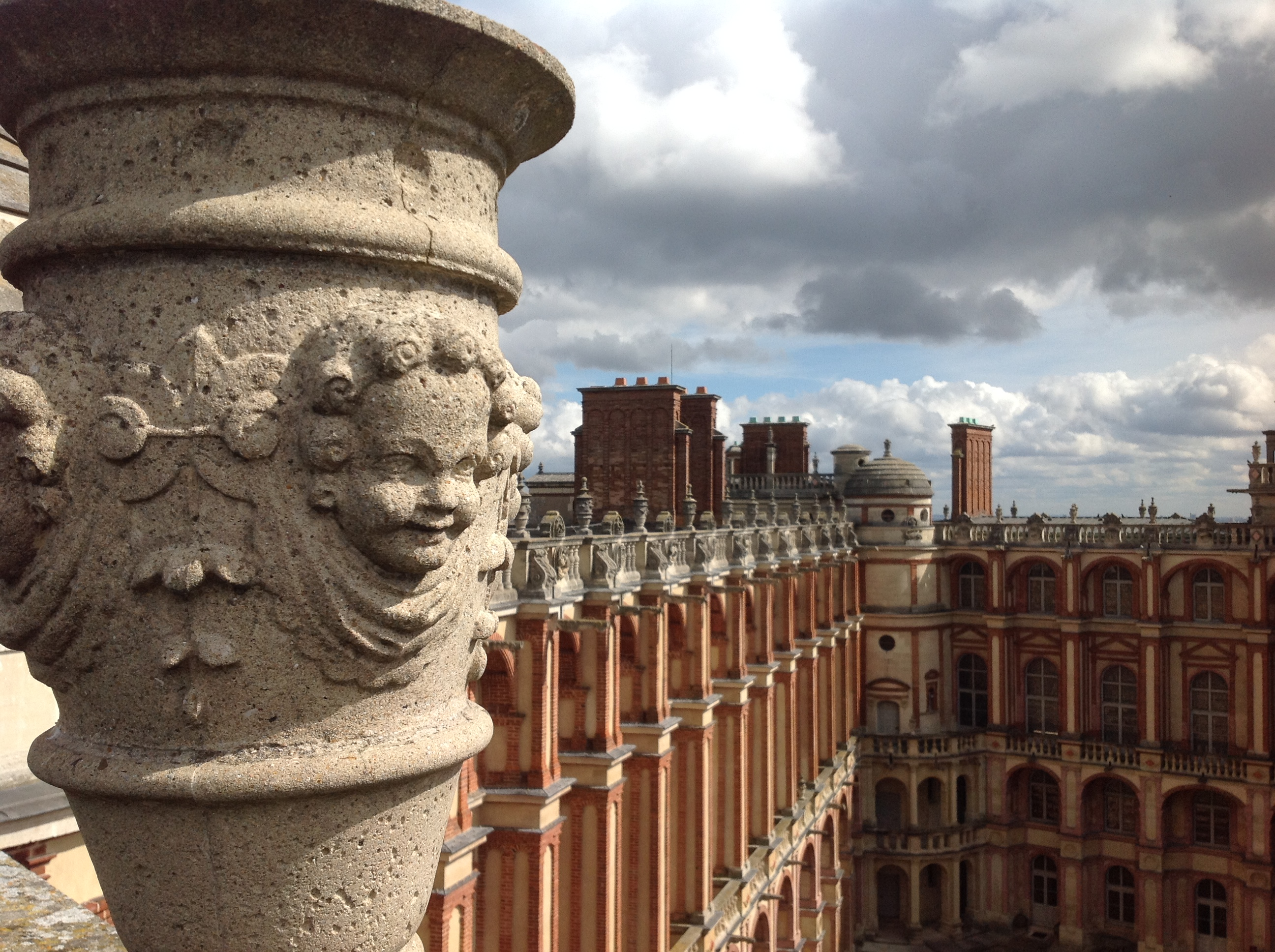
Terrazas del Château de Saint-Germain-en-Laye (ca.1539)

Por ello en la tradición del estilo Luis XII se conservaron durante todo el período las maneras nacionales, en especial, las techumbres altas (solamente el castillo de Saint-Germain-en-Laye fue cubierto con terrazas). Los progresos de la artillería habían vuelto cualquier dispositivo de defensa inútil —ya fuesen torres, matacanes, almenados o incluso las mismas cortinas de los castillos—, pero todavía se conservaban por tradición, ya vacíos de contenido militar para ser transformados en otros tantos elementos decorativos. Así, en muchos edificios, como en los castillos de Chenonceau, de La Rochefoucauld, de Villandry o Azay-le-Rideau (remodelado en el siglo XIX), la permanencia del donjon no se justificaba más que por recordar el símbolo señorial que había representado; su función militar fue sustituida por las del prestigio y del aparato.
En ese movimiento, las atalayas de los castillos medievales se convirtieron, en Azay-le-Rideau, en graciosas torretas de esquina en voladizo, mientras que las almenas de los caminos de ronda mutaron en pequeñas ventanas, transformando ese espacio en una agradable galería de circulación. Características aparecidas con el estilo Luis XII, las ventanas de las fachadas tienen su chambrana, que se conectan piso a piso, formando una especie de tramo completado en una trabajada buhardilla. Esta cuadrícula, que se encuentra en Blois o en Chambord, da a los alzados una sensación de regularidad, a menudo ficticia, subrayando las líneas horizontales y las verticales, mientras que la proliferación de chimeneas y pináculos parecen formar una corona sobre el edificio, un último reflejo de la magia medieval.
Si bien la arquitectura se empezaba entonces a abrir sobre el espacio exterior, la riqueza decorativa se reservaba para el patio, en especial para el motivo central de la escalera. Obsesión por lo general ajena al Renacimiento italiano, la escalera fue considerada entonces como el elemento francés en torno al cual giraba todo el castillo: la torre poligonal que sobresaliía de la fábrica, conservada en el ala de Francisco I del castillo de Blois, se sustituyó gradualmente por una escalera en rampa sobre rampa, que mucho más que una innovación italiana parece pertenecer al repertorio occidental de Francia desde el siglo XV.

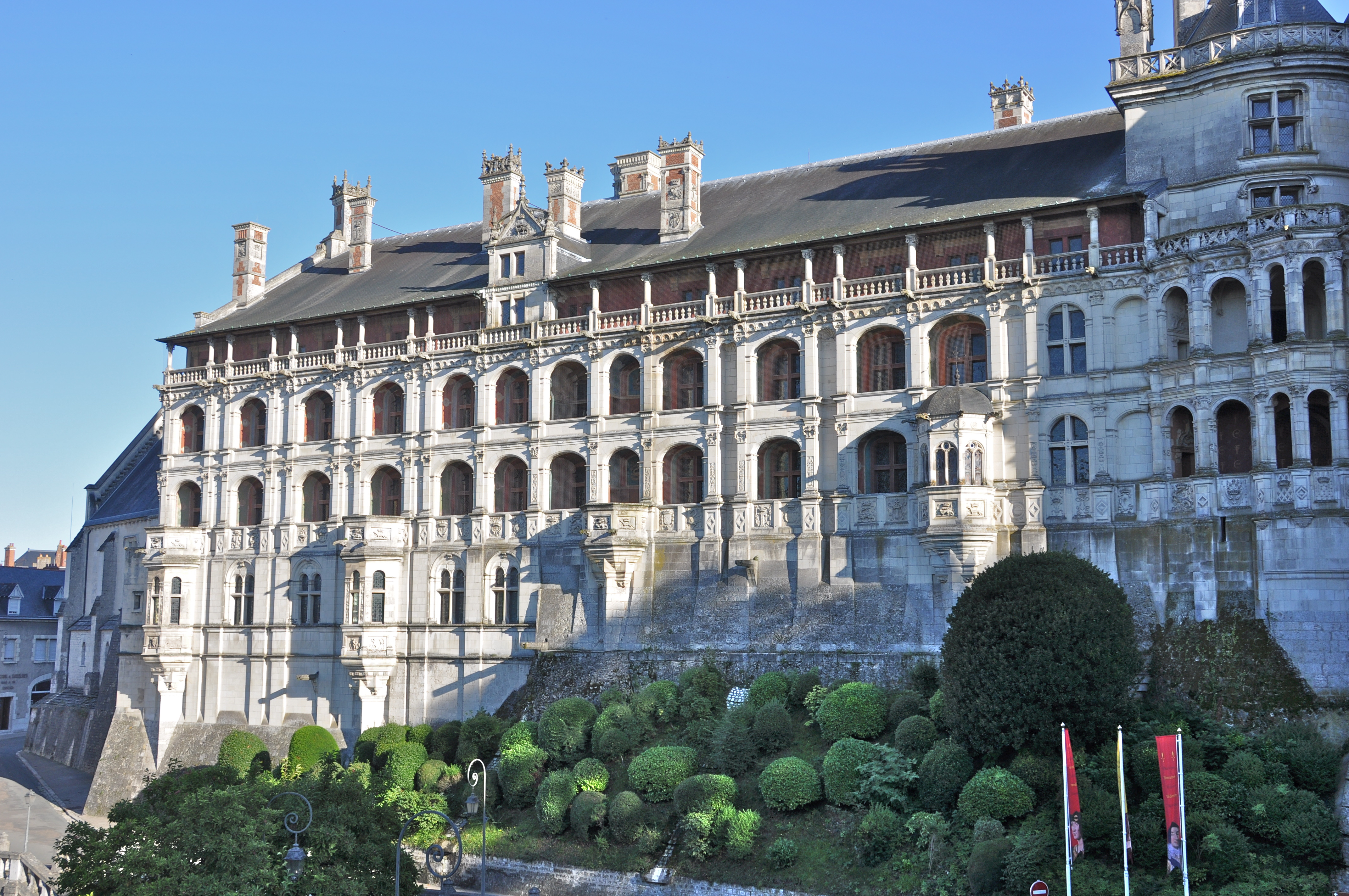
La fachada de los alojamientos del castillo de Blois (1514-1527)

Si la fachada de los alojamientos del castillo de Blois trajo una cierta modernidad, con sus aberturas en hilera sobre el exterior, inspiradas por el patio del Belvedere del Vaticano, el uso del modelo romano de Bramante se vio revisado y sometido a la existencia de la edificación medieval preexistente. Inacabada, esa fachada no pudo recibir una decoración italianizante similar a la del ala de Francisco I en el patio, sin por ello ser menos representativa de las diversas búsquedas operadas durante el Primer Renacimiento: al sustituir los perfiles completos y netos de las aristas agudas de las molduras góticas, marcó un progreso en la imitación de los modelos antiguos.

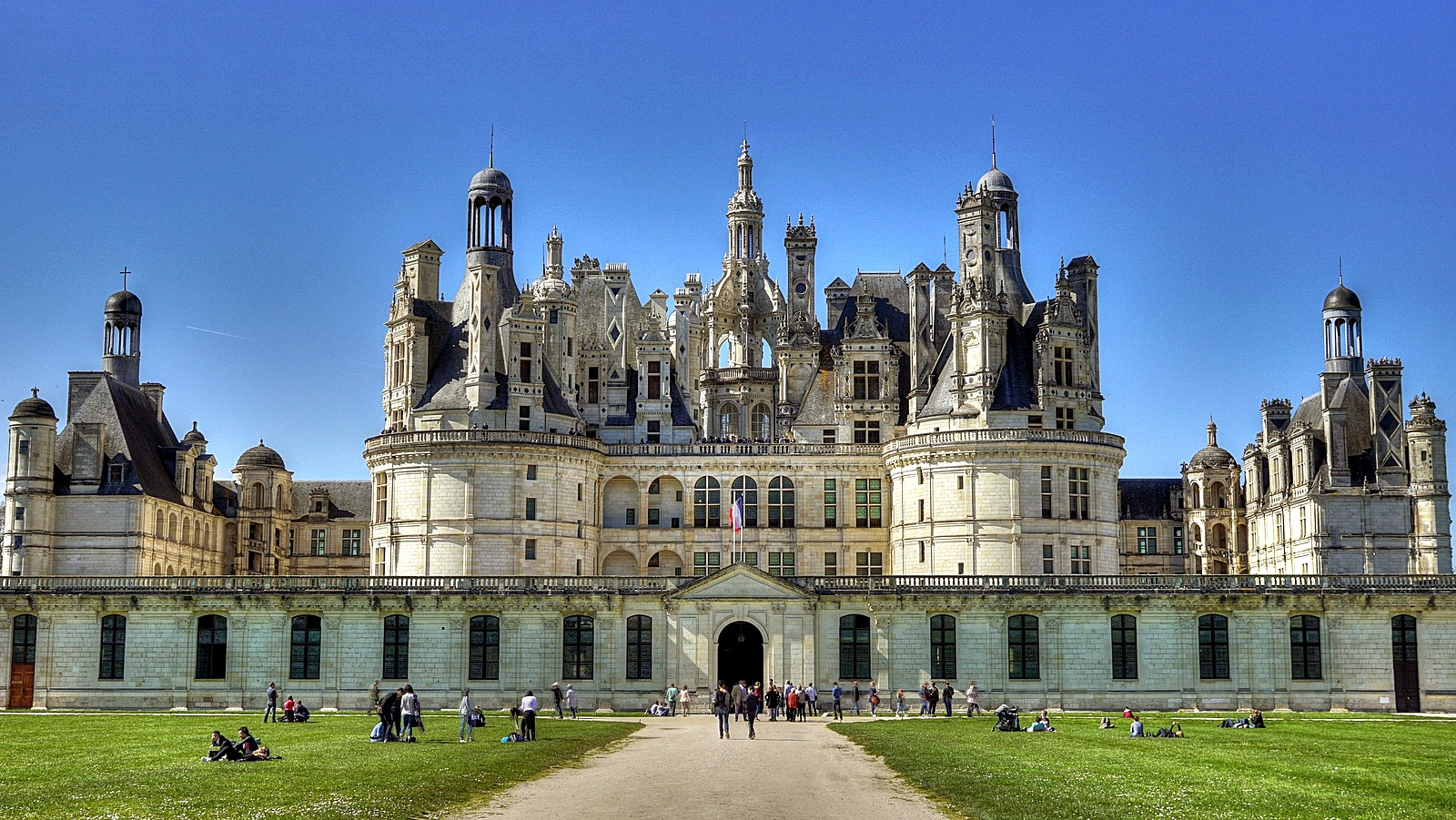
Castillo de Chambord (1519-1559)

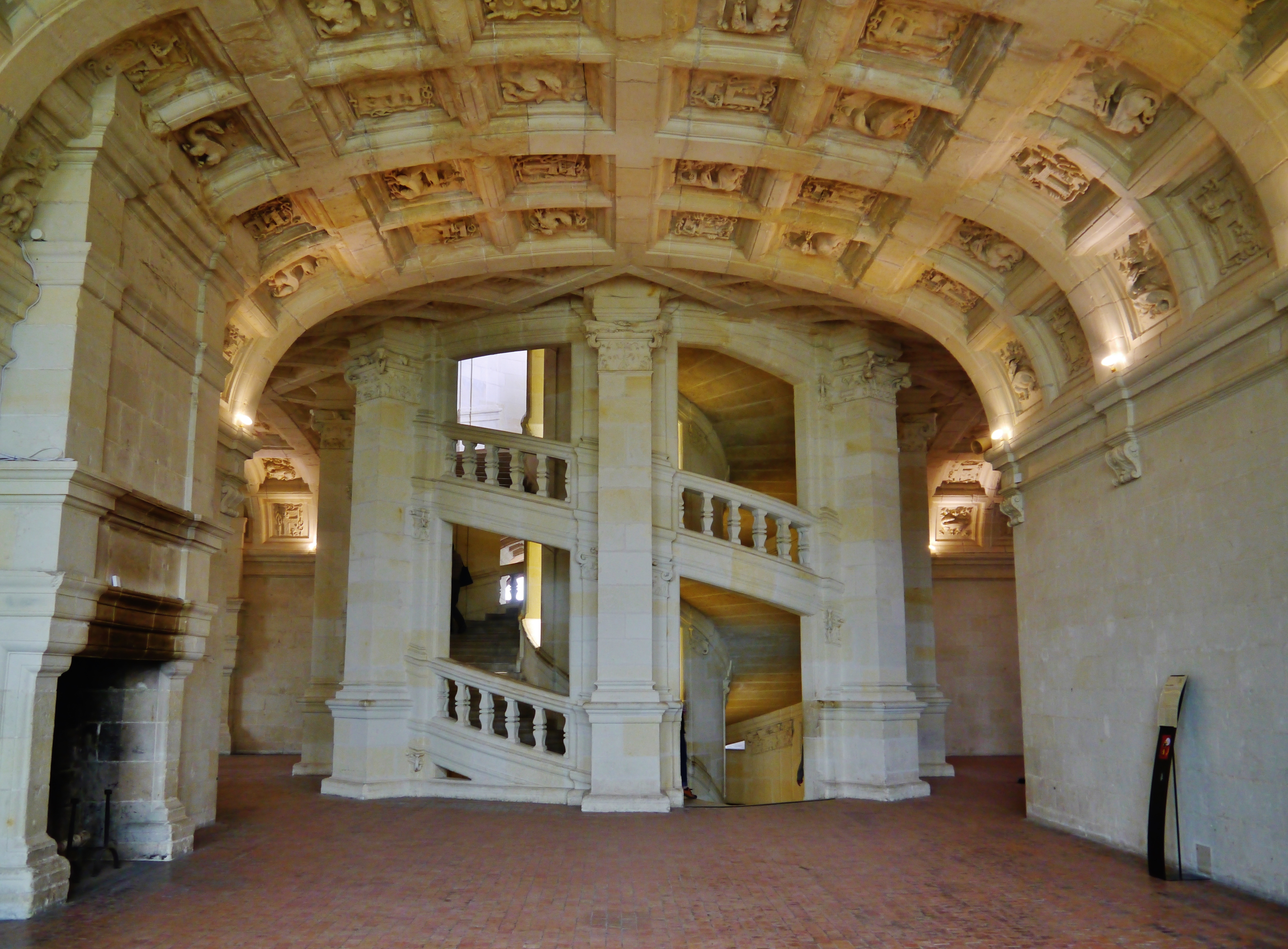
Escalera doble del château de Chambord (1526-1537)

Esta interpretación de las realizaciones bramantescas, incluso si no respetaba en nada los órdenes antiguos, se encuentra en la superposición de arcadas enmarcadas por pilastras que adornó los patios del castillo de la Rochefoucauld y después en Chambord. Primera realización completamente ex-nihilo, el castillo de Chambord fue un lugar de encuentro, de cacerías y celebraciones de la corte, concebido como un lugar teatral que en general fue poco habitado. La presencia de Leonardo da Vinci —que vivió en Francia sus últimos años (1516-1519) bajo el patrocinio de Francisco I, aunque no realizó ningún encargo para él—, y de Domenico da Cortona (Boccador), plantea preguntas sobre la paternidad de ese castillo a la francesa en contacto con el Renacimiento italiano. Mientras las torres medievales no conservan de otros tiempos más que las saeteras, la superposición de ventanas con pilastras conseguía aquí iluminar ampliamente el edificio, mientras desaparecía por primera vez la coronación almenada. La decoración exuberante se relacionaba entonces especialmente con los tejados erizados de chimeneas, tragaluces y torretas, todas adornadas con losanges o con discos de pizarra, con tabernáculos y pinjantes tratados al gusto de la Italia del norte, siempre evocando las incrustaciones de mármol negro de la cartuja de Pavía, que Francisco I había conocido. Si el desarrollo de los apartamentos simétricos con destino residencial fue una novedad, la organización de la planta siguió siendo tradicional, recordando a la del castillo de Vincennes, con un donjon central rodeado por una muralla donde se encuentran el patio y las dependencias comunes. El proyecto inicial de 1519 se vio sin embargo modificado desde 1526 para transferir el apartamento del rey a un ala lateral: el donjon centrado era incompatible con el nuevo ritual de la corte que requería unos apartamentos real en enfilade. Como en la villa medicea de Poggio a Caiano, cada planta tenía sus apartamentos repartidos alrededor de un eje central encarnado por la escalera doble, pensada en colaboración con Leonardo da Vinci. Sin embargo, los trabajos en Chambord se ralentizaron después de la derrota francesa de Pavía (1525), donde el rey Francisco I fue capturado y llevado a Madrid, donde permaneció un año en cautividad.
Tras su regreso a Francia, en 1527, y aunque el patrocinio del entorno real seguía siendo importante, Francisco I pasó a ser el verdadero protagonista de los desarrollos estilísticos de su país, por los cambios que promovió en toda una serie de castillos alrededor de la capital (Villers-cotterêt, La Muette). Así, mientras en la Isla de Francia estaban surgiendo nuevas innovaciones, en el valle del Loira se moderaba la experimentación y se conservaba celosamente el estilo del Primer Renacimiento.

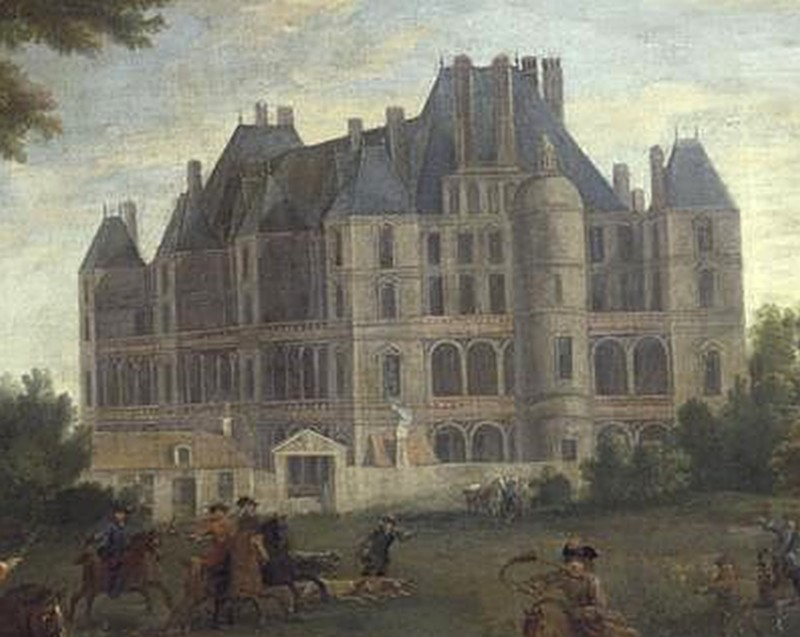
Castillo de Madrid en París (1528-1540), hoy desaparecido

El castillo de Madrid, ahora destruido, fue reflejo de esa evolución: parece ser que el palacio de los Vargas en la Casa de Campo, residencia de un gran financiero español localizada frente a lo que fue la prisión de Francisco I en Madrid, habría inspirado la realización de este palacio, ya sin foso y cuya planta compacta se oponía a la tradición francesa. Los apartamentos simétricos, realizados como una nueva residencia para grandes fiestas, se organizaron alrededor de un salón de baile central, mientras que dos pisos de loggias formaban la torre del edificio, presentando una decoración inédita de loza esmaltada hecha por Della Robbia. El alzado del castillo estaba marcado por los pabellones adelantados, recuerdo de las torres todavía medievales de Chambord, y cuyo ritmo nuevo se obtenía por la separación de las buhardillas. El uso de una planta geométrica y la presencia de loggias, anunciando la Villa Farnese, son un reflejo distante de Poggio Reale de Nápoles y de la villa medicea de Poggio a Caiano.

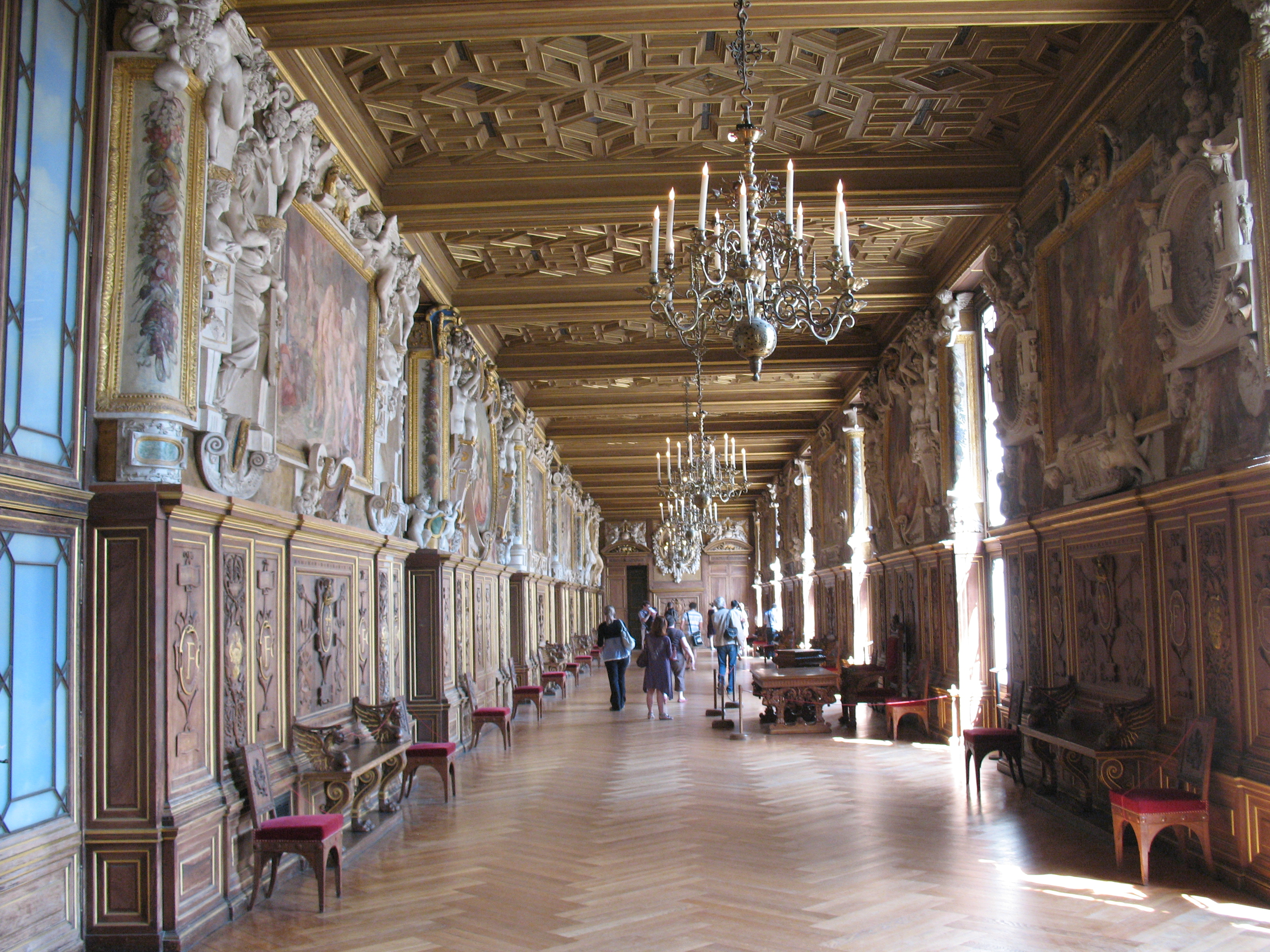
La Galería de Francisco I, que conectaba los apartamentos del rey con la capilla, decorada entre 1533 y 1539. Es una de las máximas manifestaciones de la influencia del estilo renacentista italiano en Francia

A continuación, se produjo un evento de suma importancia en el castillo de Fontainebleau, convertido entre 1530 y 1540 en la residencia principal del soberano. Aunque existía un gran contraste entre la calidad media de la arquitectura y el esplendor de la decoración interior, las realizaciones dirigidas por Gilles le Breton marcaron un cambio profundo que señaló el final del período. Si bien se conservó el donjon del siglo XII, el patio oval correspondiente a la antigua fortaleza medieval, se vio adornado por Rosso y por Serlio con un pórtico que se abre sobre una escalera de vuelo doble. El pabellón de la puerta Dorada, construida para la ocasión, retomó las disposiciones observadas desde 1509 en el château de Gaillon. Pero contrariamente a lo que se hacía en el valle del Loira, se privilegió una arquitectura austera a base de mampuestos y chapados de piedra. Si la superposición de pilastras de las fachadas no respetaba en nada los órdenes antiguos, la superposición de las loggias, la escansión de los niveles mediante frontones triangulares y el recorte de los tejados en pabellones rectangulares causaron un gran efecto clasizante, transformando esa arquitectura en una entrada triunfal, como en el Castel Nuovo de Nápoles. Pero incluso antes de que se completasen los edificios del nuevo castillo, Francisco I hizo llegar un grupo grande de artistas de Italia para embellecer el palacio. Creó así, según sus deseos, una suerte de nueva Roma, que se conoce ahora como Escuela de Fontainebleau, con un círculo intelectual y artístico influyente. Hasta su muerte en 1540, Rosso jugó el papel principal en el que le sucedió Le Primatice: la decoración de la galería Francisco I, un vasto complejo dedicado a la exaltación de la monarquía francesa fue su más bella expresión. En los años siguientes, la adquisición de la cercana abadía de los trinitarios, permitió salir del corazón medieval del castillo y crear una obra moderna ex nihilo en torno a un imponente patio de honor. Inspirado en la villa medicea de Poggio a Caiano, la unión con el antiguo castillo se hizo mediante una nueva ala aporticada, lo que permitió la realización de la Galería Francisco I, superpuesta a los lujosos apartamentos con baño. En cuanto al cuerpo central con los pabellones cuadrados de la nueva ala del palacio, se inspiró en el château de Bury, marcando, por su planta rectilínea y sus lucarnas con depurados frontones triangulares, la evolución clasicista que supondrá el Segundo Renacimiento.

Castillo de Fontainebleau
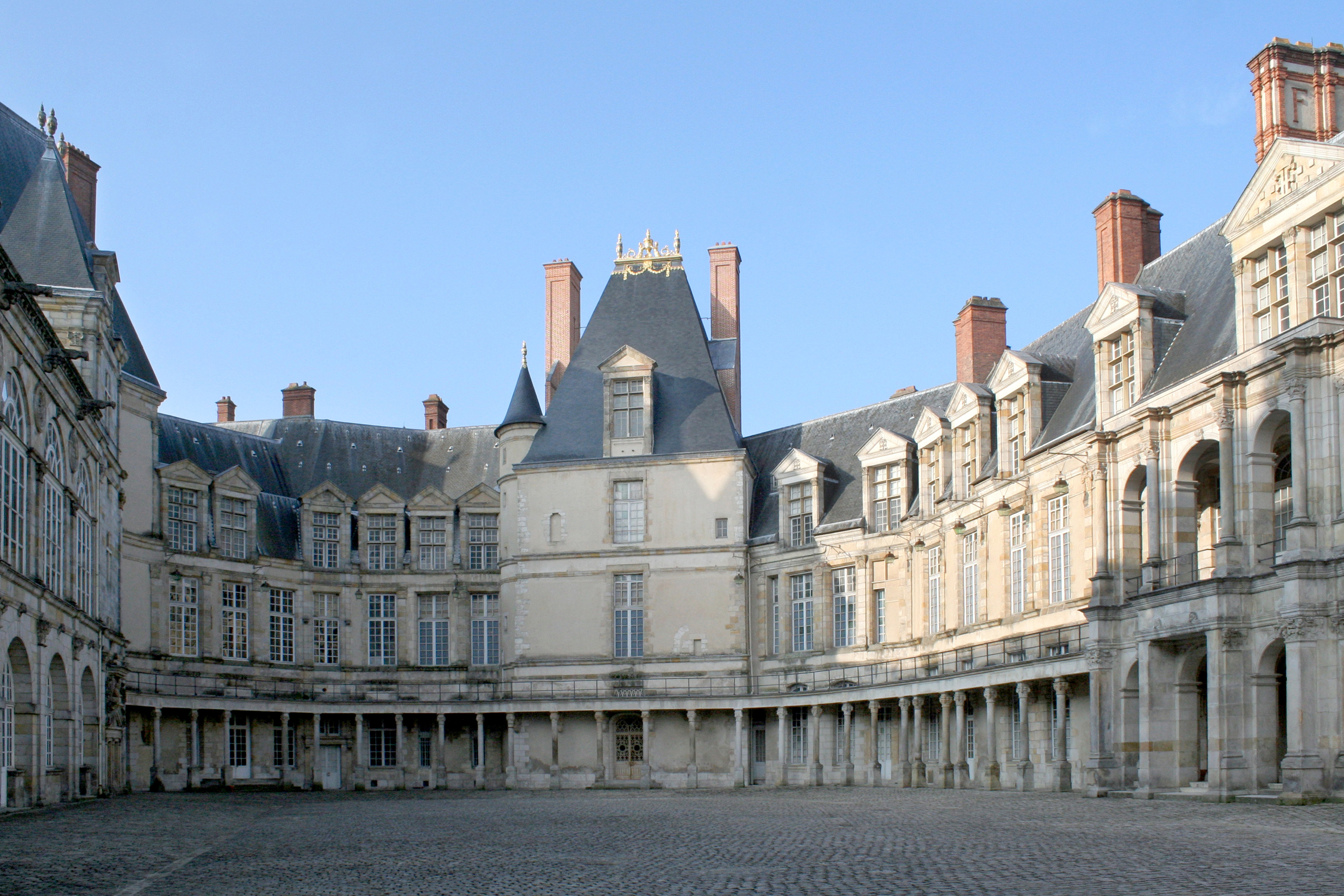
Patio oval (1527)
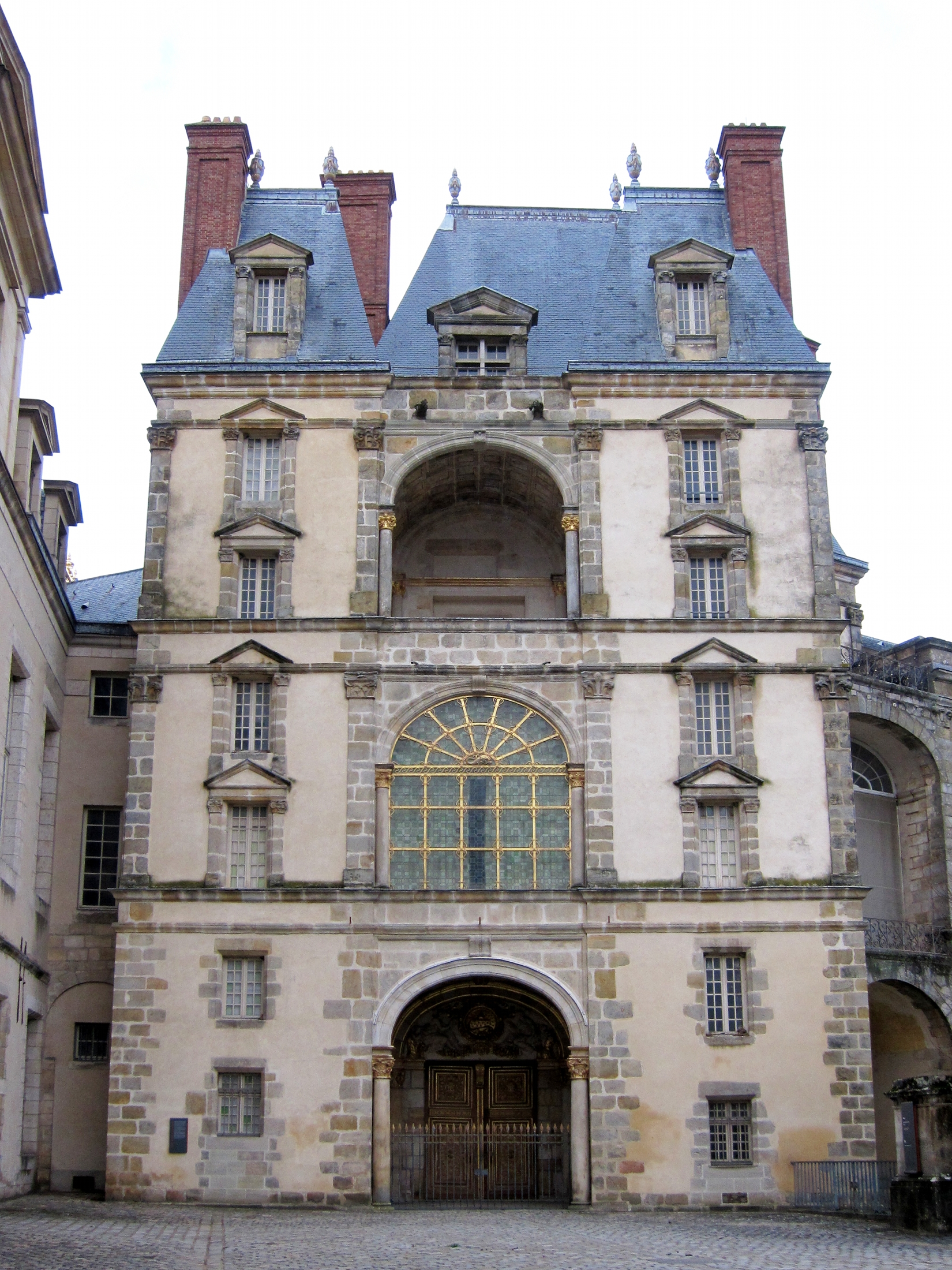
El Pabellón de la Puerta Dorada (1527-1528)
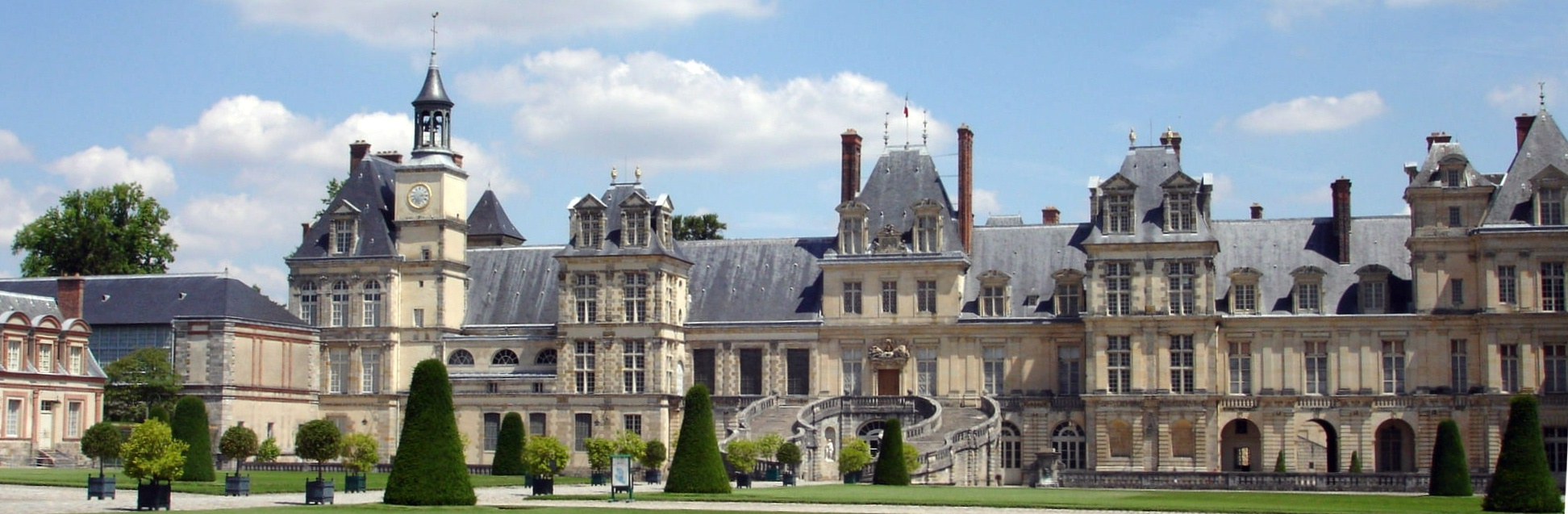
El ala de la escalere del Fer-à-cheval (1542-1545), que ya marcó la llegada del Segundo Renacimiento

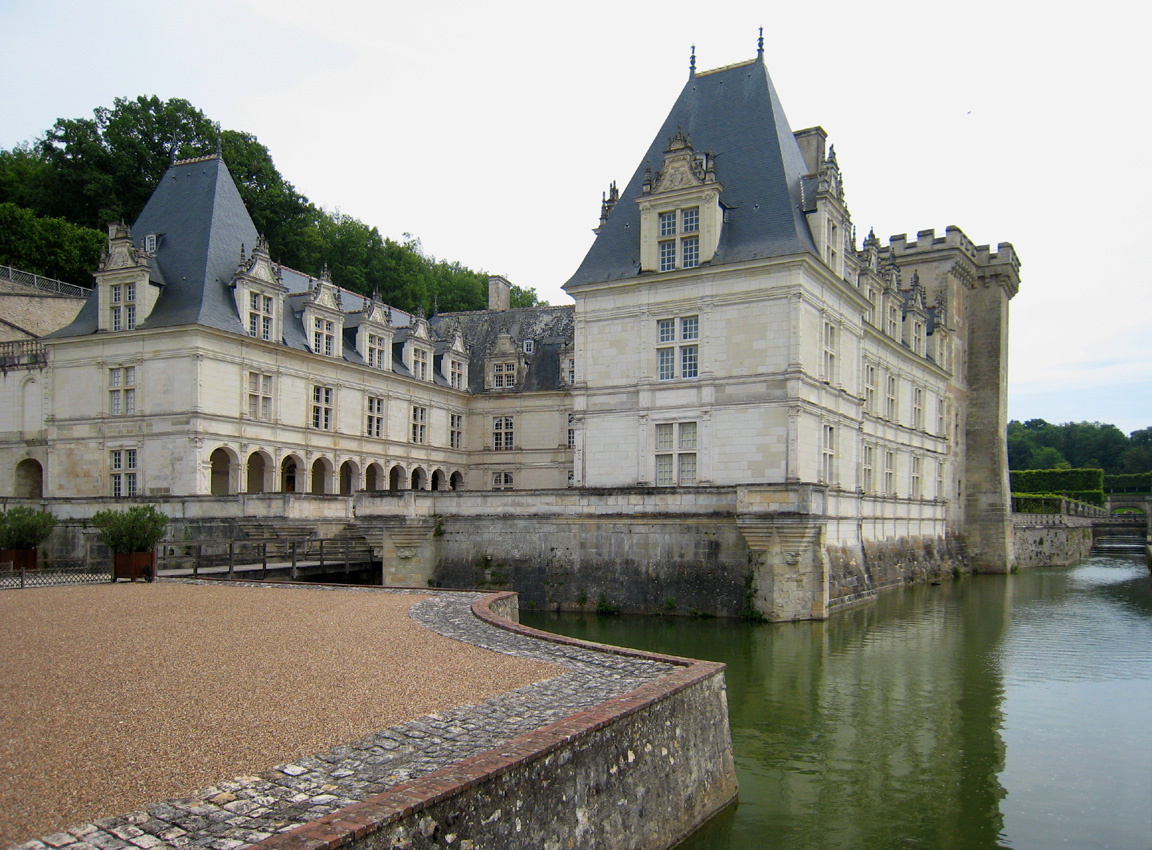
El château de Villandry (ca. 1536) marca el advenimiento del Segundo Renacimiento

El último de los grandes castillos que se construyó en las orillas del Loira en el siglo XVI, el castillo de Villandry, aportó un toque final a las indagaciones del Primer Renacimiento. Desde su llegada en 1532, Jean le Breton, ministro de finanzas de Francisco I, explotó en Villandry su excepcional experiencia arquitectónica que había adquirido en la gestión de numerosas obras, entre otras las del castillo de Chambord, donde supervisó y dirigió durante muchos años en nombre la Corona. Mientras arrasaba la antigua fortaleza feudal, conservó el donjon, testimonio simbólico del tratado de 4 de julio de 1189, llamado «Paix de Colombiers», nombrado de Villandry en la Edad Media, por el que el rey de Inglaterra Enrique II, se presentó ante el rey de Francia Philippe Auguste para reconocer la derrota. Completado el castillo alrededor de 1536, este nuevo edificio presentaba una disposición moderna por la regularidad de su planta cuadrangular y por su patio interior que se abría a las perspectivas del valle en el que fluyen el Cher y el Loira. Tan próximo y casi contemporáneo de Azay-le-Rideau, las fantasías italianizantes y los recuerdos medievales decorativos (como torretas, pináculos y matacanes) desaparecieron por completo en favor de un estilo más sencillo, ya puramente francés, cuyo clasicismo y forma de las cubiertas prefiguraran los logros de Ancy-le-Franc y del castillo de Écouen. Si la originalidad de Villandry se encuentra en una concepción arquitectónica de vanguardia que anunciaba el Segundo Renacimiento, el uso que se hizo del lugar para construir allí, en plena armonía con la naturaleza y la piedra, unos jardines de destacable belleza, lo convertirán en una de las expresiones más exitosas del Primer Renacimiento francés.
El nuevo estilo del Primer Renacimiento se extendió rápidamente por todo el país. Ciudades como Lyon, Dijon, Besançon o Nancy así como Bar-le-Duc todavía conservan casas y mansiones del Primer Renacimiento: entre las residencias más famosas se pueden citar el Hôtel de ville de Beaugency (1526); la maison des Têtes (1527), en Metz; el hotel Chabouillé, llamado de Francisco I, en Moret-sur-Loing; el logis Pincé (1525-1535), en Angers; el hôtel de Bullioud (1536) y el hôtel de Gadagne (incluso de estilo Luis XII), en Lyon; el Hôtel de Haussonville (1527-1543), en Nancy; y el palacio Granvela (1534-1547), en Besançon.

Residencias urbanas renacentistas
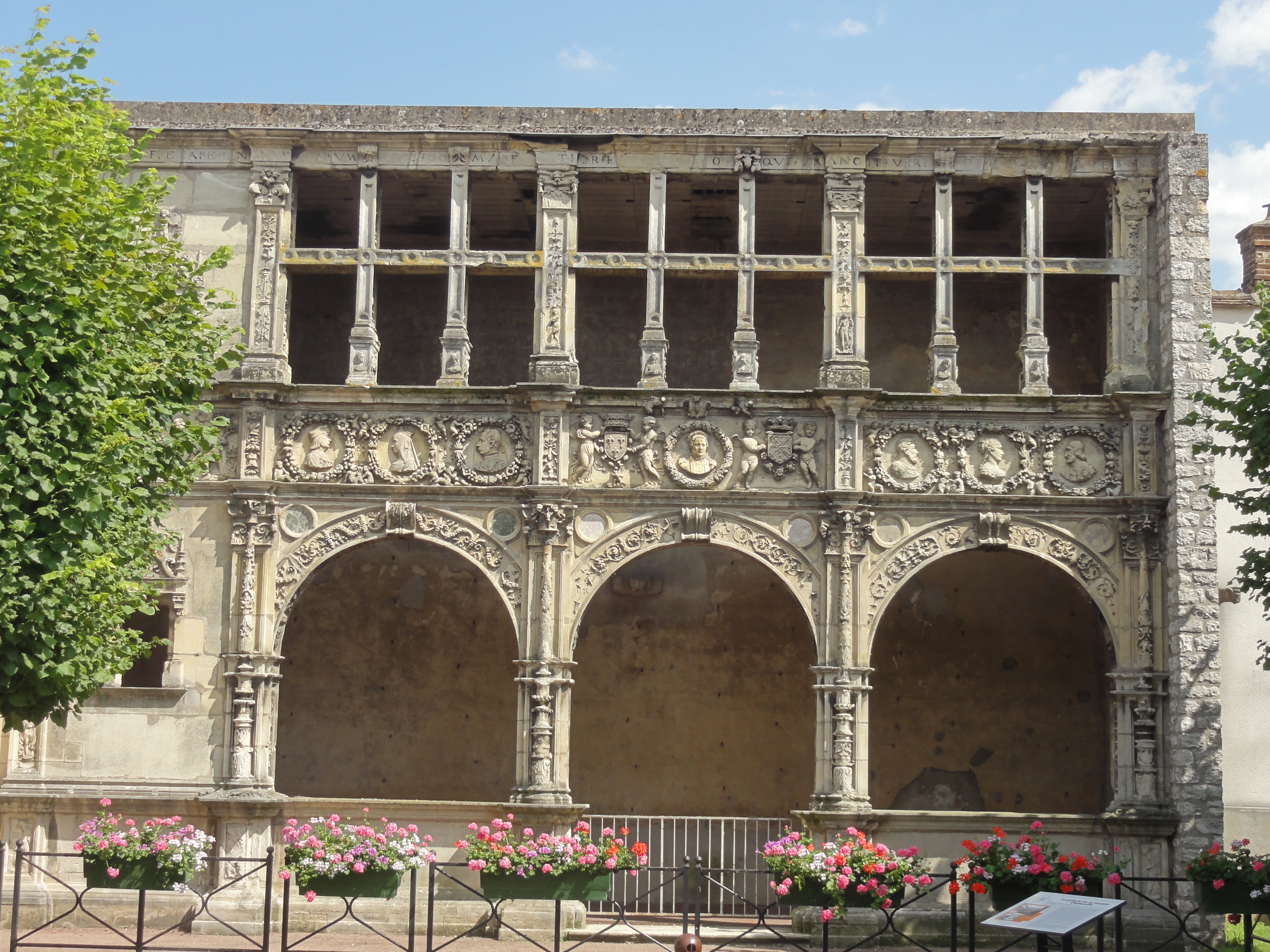
Casa llamada de Francisco en Moret-sur-Loing
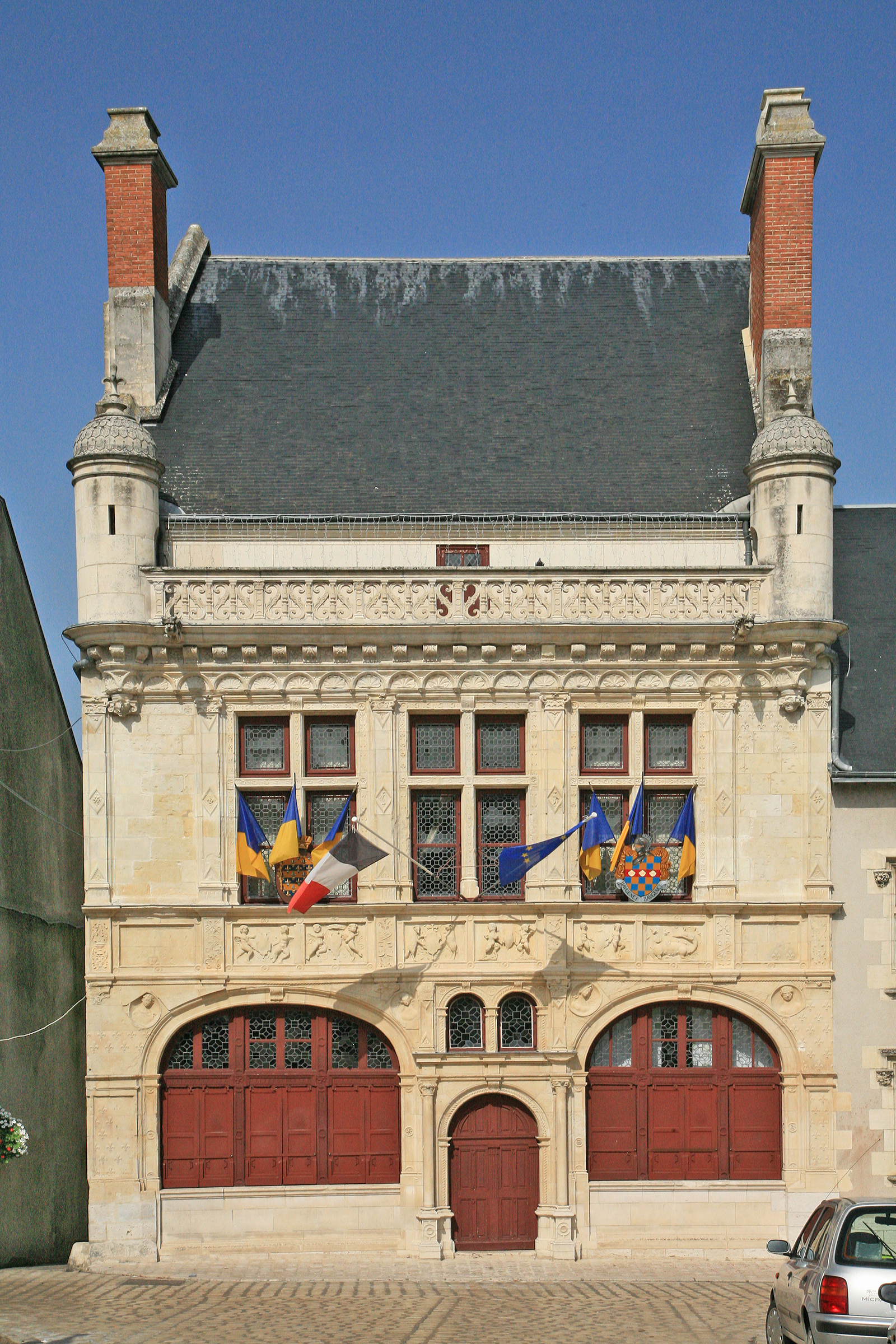
Hôtel de ville de Beaugency (1526)
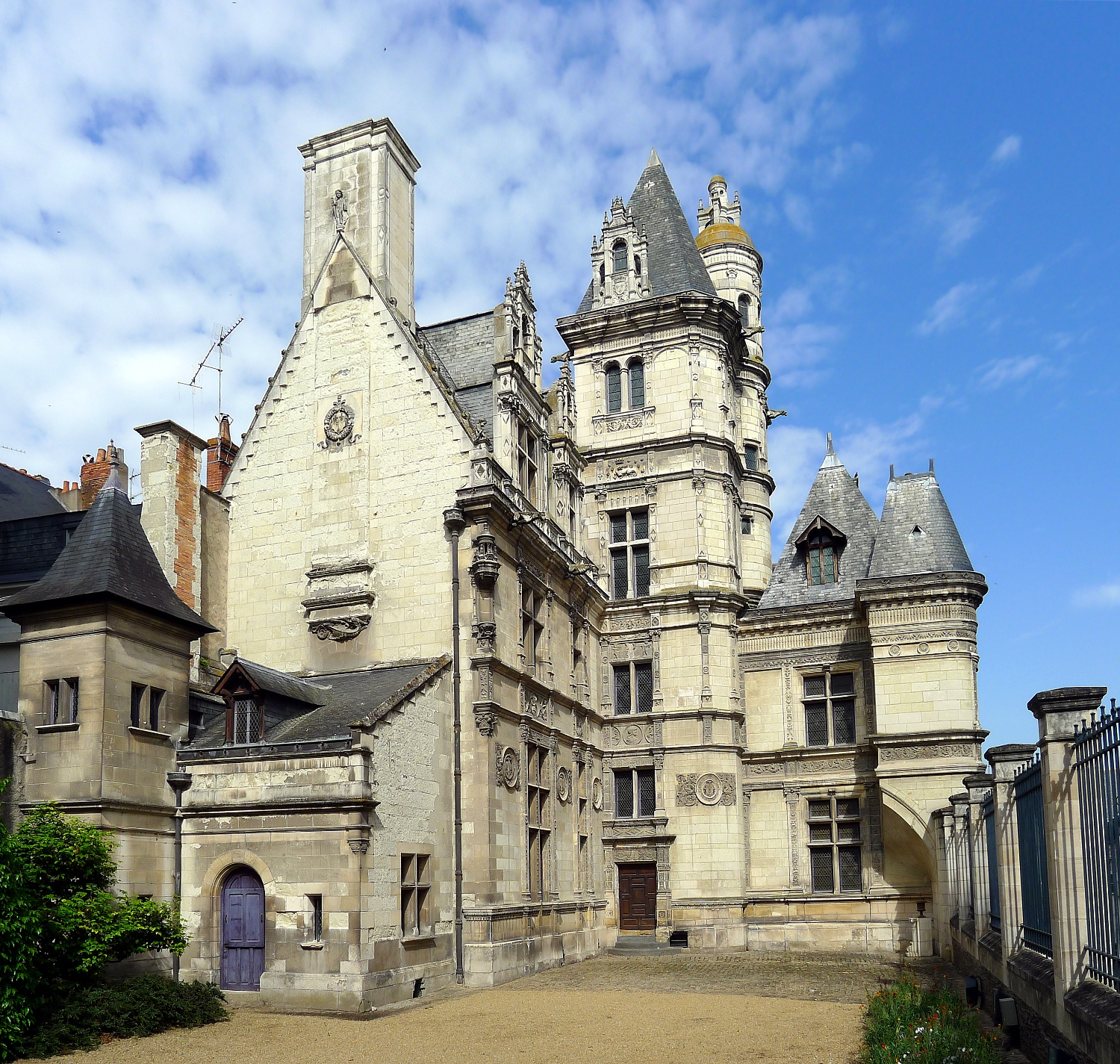
Logis Pincé (1525-1535), en Angers
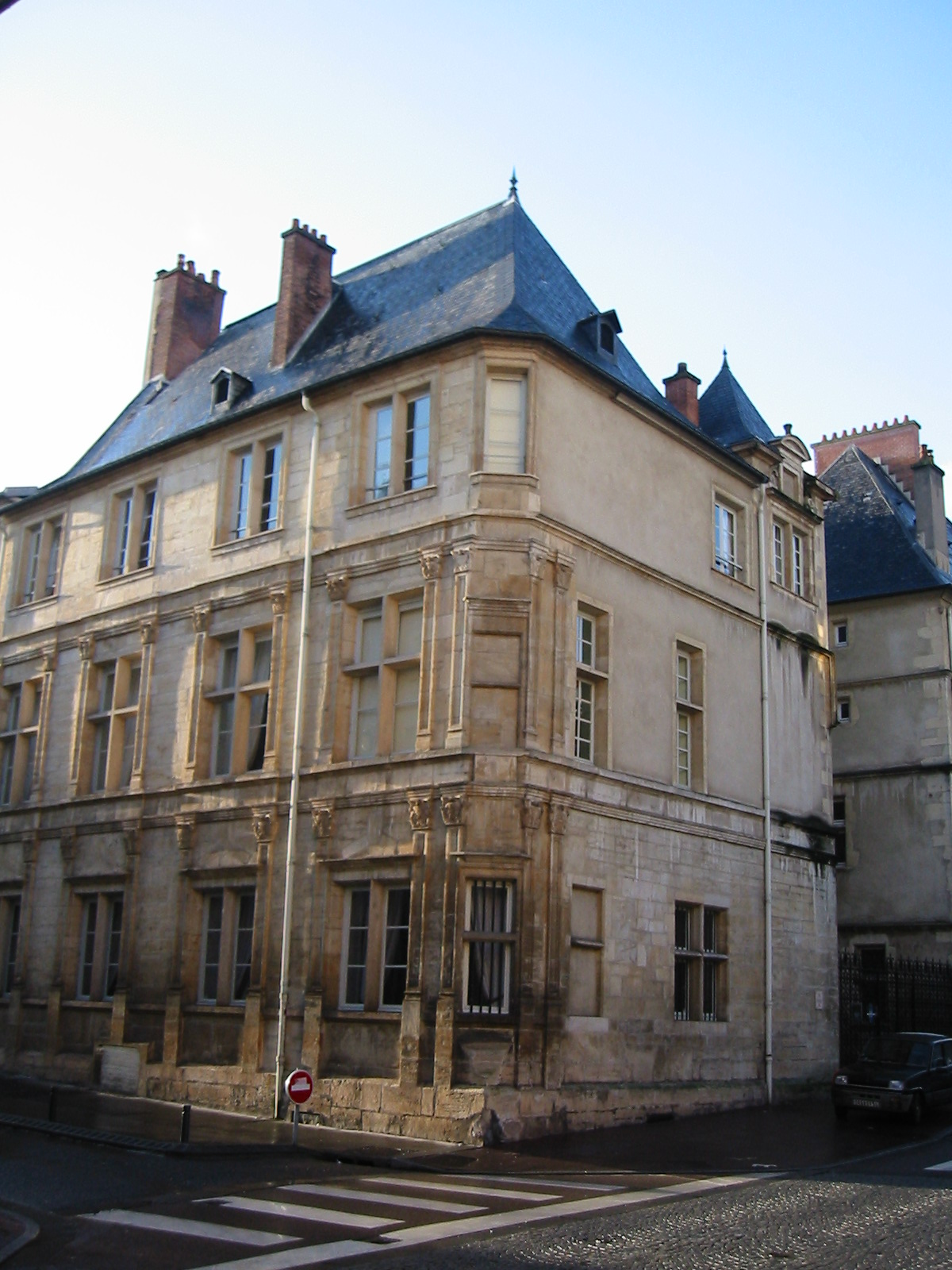
Hôtel de Haussonville (1527-1543) de Nancy
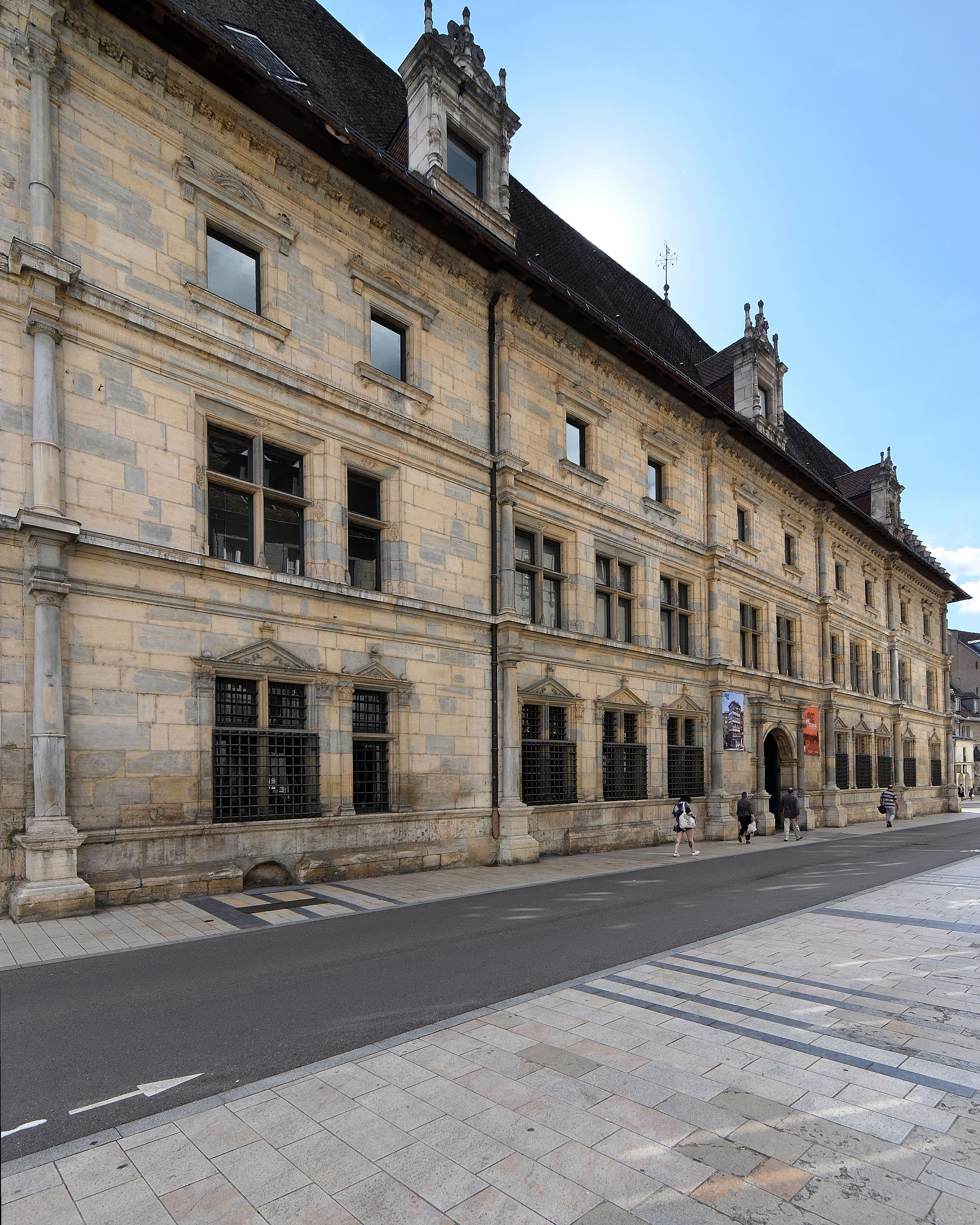
Palais Grandvelle (1534-1547), en Besançon (Musée du Temps)

### El Segundo Renacimiento o Renacimiento clásico (1540 a 1559/1564)

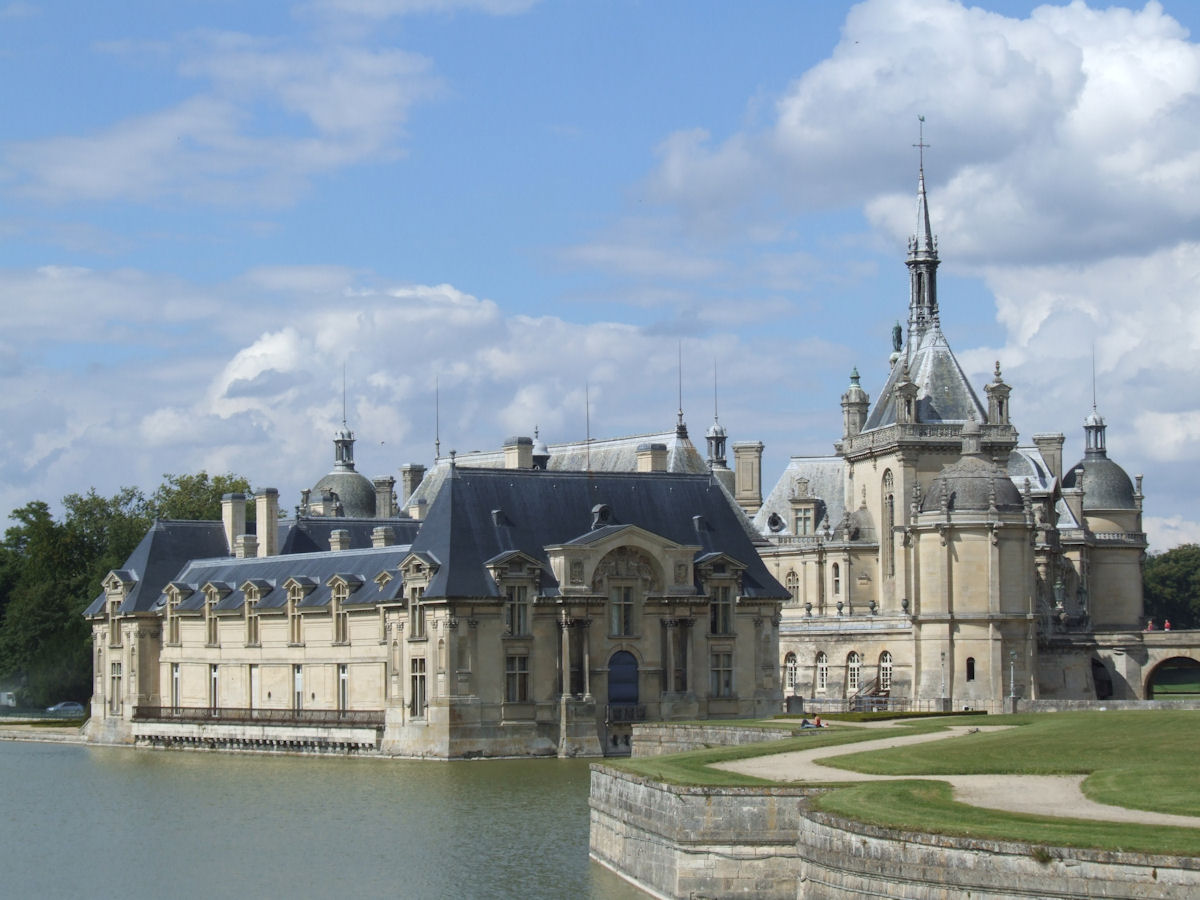
La Capitainerie, apodada el pequeño castillo de Chantilly (1551) (reconstruido en el)

El Segundo Renacimiento marcó, a partir de 1540, la maduración del estilo aparecido a principios de siglo así como su naturalización: toda una serie de innovaciones se hicieron sentir en la región de la Île-de-France mientras el Valle del Loira terminó relegado a un lugar conservador de las formas del Primer Renacimiento que ya eran poco a poco aceptadas en provincias. Este nuevo periodo se desarrolló luego principalmente durante los reinados de Enrique II (r. 1547-1559) Francisco II y Carlos IX (r. 1560-1574), para no completarse hasta alrededor de 1559-1564, en el momento mismo en que se inician las guerras de religión de Francia, que estarán marcadas por la matanza de San Bartolomé y la contrarreforma católica. Es de destacar el papel jugado por Catalina de Médici (1519-1589), primero reina consorte de Enrique II desde 1547 a 1559, luego regente desde 1560 hasta la mayoría de edad de su hijo Carlos IX en 1563.
Desde 1540 el Clasicismo progresa, tras la llegada a Francia de Serlio (1475-1555): a pesar de que su obra arquitectónica era limitada, su influencia fue considerable por la publicación de I Sette libri dell'architettura (1537-1551) muy leído por los maestros franceses. Gracias a los grabados de la obra, fue uno de los primeros en iniciar a los otros artistas en la belleza de los monumentos de la antigüedad clásica, contribuyendo a hacer evolucionar plantas y decoraciones hacia más sobriedad y regularidad.
Los arquitectos que en la época del estilo Luis XII y del Primer Renacimiento, eran maestros albañiles tradicionalistas y elocuentes, se convirtieron a continuación en eruditos y académicos, haciendo incluso alguno de ellos su viaje de estudios a Italia. Sin embargo, la arquitectura francesa siguió manteniendo sus propias características que sedujeron al mismo Serlio: las buhardillas sont de grand ornements pour les édifices comme une couronne [son grandes ornamentos para los edificios como una corona] y los grandes desvanes cubiertos de pizarra azulada son des choses très plaisantes et nobles [cosas muy placenteras y nobles].
Marcando un verdadero cambio de estilo, esta nueva generación de artistas operó una síntesis original entre las lecciones de la antigüedad, las del Renacimiento italiano y las propias tradiciones nacionales. Entre los más famosos destacan: Philibert Delorme, autor del Hôtel Bullioud en Lyon, de los castillos de Saint-Maur-des-Fossés y de Anet así como la capilla de Villers-Cotterêts; Pierre Lescot , que edificó el ala renacentista del Palais du Louvre y el Hôtel de Jacques de Ligneris (Museo Carnavalet); Jean Bullant, que construyó los castillos de Ecouen y de Fère-en-Tardenois así como el pequeño château de Chantilly.
Estos arquitectos colaboraron en esa época estrechamente con los escultores y definieron una arquitectura y decoración estudiadas, prefiriendo la belleza de las líneas a la riqueza de la ornamentación: Cellini esculpió para la Porte dorée, el relieve de bronce de la Ninfa de Fontainebleau; su obra normalmente manierista causó una gran impresión en Francia y probablemente influyó a Jean Goujon, autor de la Fontaine des Innocents y de la decoración de la fachada del Louvre. La influencia manierista también impregnó la obra de Pierre Bontemps, a cargo de la tumba de Francisco I en la Saint-Denis y del monumento al corazón de Francisco I.

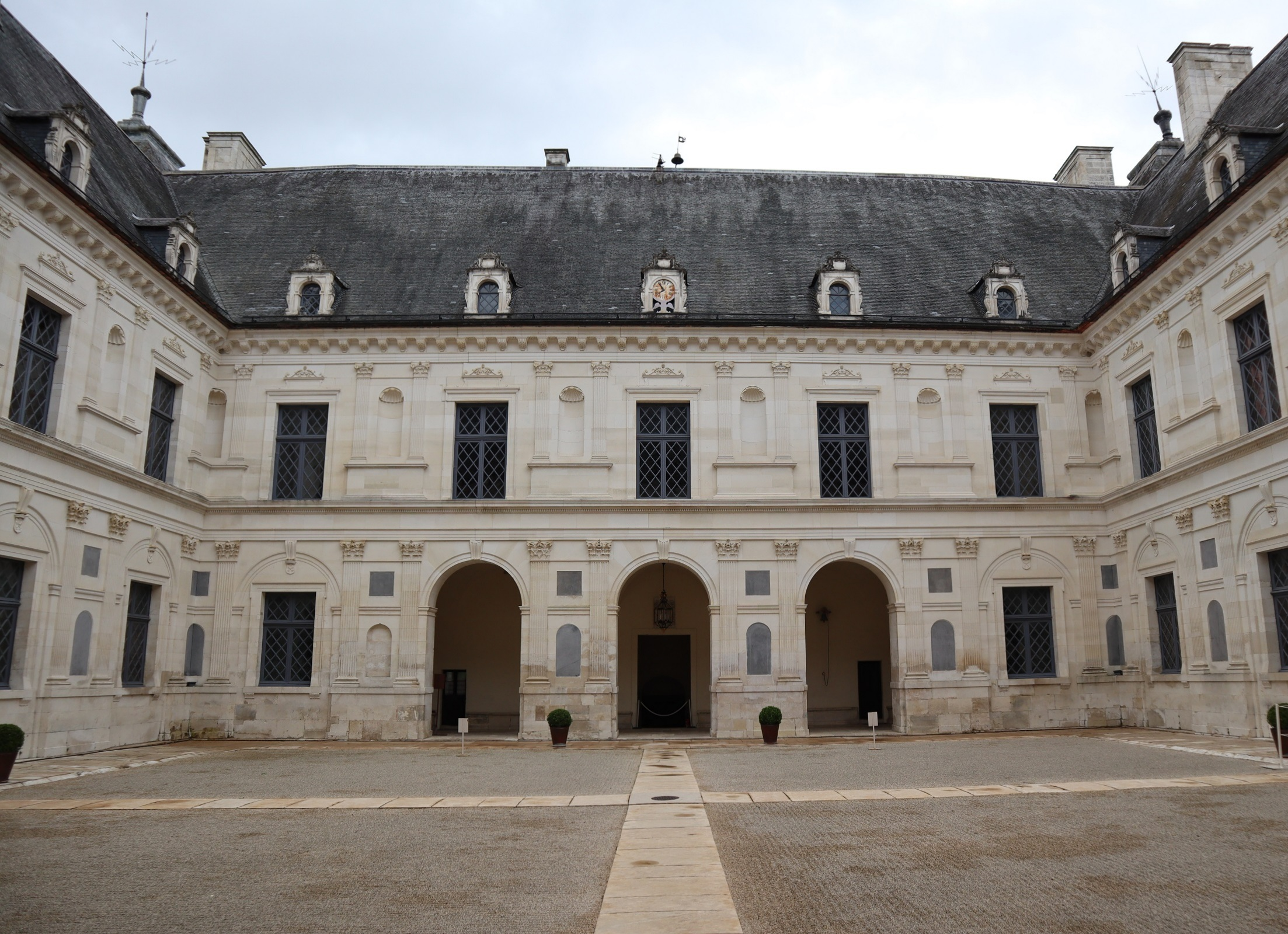
El patio del château d'Ancy-le-Franc (1538-1546).

En Borgoña, el château d'Ancy-le-Franc (1538-1546) fue uno de los primeros proyectos que respondió a estos nuevos ideales. Diseñado por el arquitecto Serlio, este castillo construido por Antoine III de Clermont, de 1538 a 1546, marcó una evolución hacia el clasicismo en Francia. Con ese edificio comenzó en el solar francés lo que se llamó l'architecture modulaire [la arquitectura modular]. Aquí solo los ligeros frontones que envuelven las ventanas del primer piso recuerdan al Primer Renacimiento. Por lo demás, nada que distraiga de la ordenación uniforme de huecos en arcadas o en ventanas, separadas por un tramo de pilastras gemelas, encerrando un nicho y dispuestas sobre un alto estilóbato. Esta alternancia entre huecos principales y huecos secundarios (aquí simulada, después representados por un nicho) encuadrados por pilastras representa uno de los primeros ejemplos en Francia de la travée ryhmique [tramo rítmico] tratada con total franqueza y rigor.

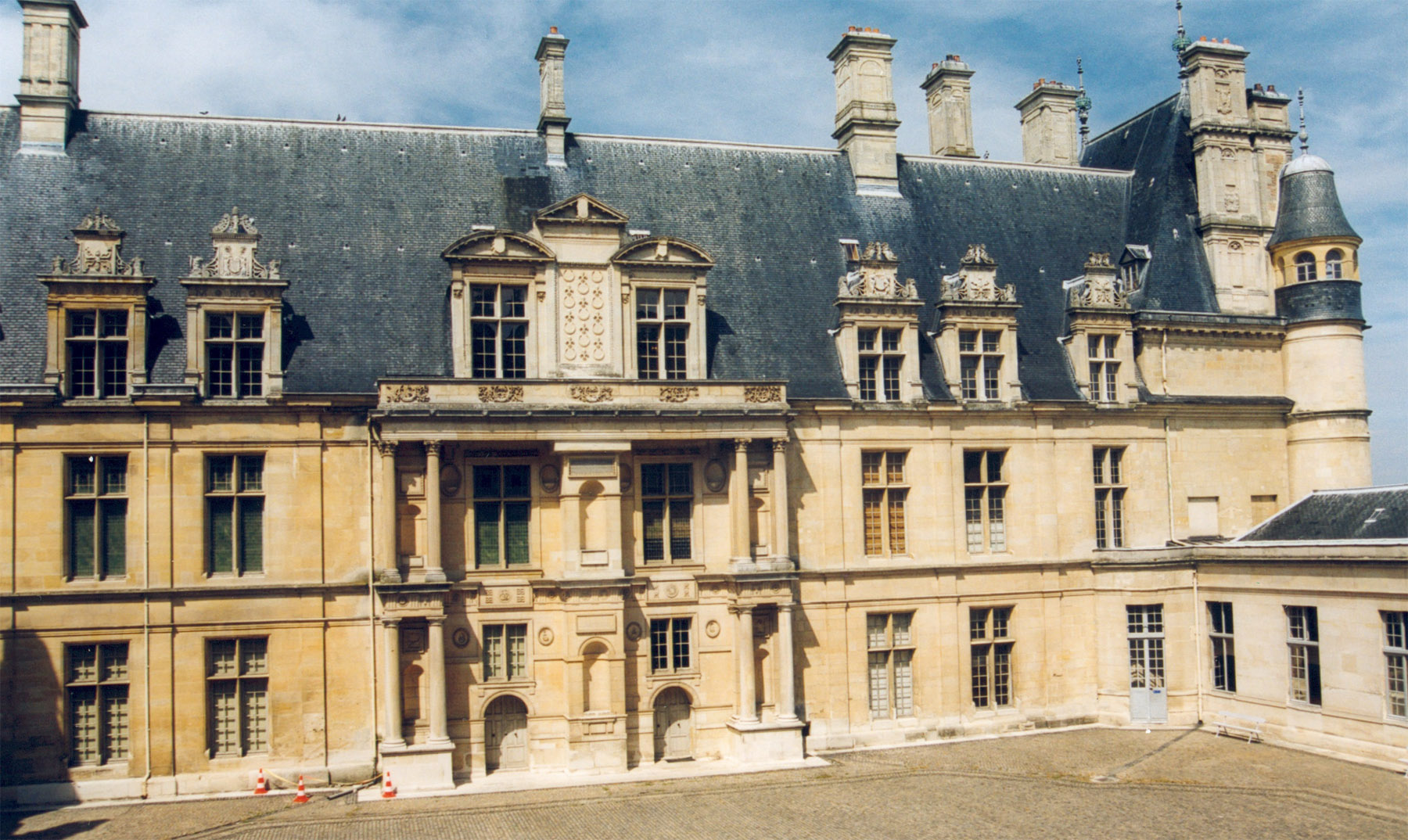
Fachada del ala Norte del castillo de Écouen de Jean Bullant (1532-1567)

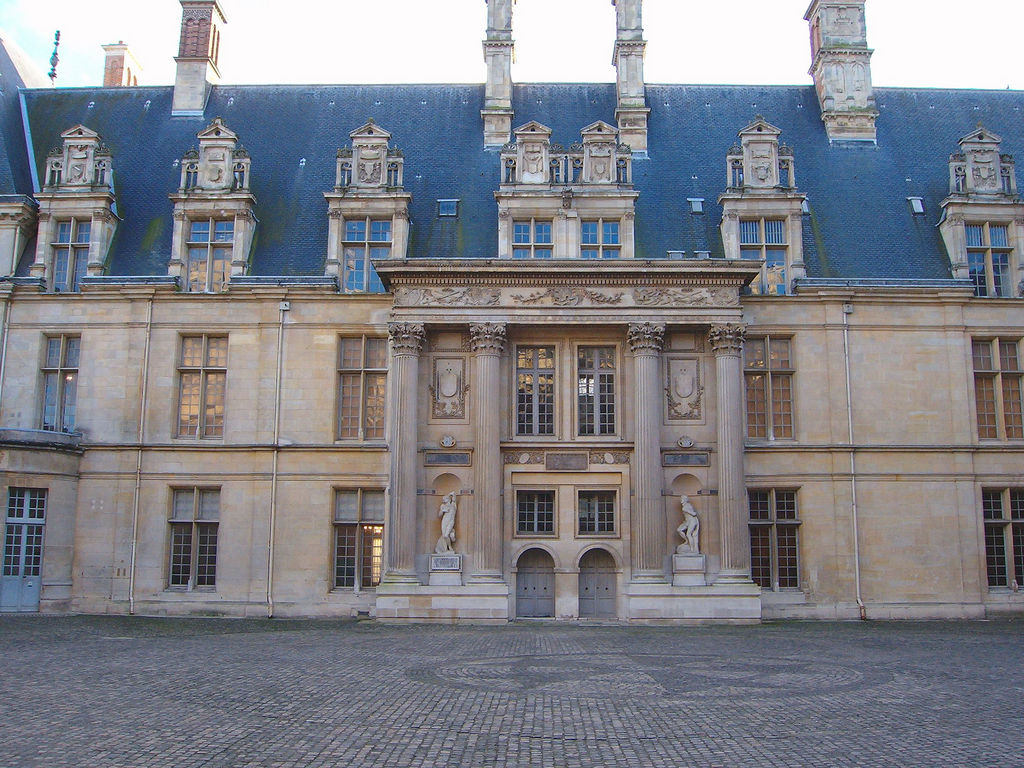
Fachada del ala Sur du Château d'Écouen con las copias de los Esclavos de Miguel Ángel, cuyos originales han sido llevados al Louvre (1532-1567).

Esta exigencia de claridad continuó en el castillo de Écouen (1532-1567), en el Val d'Oise (Île-de-France), cuyos planos habían sido preparados por Jean Bullant y que es uno de los principales testimonios de la arquitectura de mediados del siglo XVI (ahora ha sido elegido para acoger la sede del Museo Nacional del Renacimiento). Basta comparar este edificio con un castillo del Primer Renacimiento, como Azay-le-Rideau, para ver las profundas diferencias entre las arquitecturas de las dos épocas. Todo el aparato defensivo de Azay-le-Rideau, matacanes o camino de ronda, ha desaparecido pura y simplemente en Écouen; las torres de las esquinas de Chambord se vuelven, como en Ancy-le-Franc y Villandry, simples pabellones cuadrados. Igual sucede con la ornamentación. Basta comparar las buhardillas de Écouen con las del valle del Loira, para darse cuenta del camino recorrido. A la estadificación de pináculos, nichos de coquilles y pequeños arbotantes del Primer Renacimiento, sucede una composición de líneas depuradas muy sobriamente ornamentada, donde las acanaladuras antiquizantes reemplazan a pilastras, volutas y arabescos de la época de Francisco I: un estilo severo sucedió entonces a las gracias ligeras del Primer Renacimiento. Retomando una disposición que ya se había observado en el castillo de Villandry, el castillo de Écouen presenta una organización moderna por la regularidad de su planta cuadrangular, donde los pabellones se articulan armoniosamente. Para airear el espacio interior, un ala baja cierra el patio. La entrada se hace a través de un cuerpo avanzado rematado por una logia donde la estatua ecuestre de Anne de Montmorency, retoma las composiciones observadas en los castillos de Gaillon y de Anet.
Todo el edificio está aislado con una foso bastionado que recuerda el cargo militar del propietario. El fondo del patio ya no se compone de un corps de logis sino de una simple galería meramente ceremonial que une las dos alas de apartamentos, los de Rey y de la Reina, que se abren a la llanura de Francia. En la planta baja, los comunes se desarrollan como en Fontainebleau, conectados a las áreas de recreo (jardín, jeu de paume). La fachada delantera del ala norte, reanudada por Jean Bullant, presenta una superposición nueva de órdenes regulares, rematada por una cornisa clásica inspirada en la antigüedad. Sin embargo, las investigaciones realizadas en la fachada sur para adaptarse a las proporciones de las estatuas de los esclavos de Miguel Ángel, ofrecidas por Enrique II, le dieron la oportunidad de utilizar por primera vez en Francia el orden colosal: las columnas que ocupan ahora los dos niveles hasta la base de la cubierta, están inspiradas en el Panteón de Roma y se ven coronadas para un entablamento clásico, creando la ilusión de un monumento antiguo. Incluso si la influencia de los logros de Miguel Ángel en el Capitolio y en San Pedro son evidentes, las referencias al Renacimiento italiano se desvanecen poco a poco frente a los ejemplos del mundo romano.

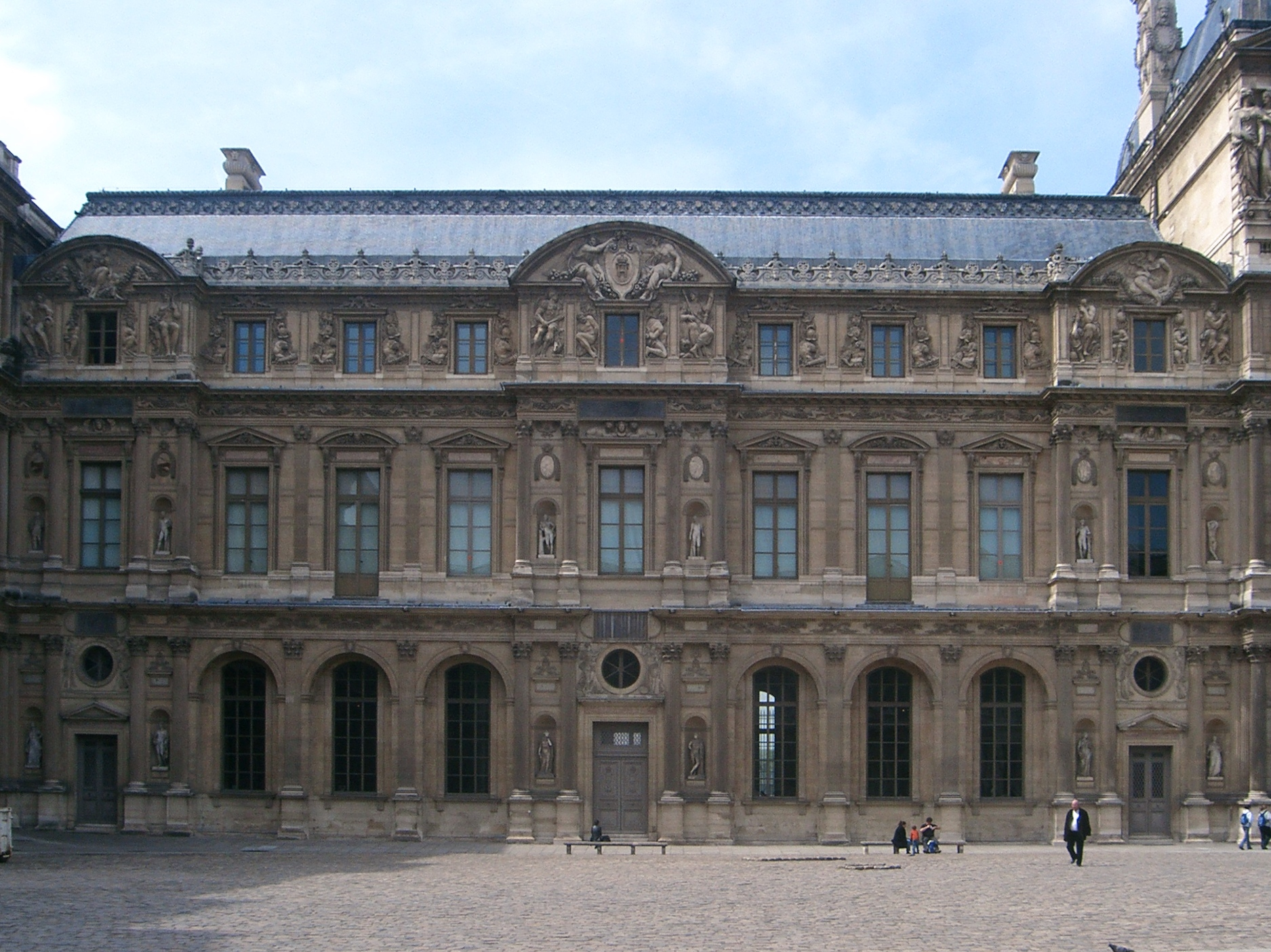
El ala Lescot del Palais du Louvre (1546-1556)

El ala Lescot del palacio del Louvre, emprendida a partir de 1546, fue la obra maestra del Segundo Renacimiento. Esta obra de Pierre Lescot, arquitecto anticuario, fue decorada por Jean Goujon. La escalera prevista originalmente en el centro del corps de logis se vio desplazada a petición de Enrique II con el fin de crear una gran sala donde están las cariátides griegas, vaciados del Erecteion en la Acrópolis de Atenas a petición del propio Goujon. A la manera de un manifiesto de estilo francés preconizado por Lescot, la fachada presenta una superposición de órdenes clásicos nuevos sin alcanzar la regularidad italiana: a medida que se asciende, las proporciones son cada vez más finas y la idea de coronar los dos órdenes superpuestos con una amplia banda decorada, abocada a aclimatarse en Francia, el piso del ático tan apreciado en Italia, usando por primera vez áticos quebrados à la française, para dar la ilusión de un ático recto. A pesar de su pequeño saliente, los ante-cuerpos, último recuerdo de las torres medievales, son suficientes para "animar" la fachada. Las admirables esculturas de Goujon ayudan a hacer de este edificio una obra única. En la planta baja, los arcos de medio punto enmarcados por pilastras causan la acentuación de las verticales y horizontales mientras que el juego de los dobles soportes encuadrandos los nichos ornados con una medalla, representa una disposición que se convertirá en típica de la arquitectura francesa.

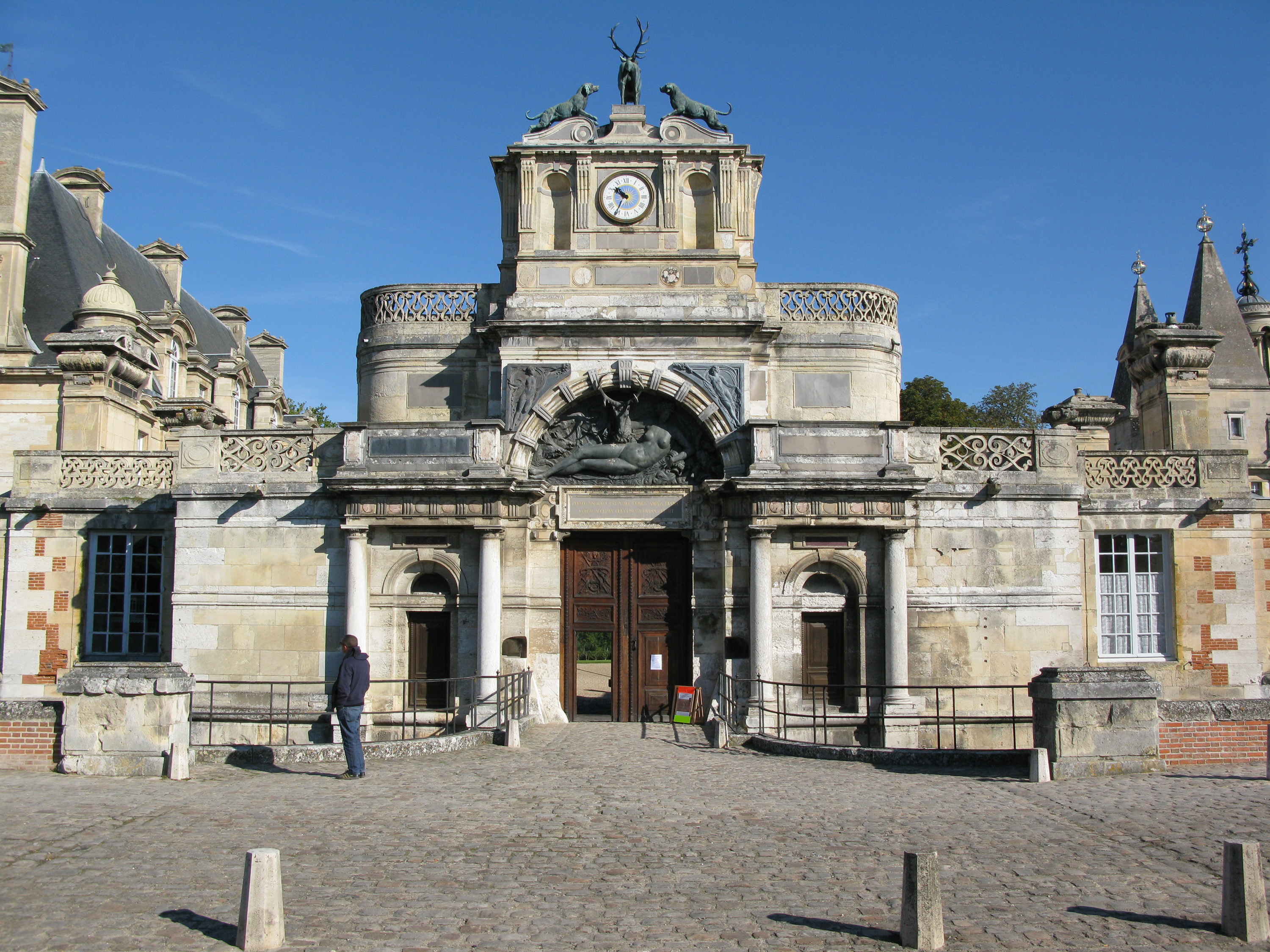
Puerta triunfal del Château d'Anet (1552).

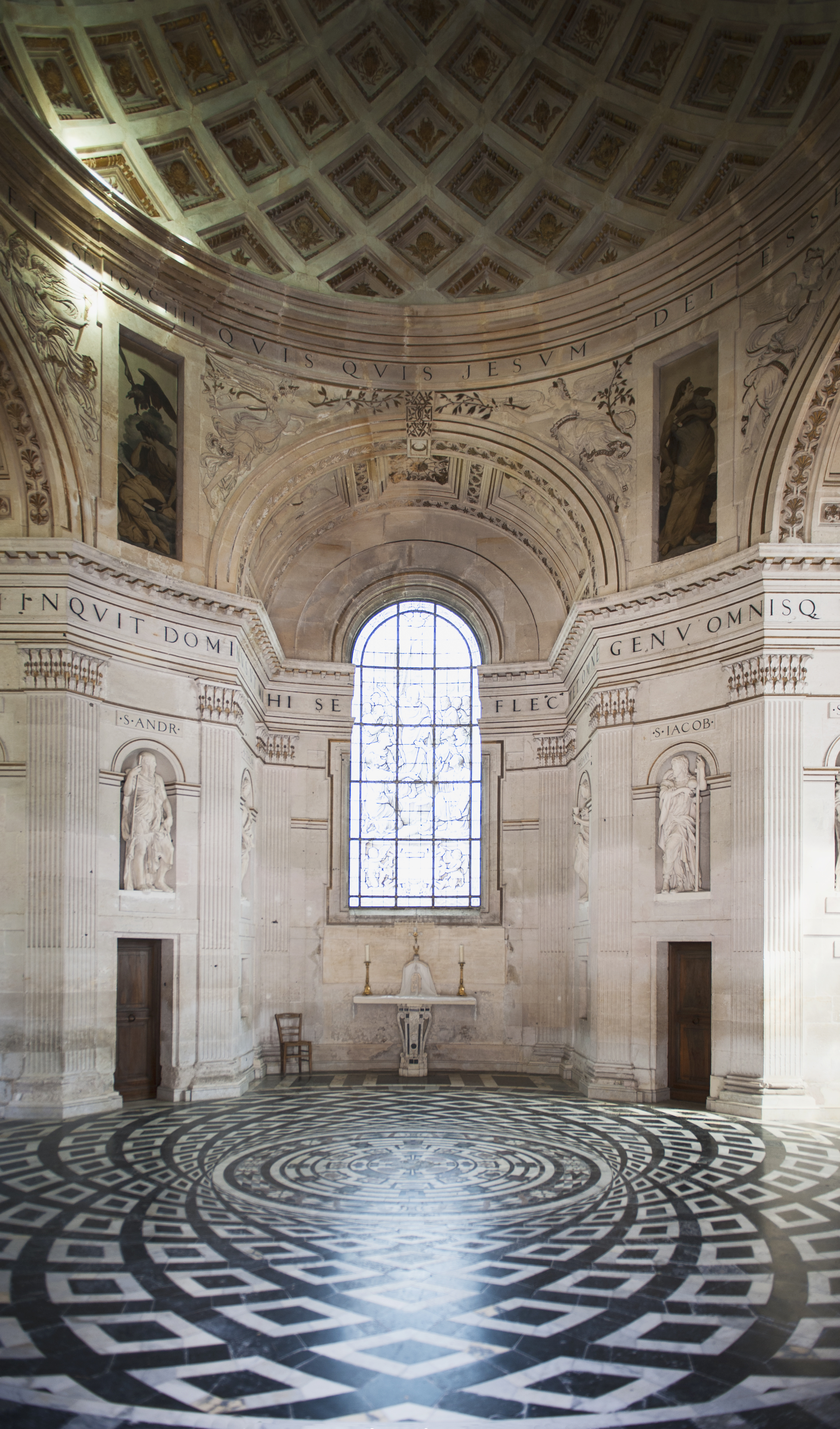
Capilla del castillo de Anet (1549-1550)

Otro logro importante de este período fue el castillo de Anet, un trabajo dirigido por Philibert Delorme para Diana de Poitiers, la amante de Enrique II que sufragó las obras. Destruido durante la Revolución francesa, hoy no se conservan sin alteraciones más que la capilla y los tres órdenes superpuestos conservados en la École des Beaux-Arts de Paris. Convertida en típica del Segundo Renacimiento, la planta cuadrangular presenta un logis situado frente a la entrada. Los fosos bastionados, como en Écouen poseen cañones para el aparato y los festejos. La entrada de forma piramidal es una reminiscencia italiana que representa un arco de triunfo reinterpretado por Delorme. Cuatro columnas jónicas soportan un arco cayente sobre un arquitrabe, mientras que las columnas de los pasajes laterales se inspiran en el palacio Farnese de Sangallo el Joven. Bajo el recorte de las balaustradas, un juego de policromía de materiales, enmarca la Ninfa realizada por Cellini originalmente para la puerta dorada de Fontainebleau. En la cima, un grupo de autómatas, desaparecido, marcaba las horas. En todas partes Delorme logró expresar su gusto por las invenciones extrañas inspiradas por los capriccio de Miguel Ángel: bajo esta influencia aparece un uso inédito de volúmenes redondeados mientras que muchos detalles como los frontones con arrollamientos o las pilastras con conductos, revelan un conocimiento en profundidad de las obras miguelangelescas. Es así que las chimeneas, llamadas en sarcófago, que se desarrollan de una parte a otra del edificio, parecen un recuerdo lejano de las tumbas de los Medici en Florencia. Dispuesto en el fondo del patio, el cuerpo del logis central, con su superposición de órdenes, da una apariencia ascensional al tiempo que retoma la misma superposición de órdenes canónicos, observada ya en el ala norte de Écouen: se encuentra por otra parte el mismo tipo de estatuas a la antigua colocadas en nichos enmarcados por un doble soporte. En los órdenes clásicos, Delorme prefirió crear un orden inusual, la columna anillada, presentada por el arquitecto como la solución frente a un problema técnico, como ocultar las juntas de las columnas pareadas. Esta invención también expresa la nueva madurez de la arquitectura francesa con una reflexión sobre la creación de un ordre français, ideas abandonadas a la muerte de Enrique II, pero que será etomada por Jules Hardouin-Mansart durante la construcción de la galería de los Espejos del château de Versailles.
La capilla del castillo de Anet (1549-1550) es el logro más innovador del conjunto. Esa fue la primera vez que se utilizó en Francia la planta central. Si el corte de nichos rodeados de pilastras estaba influenciado por las realizaciones contemporáneos de Bramante y de Miguel Ángel, el friso que la corona está inspirado por Sangallo. Las esculturas son, quizás, de Jean Goujon. El edificio sirve de joyero de los esmaltes de Francisco I y de los apóstoles de Scibec de Carpi. En la bóveda interior de la cúpula desarrolló una decoración que comporta una imbricación de círculos que se reflejan, de una forma romboidal, también sobre el pavimento del suelo. Este motivo, inspirado por elementos que se encuentran con frecuencia en los mosaicos romanos, ya muestra la voluntad de superar el modelo italiano al referirse directamente a los logros antiguos, que servirán de apoyo para crear una arquitectura original a la francesa.

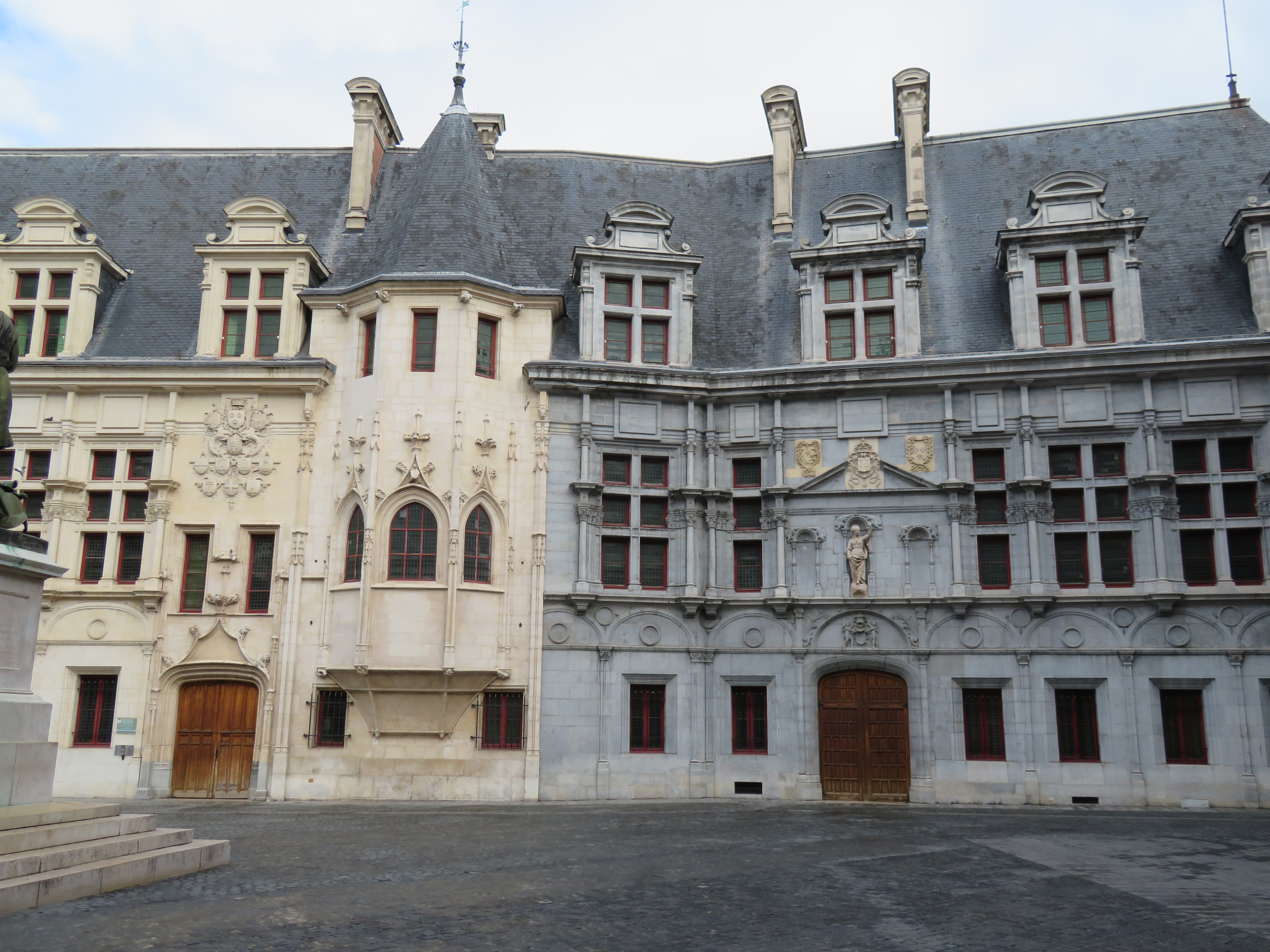
Parte derecha del Palacio del Parlamento del Delfinado (1539-1562)

Además de estos importantes proyectos reales, las grandes residencias de la ciudad participan en la naturalización de este nuevo estilo: bajo el impulso del Segundo Renacimiento, toda la suntuosa decoración de follajes y medallones desmesurados que ornaban la Galería del Hotel de Chabouillé de Moret-sur-Loing, desaparecen frente al sistema de proporciones modulares, estrictamente aplicado al entablamento de la maison de Jean d'Alibert en Orléans, donde las cartelas recortadas, inspiradas en la Escuela de Fontainebleau superan las ventanas. En respuesta a la exigencia de claridad buscada durante este período, los hôteles particulares se desarrollaran entre patio delantero y jardín posterior, como en París, especialmente en el hôtel Jacques de Ligneris (Museo Carnavalet).
El nuevo estilo no tardó en extenderse rápidamente por toda Francia: en el valle del Loira, el castillo de la Bastie d'Urfé (o Bâtie d’Urfé); en Borgoña, en el casino del Gran jardín de Joinville (antes de 1546); en Aveyron, en el castillo de Bournazel (1545-1550); o incluso en Normandía, en hôtel d'Escoville de Caen (1537). En Le Mans y en Rodez, la influencia del vitruviano, Guillaume Philandrier es probable mientras que en Toulouse, el arquitecto Nicolas Bachelier se pone al servicio de todo un ambiente humanista; entre las residencias más famosas se pueden citar: el hôtel de Bagis (1538), el castillo de Saint-Jory (1545) y el buen ejemplo de los tres órdenes superpuestos del hôtel d'Assézat (1555-56). Algunos edificios públicos, como el Palacio del Parlamento del Delfinado (1539) en Dijon o el Palais Granvelle y el Hôtel de ville en Besançon también participan del Segundo Renacimiento.

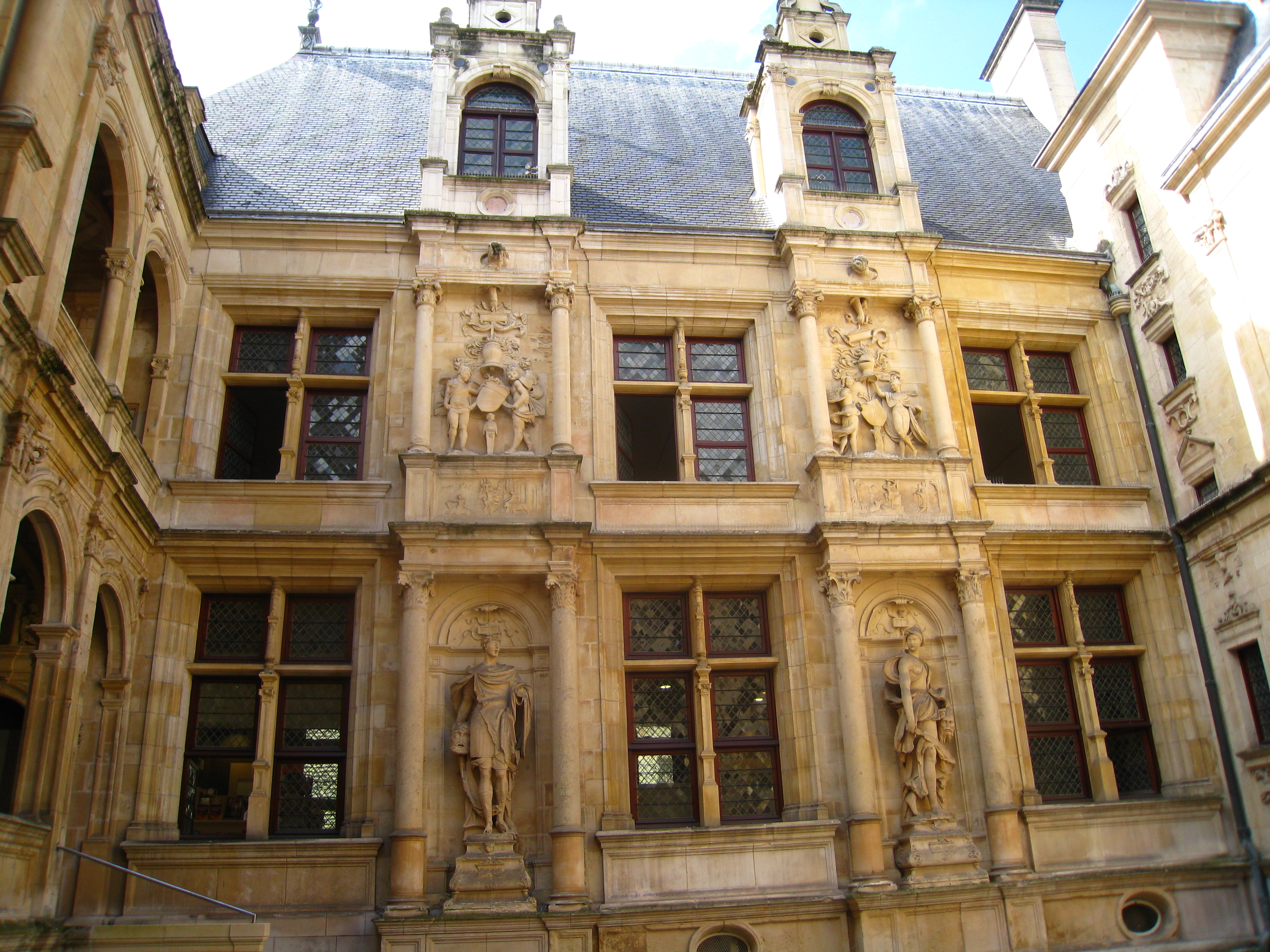
Patio del hôtel d'Escoville en Caen (1533-1540)
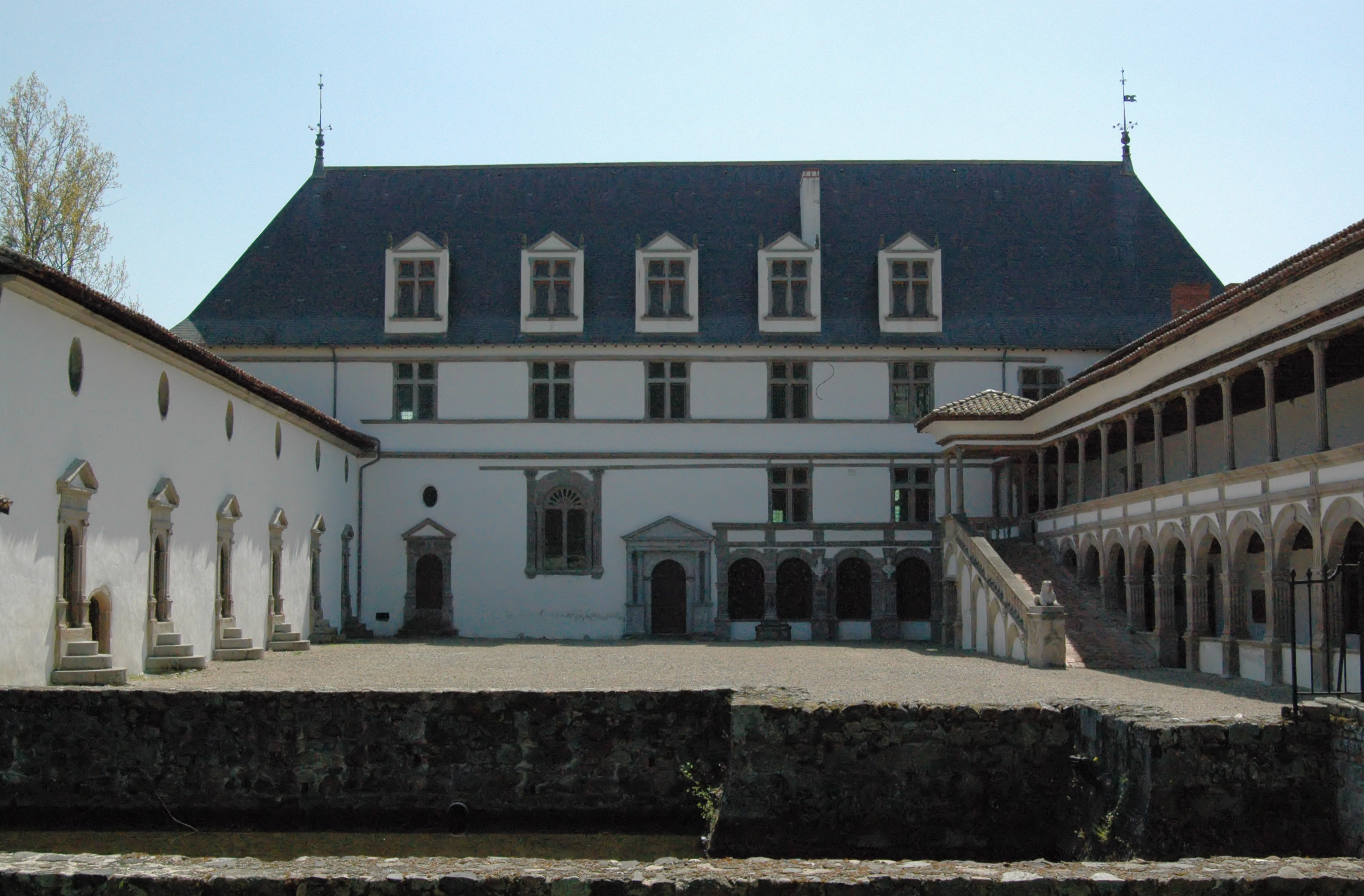
Château de la Bastie d'Urfé (1536-1558)
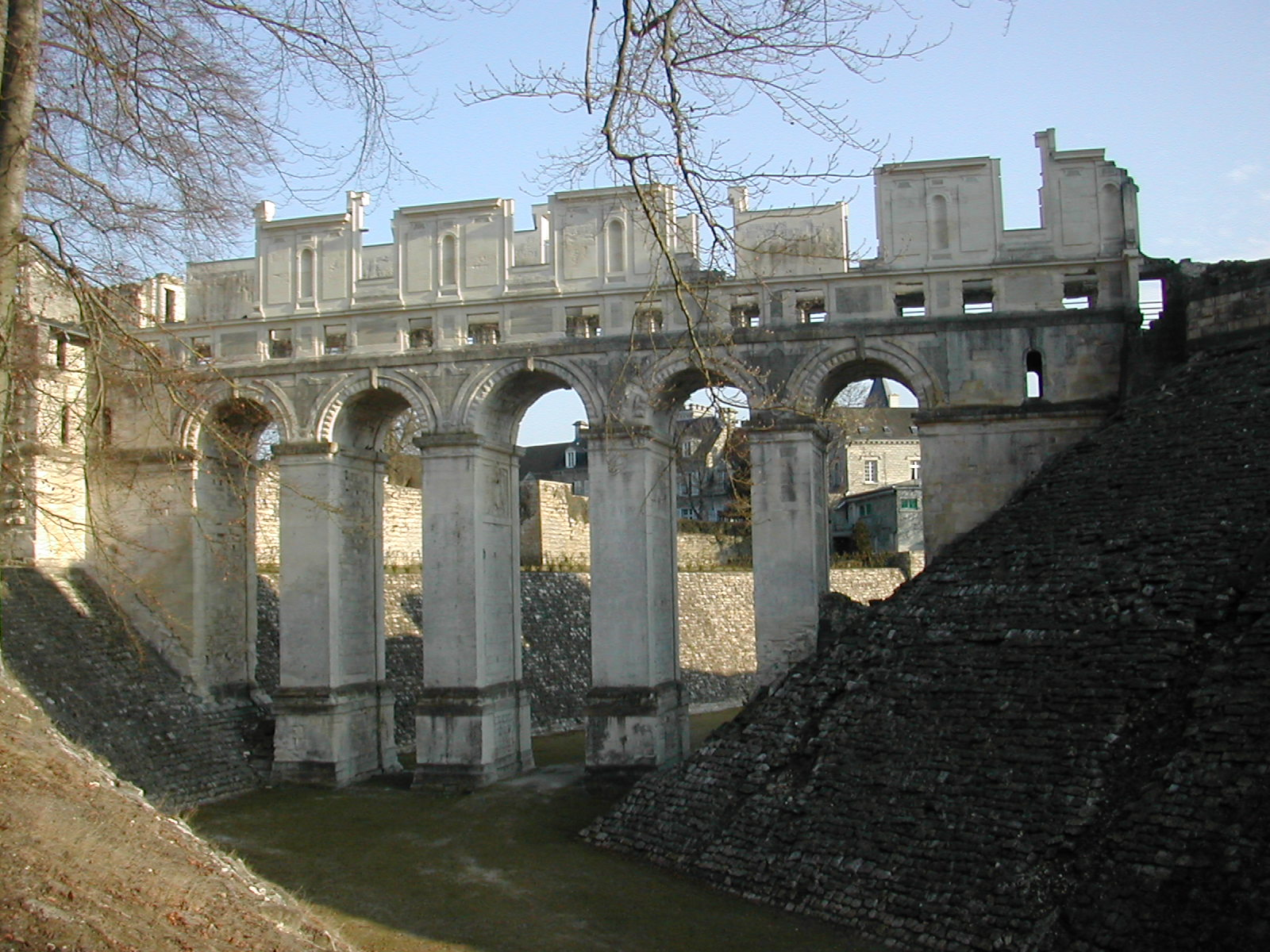
Château de Fère-en-Tardenois (ca. 1560)
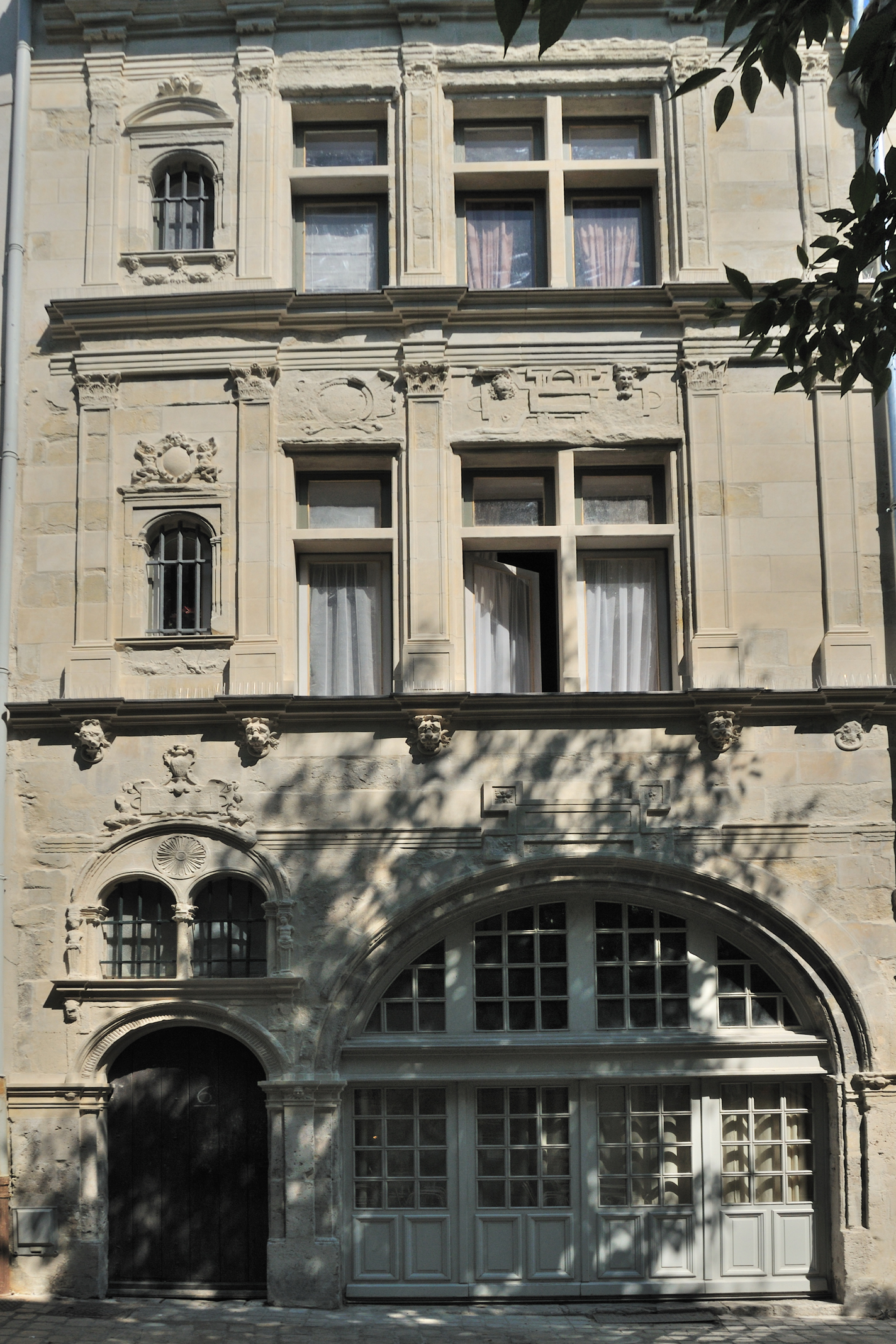
Maison de Jean d'Alibert à Orléans (ca.1560)
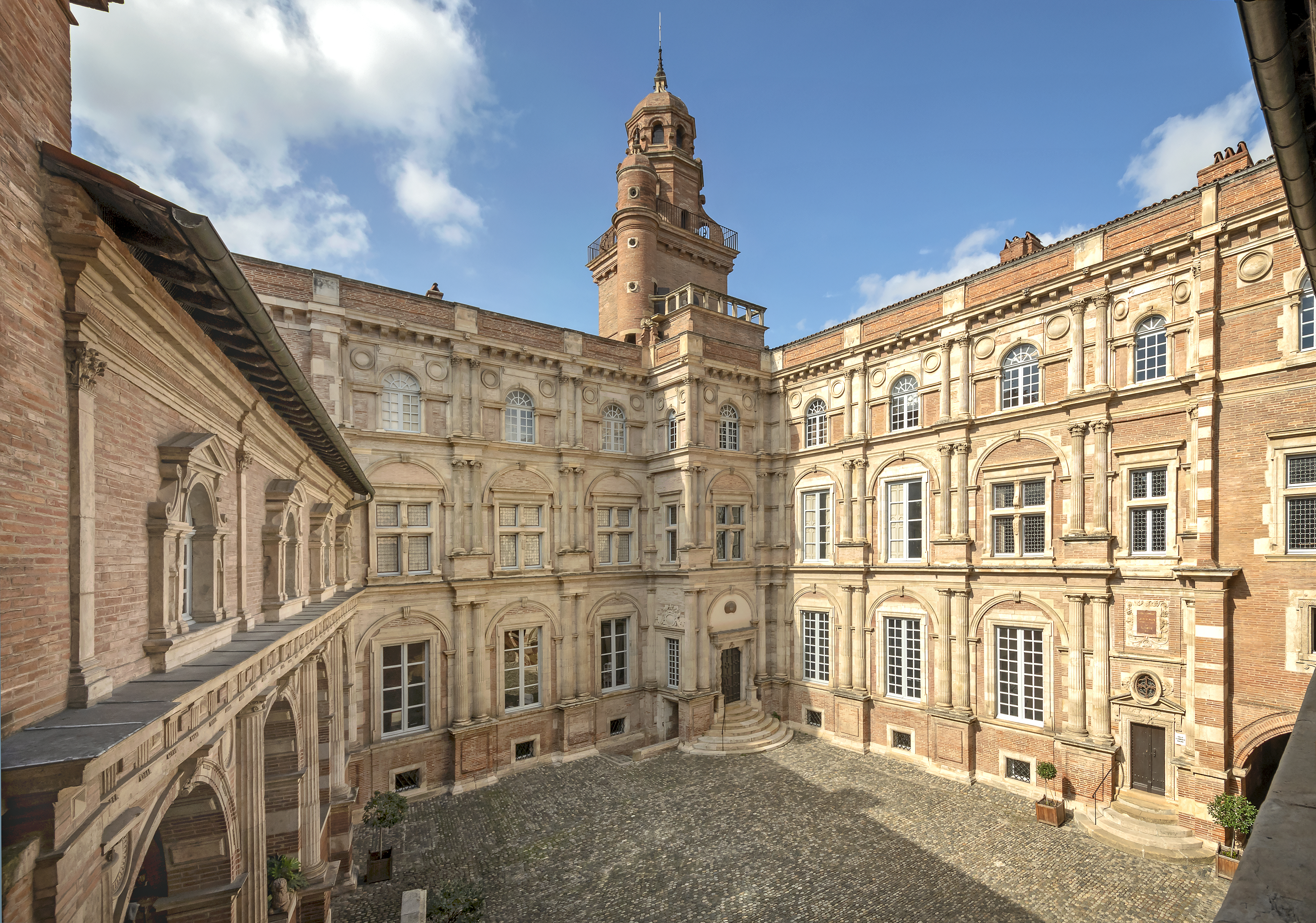
Hôtel d'Assézat en Toulouse (1560)
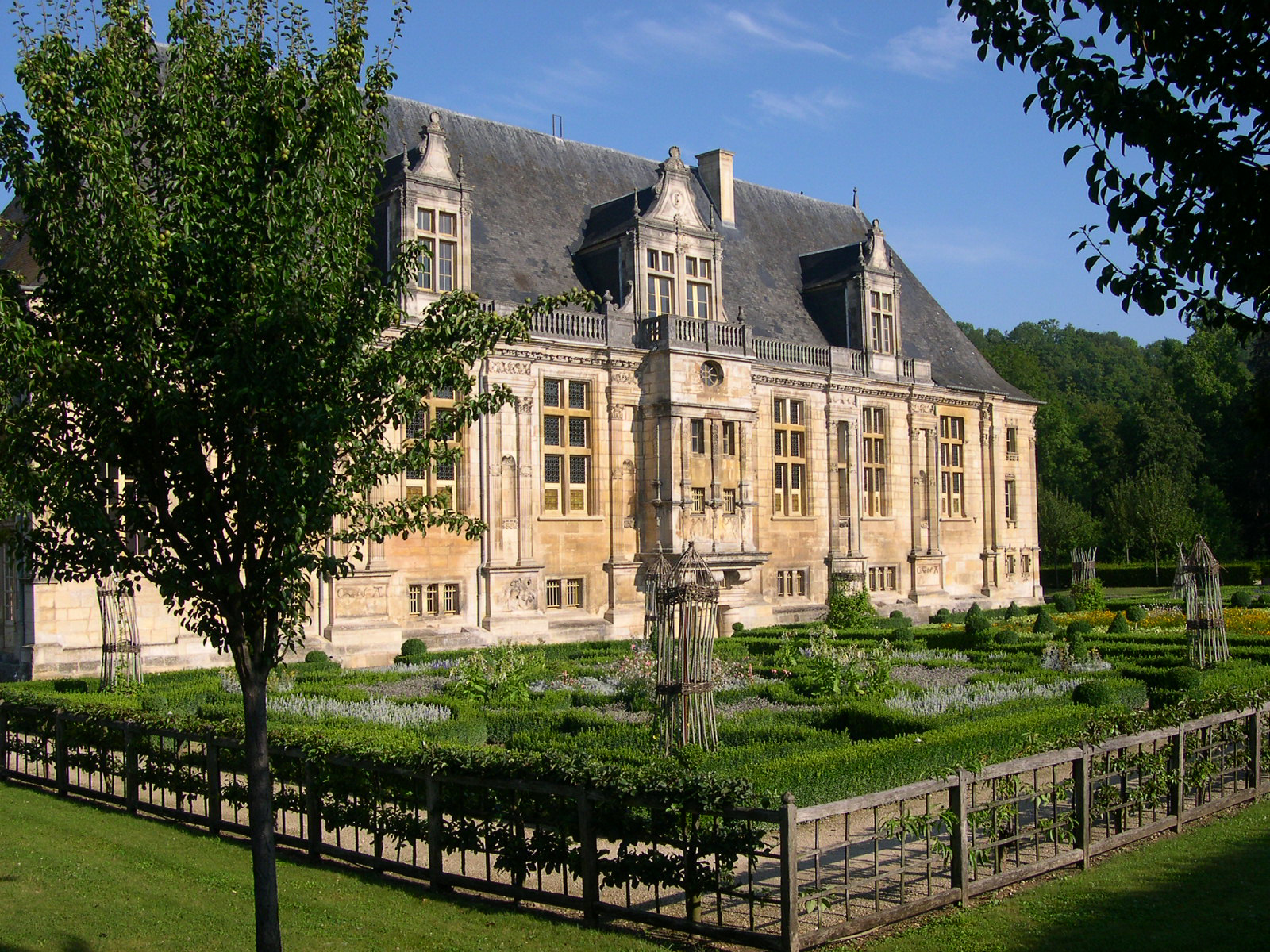
Château du Grand Jardin (1533-1546), de arquitecto hoy desconocido
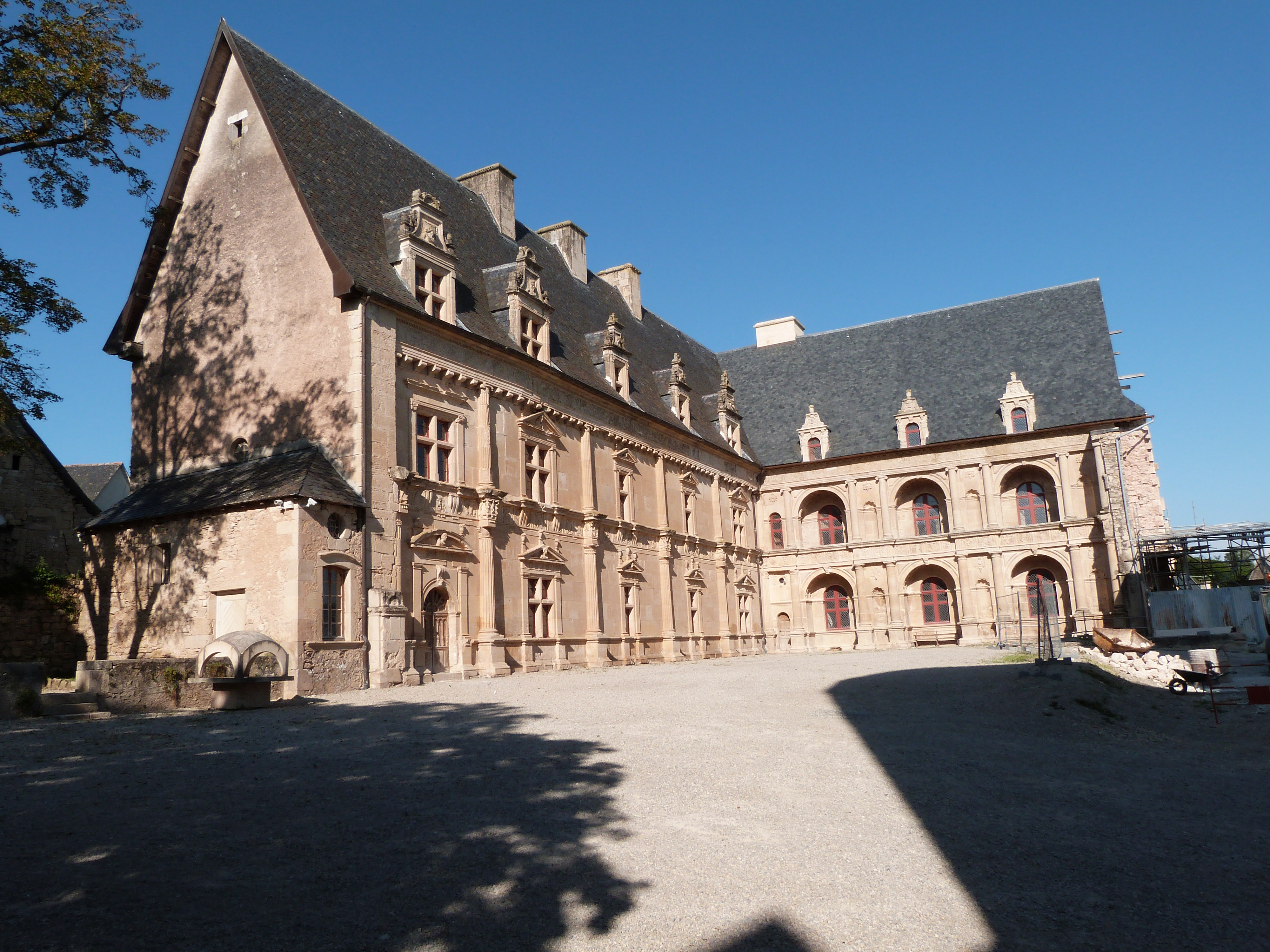
Château de Bournazel (mitad del XVI)

### El Manierismo (1559/1564 - principios delsigloXVI)

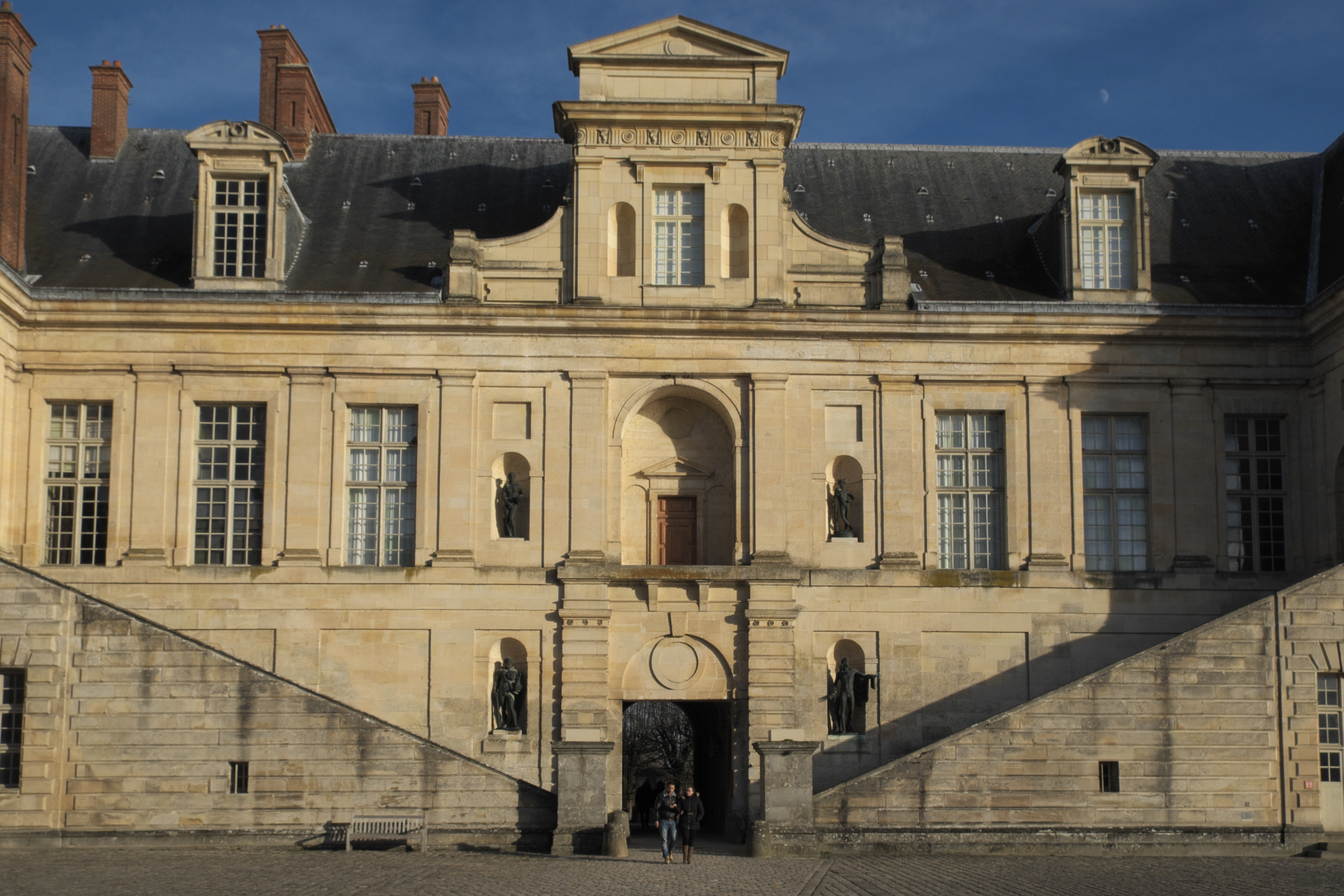
Ala de la Belle cheminée del château de Fontainebleau (1565-1570).

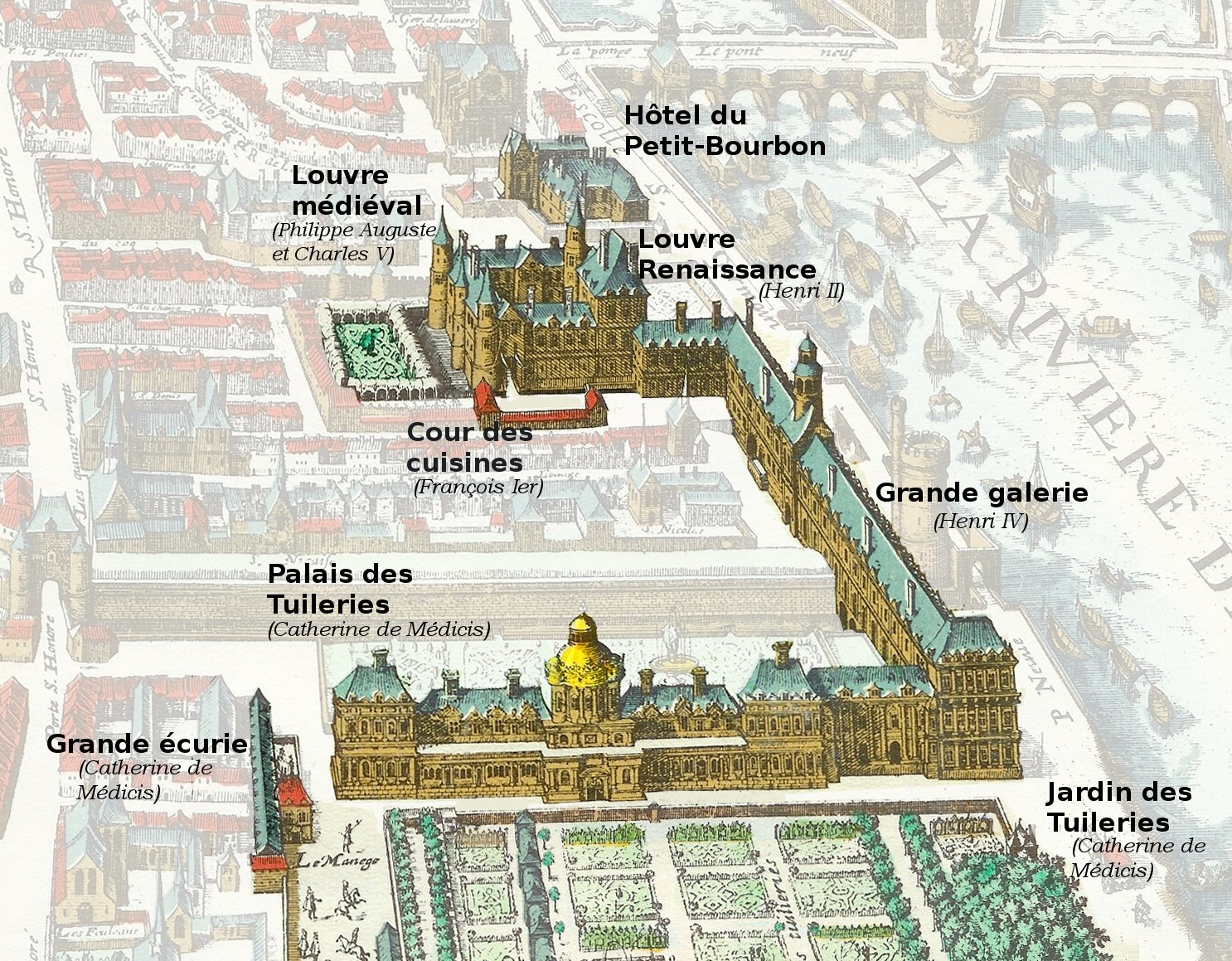
El Palais du Louvre y el Palais des Tuileries sobre el plano de Mérian (1615)

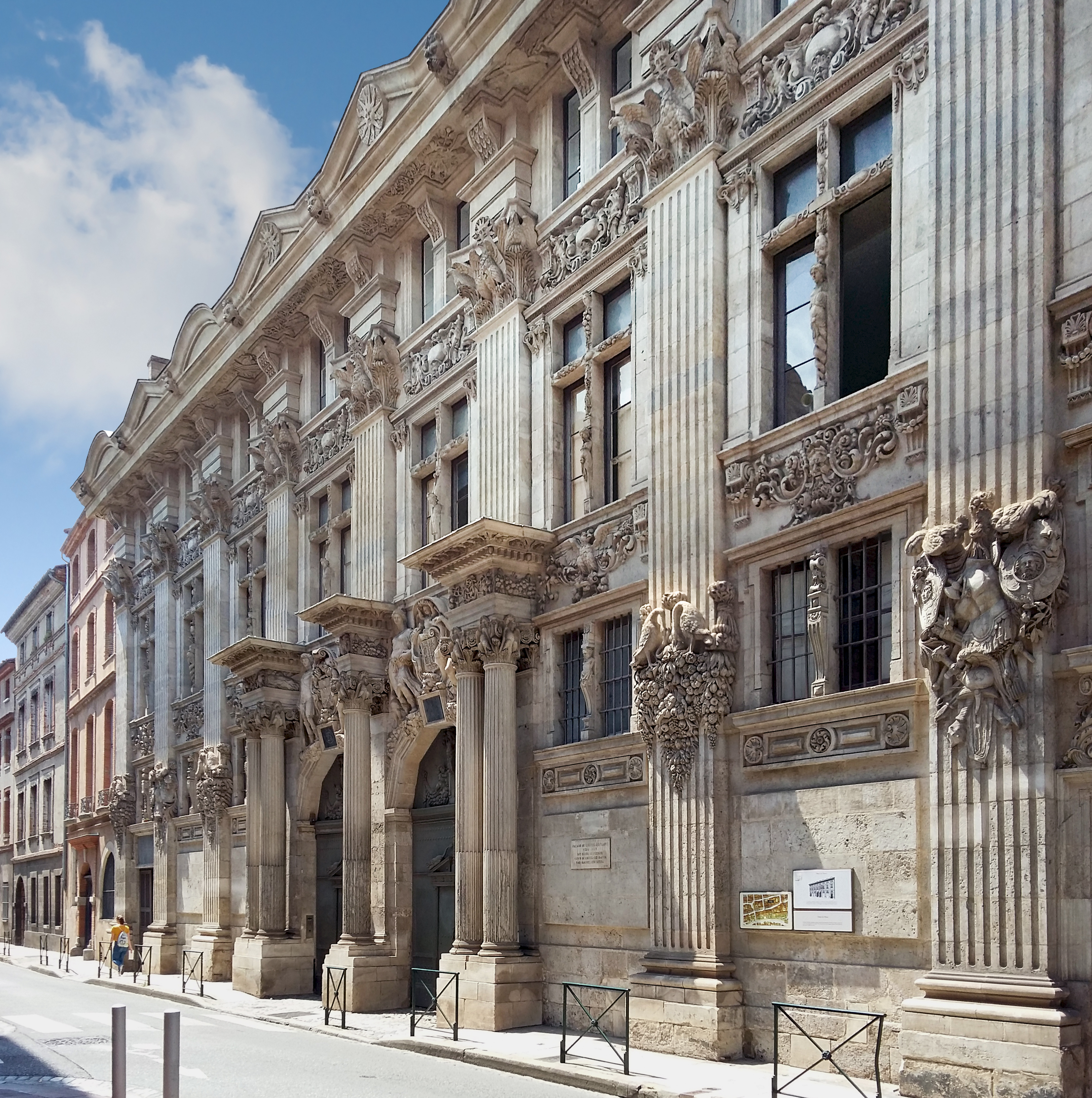
Fachada del Hôtel de Clary (antiguo hôtel de Bagis), en Toulouse (1610)

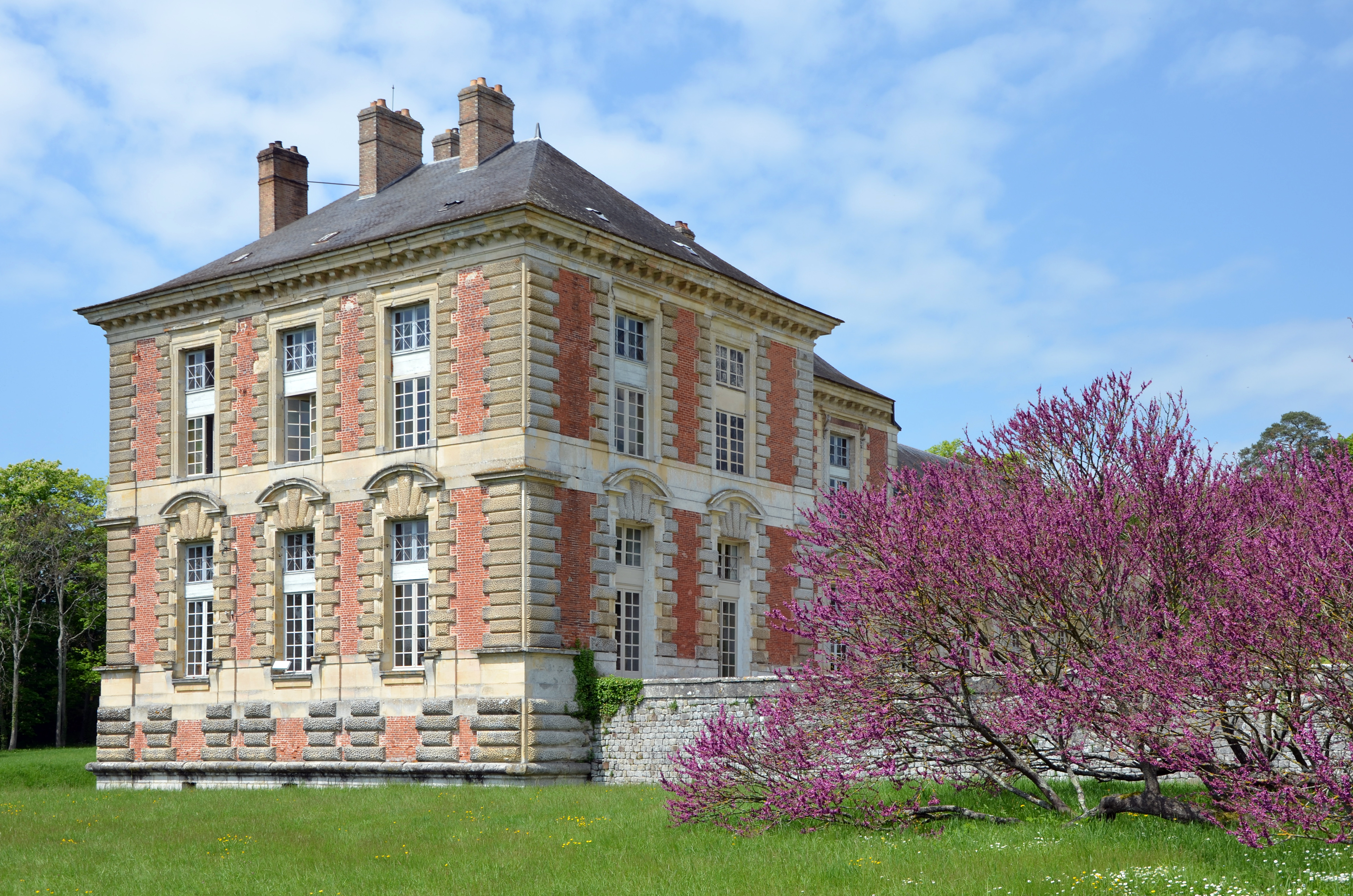
El château de Vallery o de los Condé, de Pierre Lescot (1562)

Formando un último eco del Renacimiento y del Humanismo en Francia, esta última fase se desvía desde los años 1559/1564, del clasicismo ambiente por su fantasía creativa, que puede justificar para este estilo el nombre de "manierista". Justo cuando comienzan las guerras de religión, marcadas por la masacre del Día de San Bartolomé, el pesimismo y el escepticismo invadieron a hombres y a artistas de pura formación humanista. Los pensadores antiguos de referencia serán los estoicos, preferentemente Platón. Si el humanismo sobrevive, su filosofía profunda evoluciona, siendo retomada y repensada por la Contrarreforma católica.
De la claridad de las formas y del clasicismo del Segundo Renacimiento, sucede una arquitectura manierista. Emergiendo de nuevo con una fuerza renovada, el juego de volúmenes y las investigaciones sobre la luz y la sombra, todo ya barroco, se mezcla con frontones fragmentados, pilastras, grotescas, volutas u otras máscaras, salidas de la cultura renacentista. Ventanas y buhardillas a menudo invaden el entablamento: Esto se conoce como buhardillas pasantes (lucarnes passantes). Es así que en el Hôtel Lamoignon de París (alrededor de 1584), se marcó un orden colosal tan grande como en el Palacio Valmarana de Palladio, el entablamento se rompe con buhardillas que descienden hasta el arquitrabe. Los arquitectos tienen una predilección marcada por las columnas adosadas, estriadas, ornadas, siendo las más espectaculares las llamadas columnas francesas de tronco anillado inventadas por Philibert Delorme y aparecidas en el período anterior. Esta invención es parte de un gusto general por el ornamento, que también se manifiesta en las vestimentas, en la joyería y los encajes. Es por tanto, una expresión de la nueva madurez en la arquitectura francesa. Delorme lo justifica: "Si ha sido permitido a los antiguos arquitectos en diversas naciones y países inventar nuevas columnas (...) que impedirá que nosotros franceses, no inventemos algunas y les llamemos francesas" [ "S'il a été permis aux anciens architectes en diverses nations et pays d'inventer de nouvelles colonnes (...) qui empêchera que nous français, n'en inventions quelques-unes et les appelions françaises"].
A pesar de una caída significativa en el patrocinio real, vinculado a la situación política, Catalina de Médicis y las élites sociales continuaron encargando trabajos a los artistas: Philibert Delorme se encargó desde 1564 de completar el castillo de Saint-Maur y de construir para Catalina el palacio de las Tullerías, con extensos jardines y una gruta, construcciones que se continuarán más tarde por Jean Bullant, arquitecto que también coronará con una galería el puente de château de Chenonceau (1576-1577). Para conectar el nuevo palacio de las Tullerías con el viejo Louvre, Jacques II Androuet du Cerceau comienza, hacia 1594, la construcción de la de la galería al borde del agua, completada más tarde por Louis Métezeau mientras realizaba en paralelo para Diana de Francia, el Hôtel Lamoignon.
Logro mayor de esta época, el palacio de las Tullerías iniciado por Delorme tenía que articularse en torno a tres patios con pabellones coronados por cúpulas y la creación de jardines. En la parte con vistas al parque, el pabellón central flanqueado por dos alas longitudinales uniformes que tiene un alzado con solo una planta baja rematada por una planta abuhardillada. El pabellón central ofrece una travée rythmique confinadas por columnas muy decorados, que alberga una escalera helicoidal alrededor de un gran vacío cernido por columnas (completadas solo bajo Enrique IV). Es la obra más manierista de Delorme relacionada con las últimas producciones de los medio florentinos y con Miguel Ángel. Pero Delorme murió en 1570. Bullant, su sucesor, no logró acabar más que una parte. Este trabajo es testimonio de una reflexión sobre la arquitectura à la français.
El ala de la Bella Chimenea del palacio de Fontainebleau es representativa del resultado del renacimiento francés, mientras que ya teñida por el manierismo italiano. Diseñado de manera grandiosa porle Primatice, hacia 1565-1570, tiene la particularidad de tener dos escaleras en rampas divergentes que magnificaron la entrada a los apartamentos de Carlos IX. Le Primatice puede haber encontrado la idea de las dos escaleras a la rampa derecha en los grandes realizaciones de Bramante en el Vaticano o de Miguel Ángel en el Capitolio, invirtiendo el sentido de las rampas. La fachada está decorada con grandes bronces de tema mitológico, ejecutados entre 1541 y 1543 por le Primatice, enviado a Roma a petición del Francisco I, para hacer copias en yeso obtenidas sobre las esculturas de mármol que se conservaban allí. Un taller de fundición instalado en el castillo de Fontainebleau, en el patio del Caballo blanco, permitió llevar a cabo el trabajo de fundición bajo la dirección del arquitecto italiano Vignola.
En la misma época, a raíz de un intercambio forzado con Diana de Poitiers, Catalina de Médicis, nueva dueña del castillo de Chenonceau, hizo construir sobre el "puente de Diana" dos galerías superpuestas que forman un área de recepción única en el mundo, dando al castillo su aspecto actual, las obras comenzaron en 1576 y se terminaron en 1581. La galería es probablemente obra de Bullant que sustituyó a Delorme en el favor real. Esta nueva construcción forma dos espacios superpuestos de 60 m de largo por 5,85 m de ancho, iluminado por 18 ventanas. La planta baja consta de una sucesión de torretas en media luna, inspiradas en las exedras de las termas de la antigüedad, que van a comprimir el punto de los tajamares de la plataforma. Estas torretas se terminan en balcón en la planta noble, la primera, cuya paredes están más ornamentadas que en la planta baja. Típico de esta arquitectura manierista, las fachadas tienen altas ventanas rematadas con anchos frontones curvos, conectados por tables horizontales con marcos moldeados. Catalina de Médicis también quería revestir con un acabado más clásico este castillo que seguía siendo demasiado gótico para su gusto. Fue con este propósito que el tramo central, en la entrada del castillo, fue decorado con dos bustos y que se perforaron cuatro ventanas nuevas en los tramos laterales; para dar cabida a las cuatro cariátides inspiradas en las realizaciones de Giulio Romano (que ahora se conserva en el jardín).
Iniciado hacia 1570 por el rey Carlos IX (1560-1574), el castillo de Charleval fue uno de los proyectos más ambiciosos de todo el Renacimiento. Cuatro veces más grande que Chambord, su estilo manierista debía acercarse al barroco, entonces en gestación en Italia. La muerte del rey en 1574 terminó con el proyecto cuyas cimentaciones apenas sobresalían del terreno. Los restos desaparecieron rápidamente.
A ejemplo de los grandes proyectos reales, el manierismo no tardó en ser adoptado en las mansiones de toda Francia: se pueden citar el hôtel de Clary de Toulouse (1610), el hôtel de Lillebonne (1580) en Nancy así como el Hôtel de Vogüé (1614) o la Maison Maillard (1561) de Dijon.
Marcando una última evolución artística de este Renacimiento tardío, Pierre Lescot desarrolló el castillo de Vallery (1562), en lo que puede llamarse el style rustique français [estilo rústico francés]: construido a partir de 1548 para el mariscal de Saint-André, el edificio se caracteriza por un sistema de entrepaños de ladrillo y de cadenas de piedras arpadas (en diente) marcando los ángulos de los cuerpos de edificación y encuadrando los tramos de ventanas, recortados por una o dos bandas de piedra. El bajo costo, y también el encanto de la policromía de esta architecture aux trois crayons [arquitectura con tres lápices] (André Chastel) probablemente explica su éxito desde el reinado de Enrique III y se desarrollará ampliamente a principios del siglo XVII, en lo que se va a llamar el estilo Luis XIII: de esta nueva expresión arquitectónica se pueden citar el castillo Wideville (1580-1584) en los Yvelines, el palacio abacial de Saint-Germain-des-Prés o el castillo de Rosny-sur-Seine (1595-1606). Este sistema se basa en una forma tradicional de construir común durante el estilo Luis XII como en el antiguo castillo de Blois, pero se regulariza y se ve ennoblecido por la adopción del bossage romain, como se puede ver en las esquinas del palacio Farnese .
La ascensión al trono de Enrique IV en 1572 trajo un periodo de intenso desarrollo urbano en París, que incluyó la construcción del Pont Neuf, la Place Dauphine el Palais des Vosges o Palais Royal y partes del Palais du Louvre. El mismo rey reunió a los artistas de la denominada Segunda Escuela de Fontainebleau: Toussaint Dubreuil, Martin Fréminet y Ambroise Dubois. El rey regaló a la entonces su amante Gabrielle de Estrées el castillo de Montceaux, que ella hizo remodelar a Jacques II Androuet du Cerceau. A su muerte, el rey lo cedió a  María de Médicis, su segunda esposa y regente de Francia a su muerte, que encomendó las obras a Salomon de Brosse. María abandonó las obras en 1622 cuando decidió construir el Palais du Luxembourg, para el que requirió el concurso de Rubens, que pintó obras de gran formato. Otro pintor flamenco que trabajó para su corte fue Frans Pourbus el Viejo.

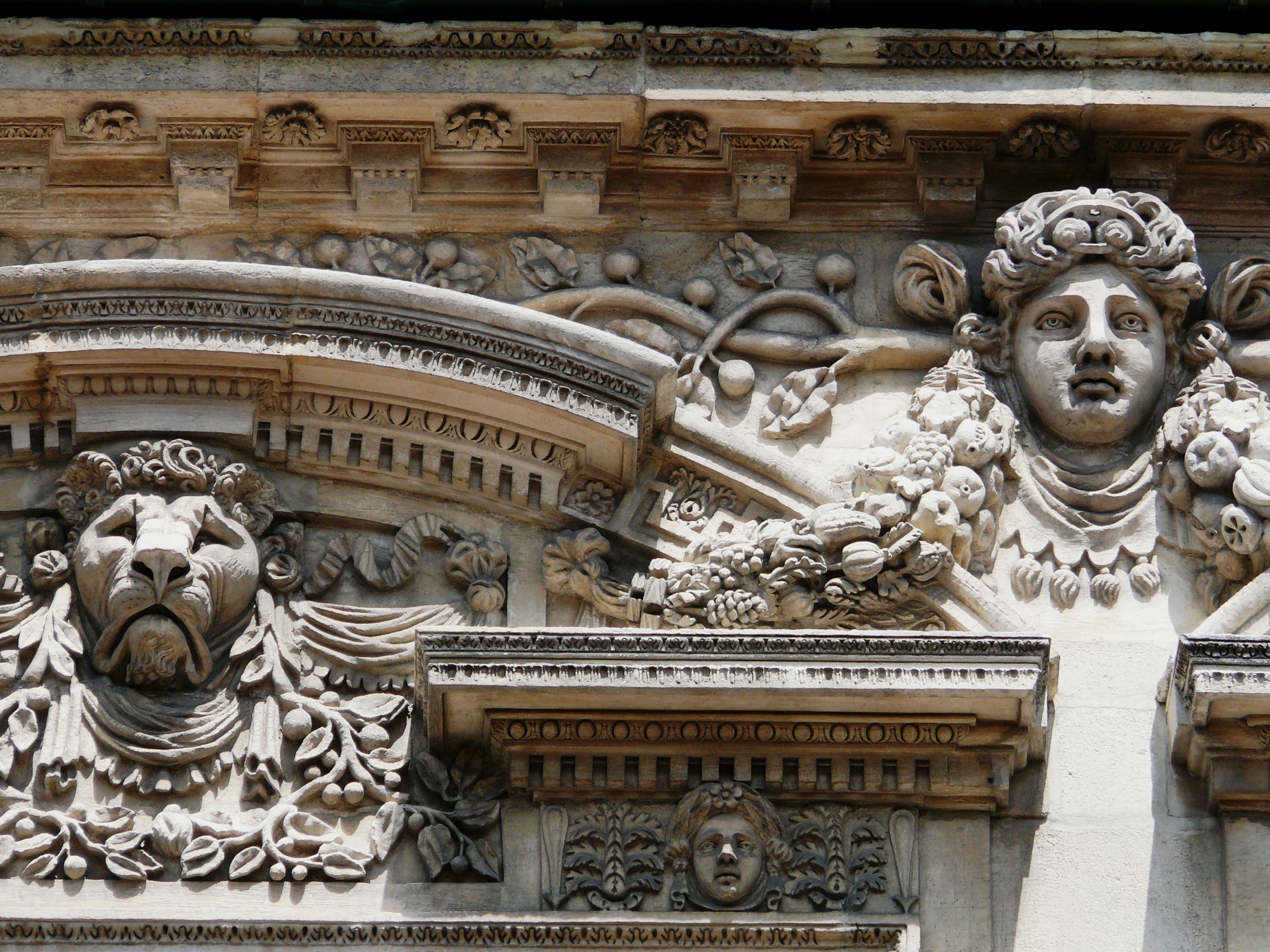
Maison Maillard en Dijon (1561)
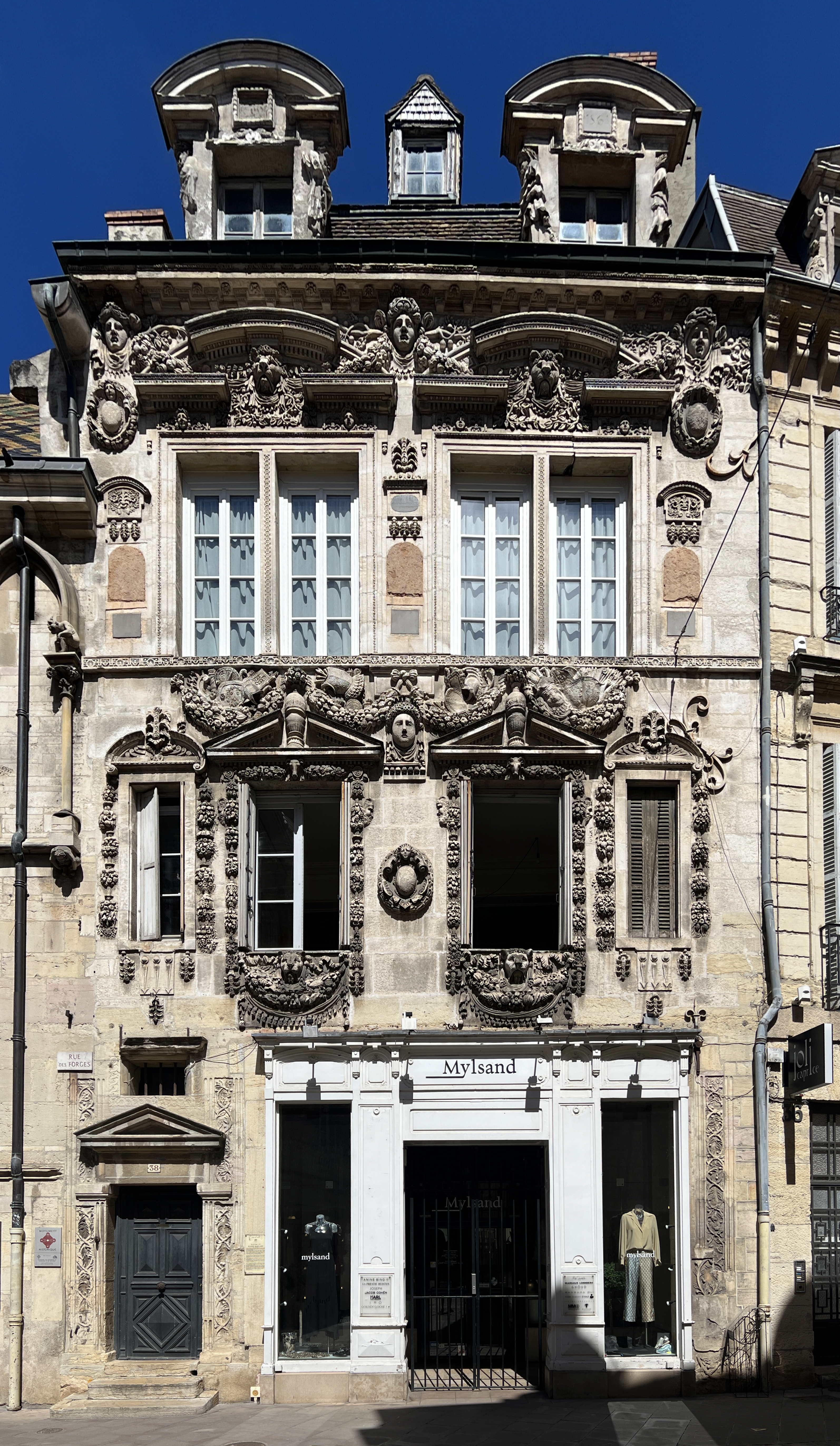
Maison Maillard en Dijon (1561)
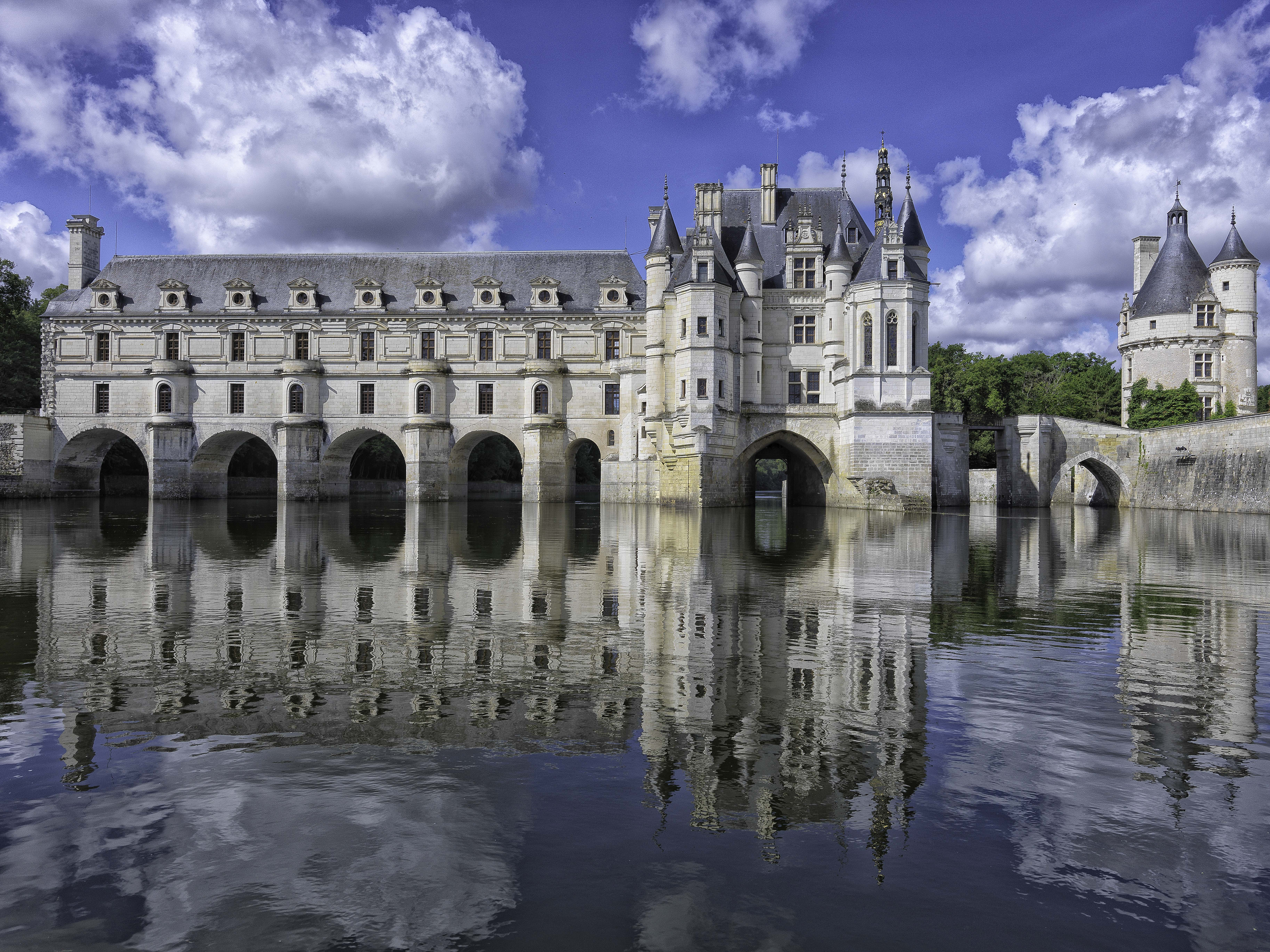
Galerie des Dômes et Galerie des Attelages del château de Chenonceau, de Jean Bullant (1576-1577)
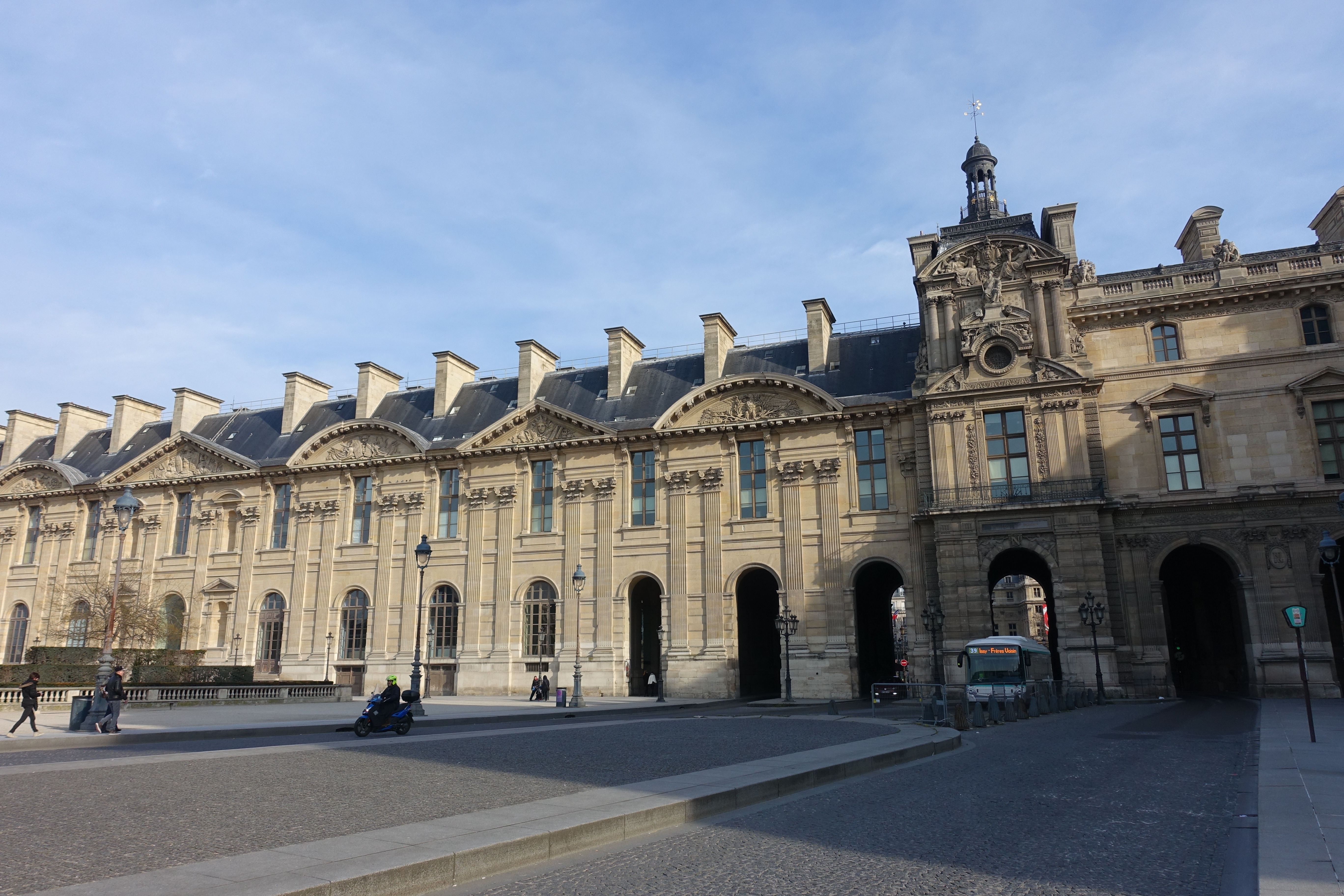
Fachada rematada por la galería del borde del agua del Louvre, de Jacques II Androuet du Cerceau (ca. 1600)
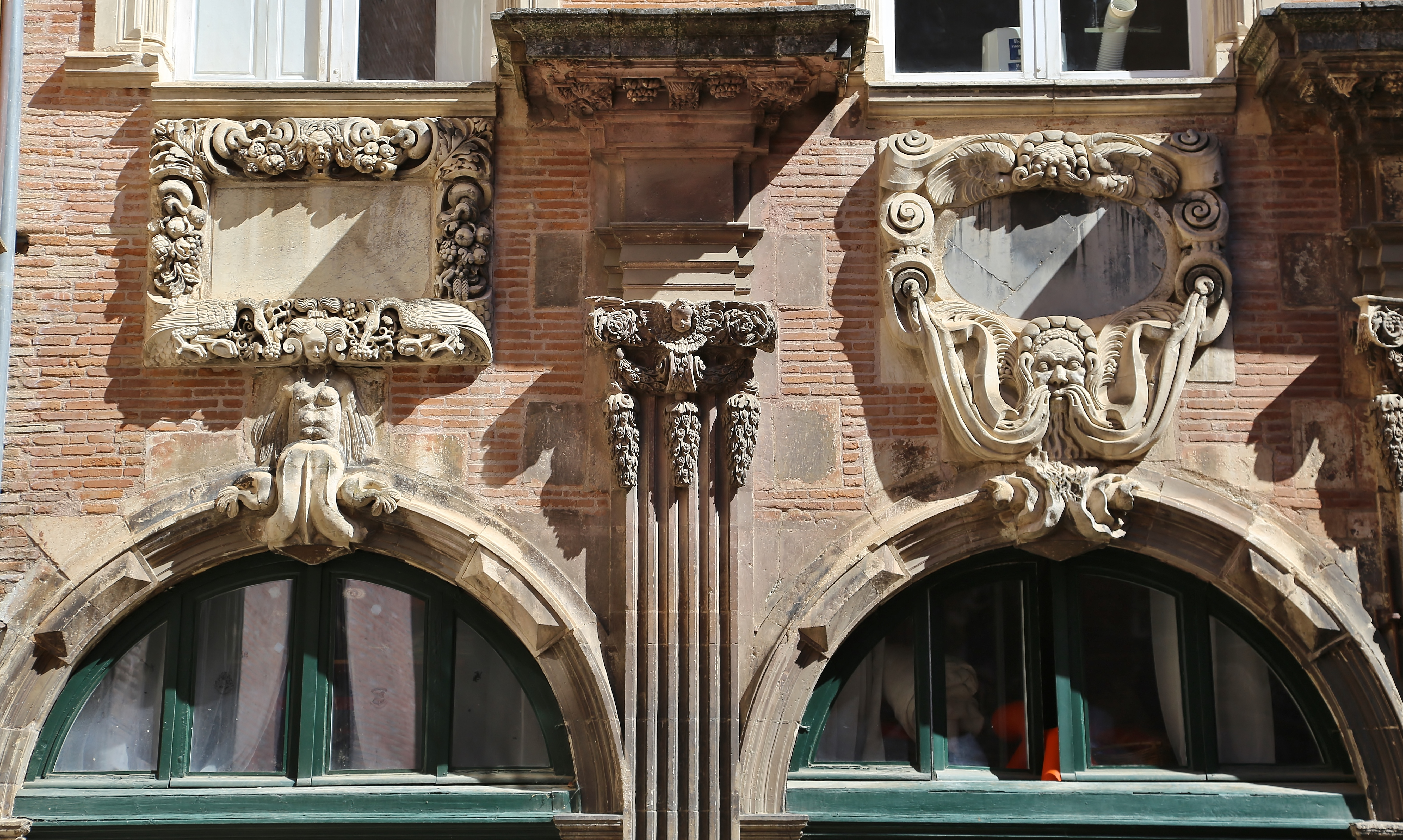
Detalle del patio interior del Hôtel de Clary (o hôtel de Bagis) de Toulouse (1610)
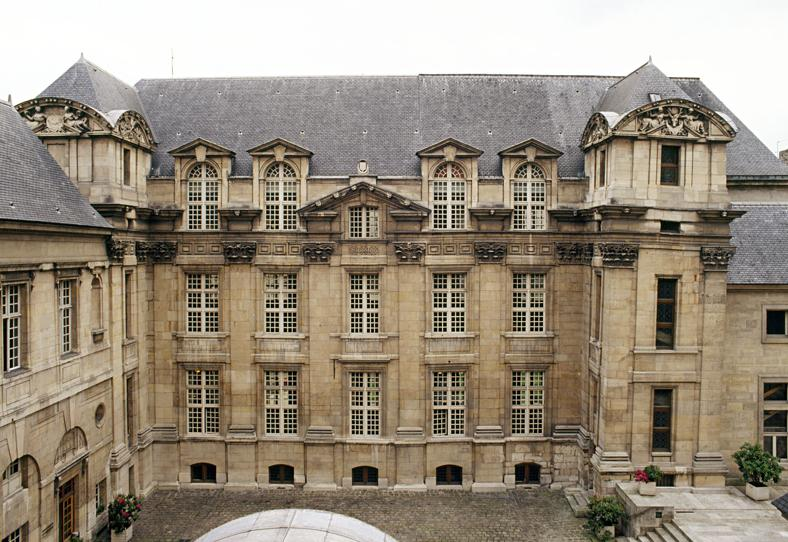
Fachada del patio del Hôtel Lamoignon de París (1584-1611)
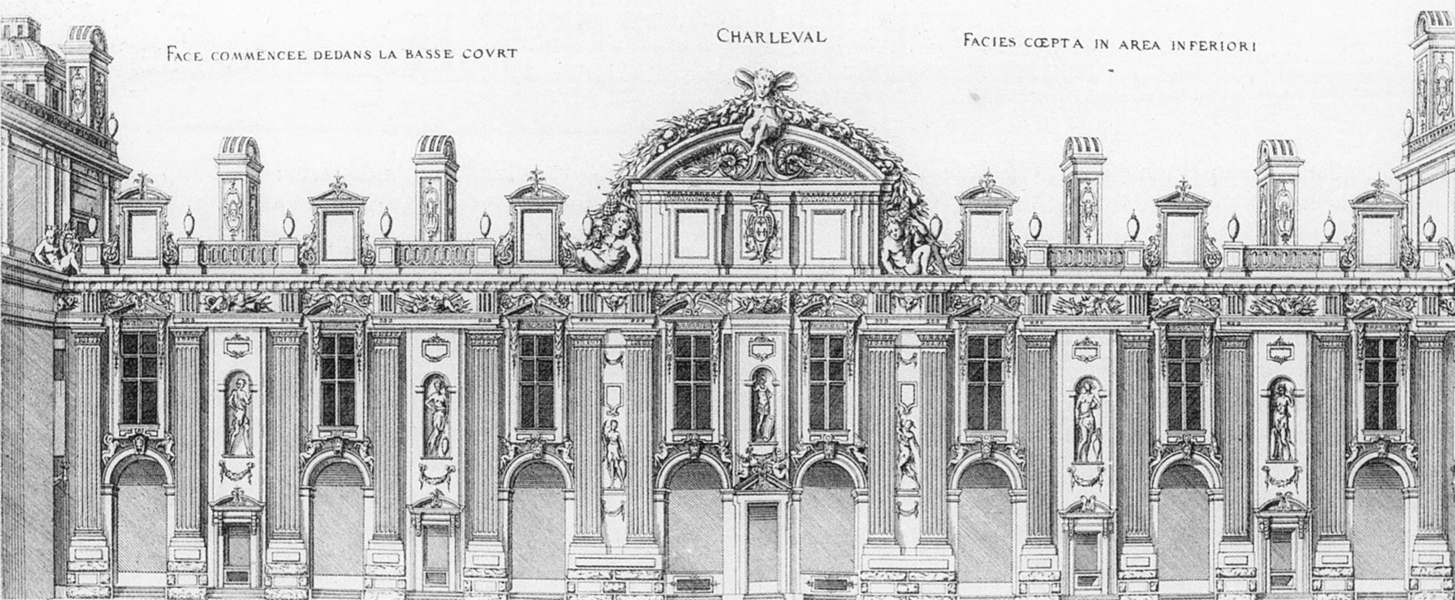
Château de Charleval, que quedó inacabado en 1574 (Jacques Androuet du Cerceau, «Les plus excellents bastiments de France»).

## Arquitectura religiosa

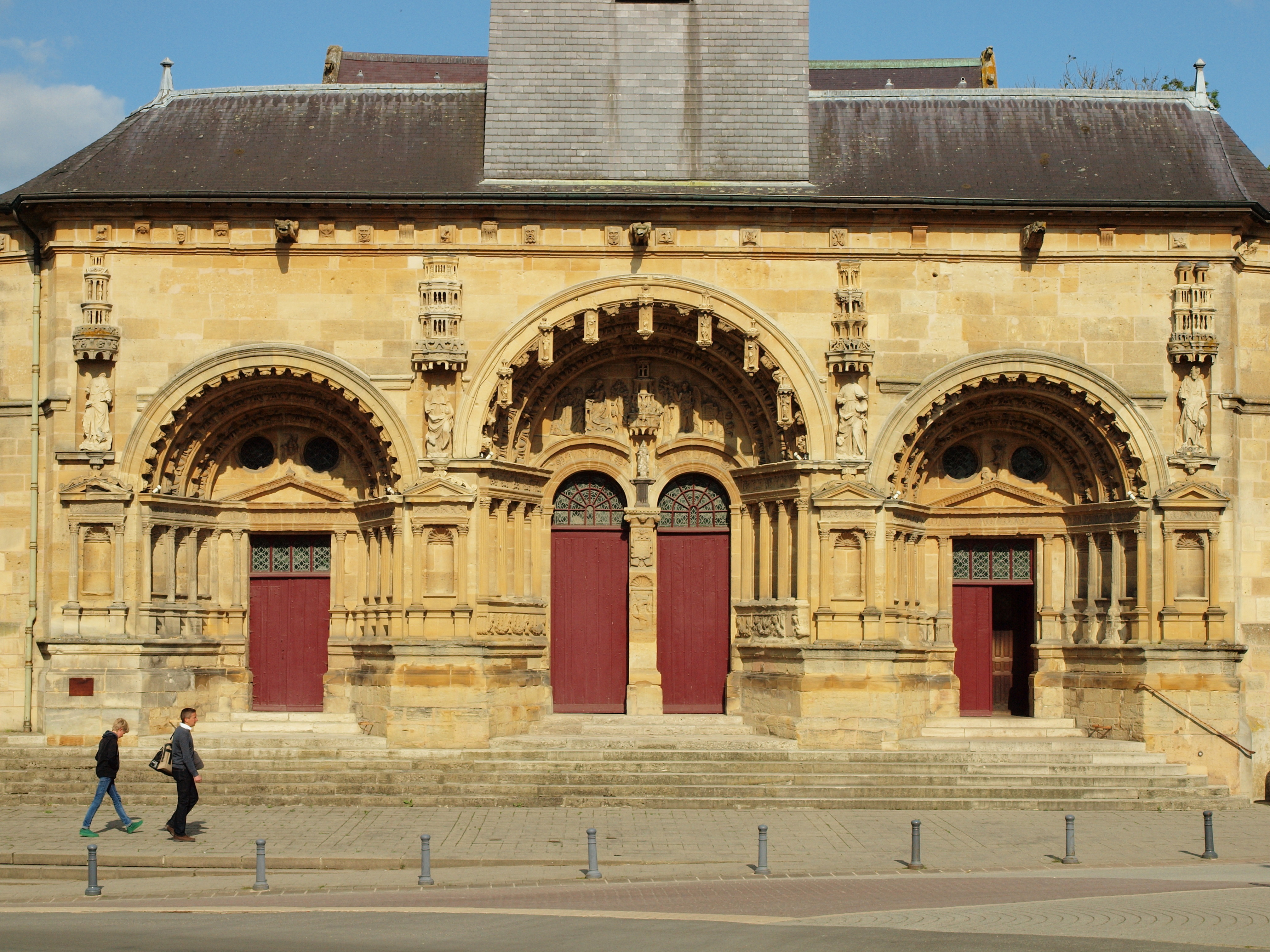
Portal de la iglesia Saint-Maurille de Vouziers

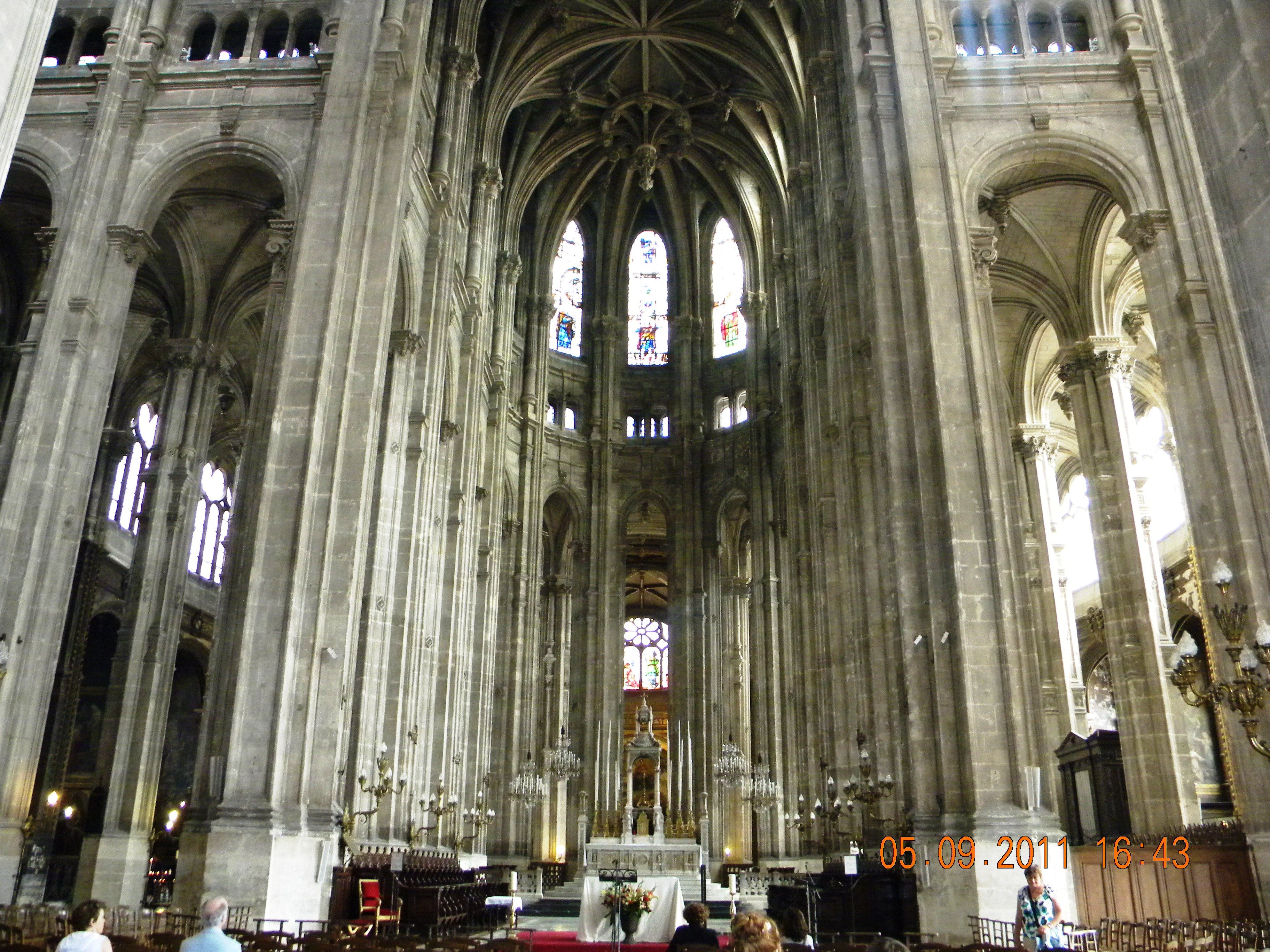
Interior de la iglesia de San Eustaquio, París

El Renacimiento tuvo menos influencia en la arquitectura religiosa francesa. En su mayor parte, las catedrales e iglesias continuaron construyéndose o reconstruyéndose en [[Arquitectura gótica francesa[estilo gótico]] flamígero, como en el real monasterio de Brou, la catedral de Le Havre o la iglesia de San Eustaquio de París. Sin embargo, algunos elementos clásicos introducidos durante el Renacimiento se dispusieron en iglesias, como el portal clásico de Saint-Nicolas-des-Champs en París, tomado directamente del palacio de Tournelles, diseñado por Philibert Delorme. La iglesia de Saint-Étienne-du-Mont (1530-1552),  cerca del Panteón de París, tiene un coro gótico, pero una fachada con un frontón clásico, balaustradas con columnas clásicas y una cruz o puente notable que cruza la nave. Muchas iglesias si modernizaban sus fachadas principales o laterales con un frontispicio à l'antique, como la catedral de Rodez, la colegiata Saint-Gervais-Saint-Protais de Gisors o la iglesia Saint-Aignan de Chartres, y trataban su jubé como un arco de triunfo (Sainte-Chapelle de París, Saint-Pierre de Maillezais). Otros ejemplos significativos se encuentran en la iglesia de San Acceul de Ecouen, en la iglesia de San Miguel de Dijon, en la abadía de Fontevraud (especialmente en el claustro y la sala capitular), en la catedral de San Luis de Blois y en la catedral de Le Havre. 
La iglesia de San Eustaquio (1532-1640), en el centro de París, fue iniciada por Francisco I y ocupa el segundo lugar en tamaño después de Notre-Dame de Paris entre las iglesias de París. Marcó la transición hacia el  nuevo estilo, aunque era un híbrido de estilos gótico flamígero y renacentista. El exterior, planta y bóveda son góticos, pero en el interior aparecen órdenes de columnas clásicas y otros elementos renacentistas.
Uno de los mejores monumentos religiosos del Renacimiento francés es la tumba de Francisco I y de su esposa Claudia de France, ubicada dentro de la Basílica de Saint Denis (1547-1561). Fue creada por el arquitecto Philibert Delorme y el escultor Pierre Bontemps. El elemento principal es un arco triunfal, inspirado en el romano arco de Septimio Severo, coronado con cuatro estatuas de la fama, así como el rey y la reina. La bóveda del arco y el entablamento están ricamente decorados con decoración escultórica de hojas de olivo y otros temas clásicos, y con tablillas de mármol blanco y negro. Las altas y esbeltas columnas dan a la tumba una ligereza y gracia excepcionales.

Por último, hay una especificidad de muchas iglesias construidas en el siglo XVI en el oeste de Bretaña y que están rodeadas de lo que se llama el recinto parroquial, cerramiento que incorpora generalmente , además de la iglesia, una puerta triunfal, un osario, un calvario y un recinto construido en un renacimiento local, pero muy rico.

Iglesias renacentistas en Francia
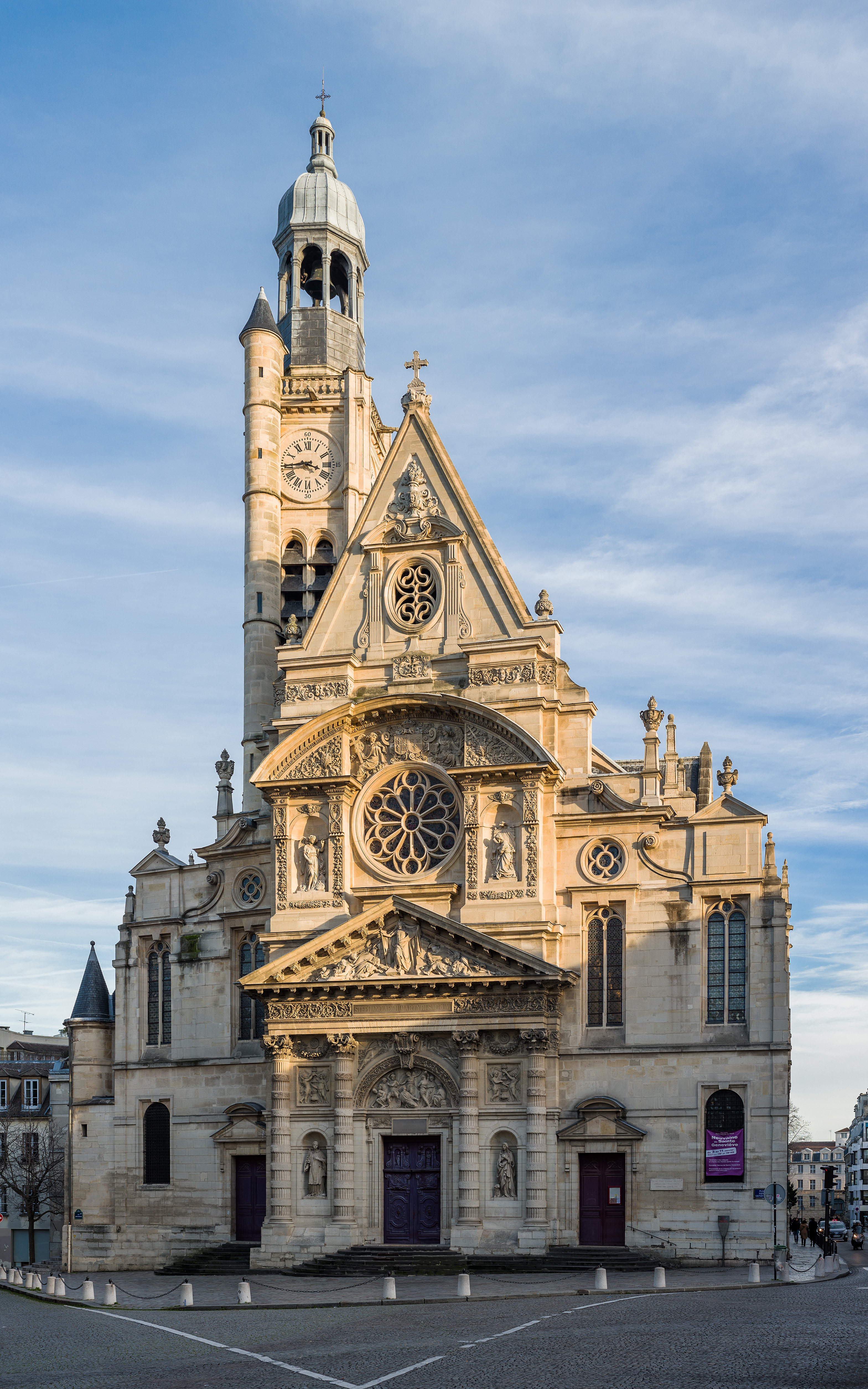
Iglesia de Saint-Étienne-du-Mont (París)
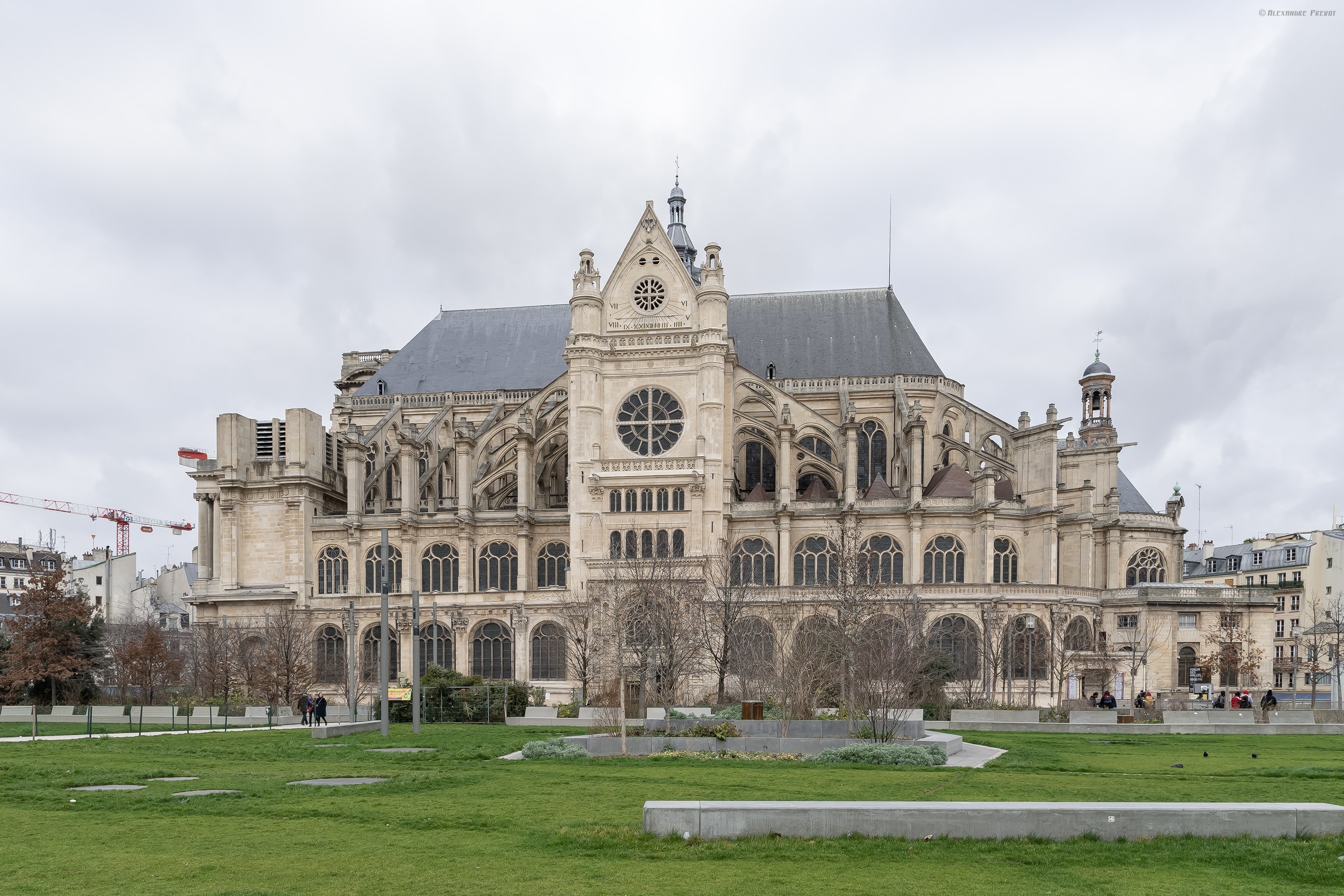
Iglesia de San Eustaquio (París)
Iglesia de San Miguel (Dijon)
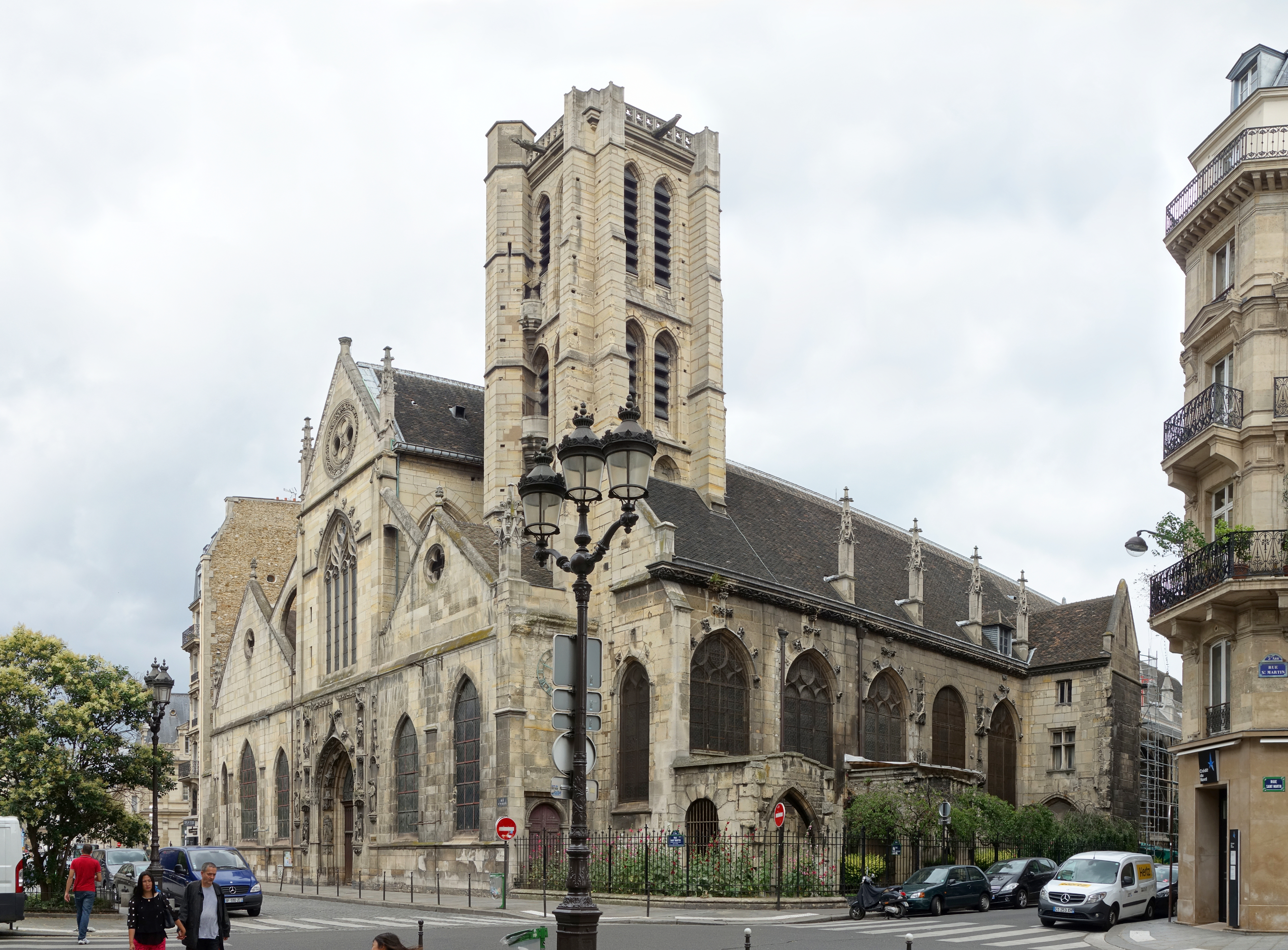
Iglesia de San Nicolás de los Campos (París)

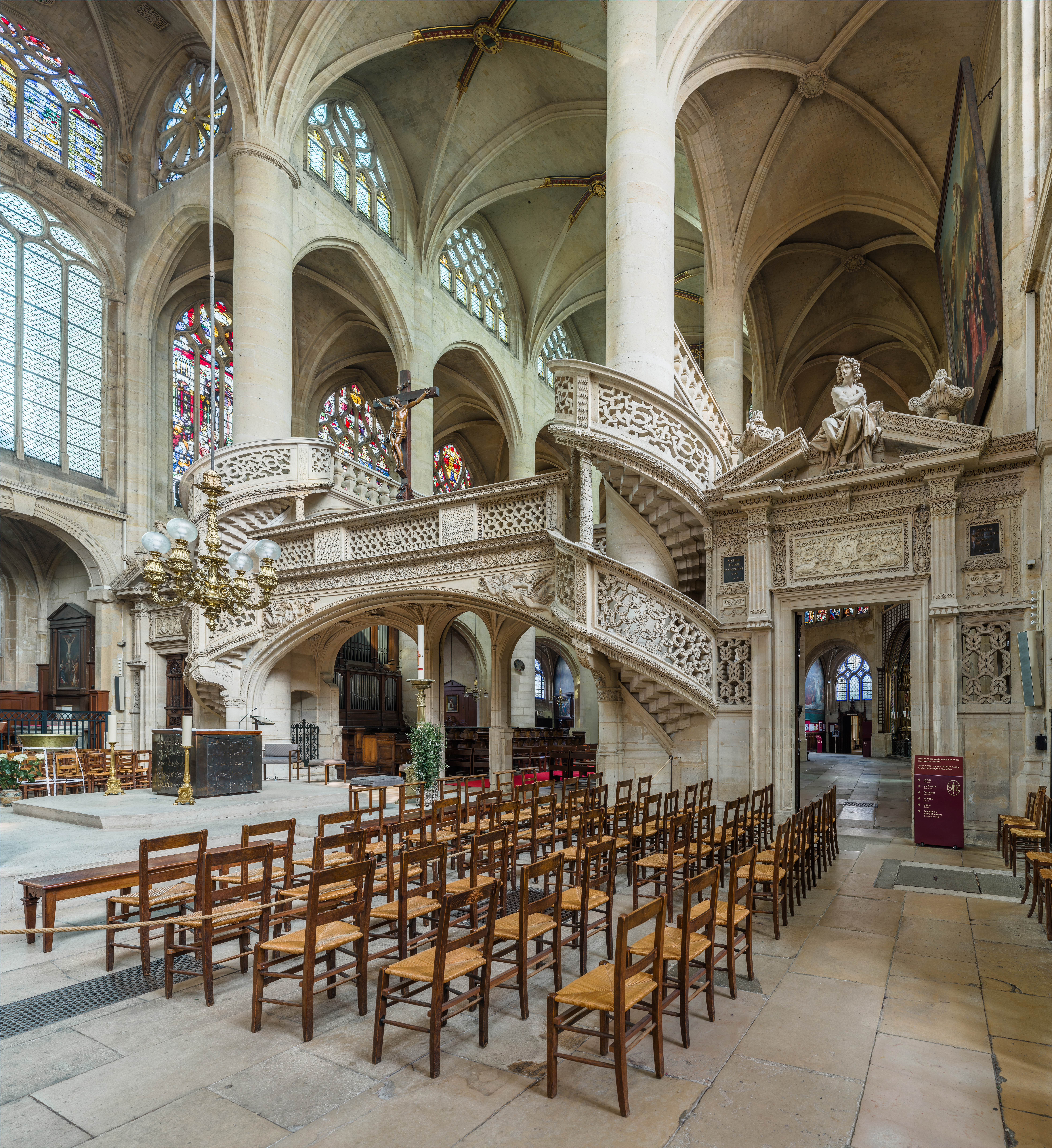
Pantalla del coro alto de la iglesia de Saint-Étienne-du-Mont (1530-1545)
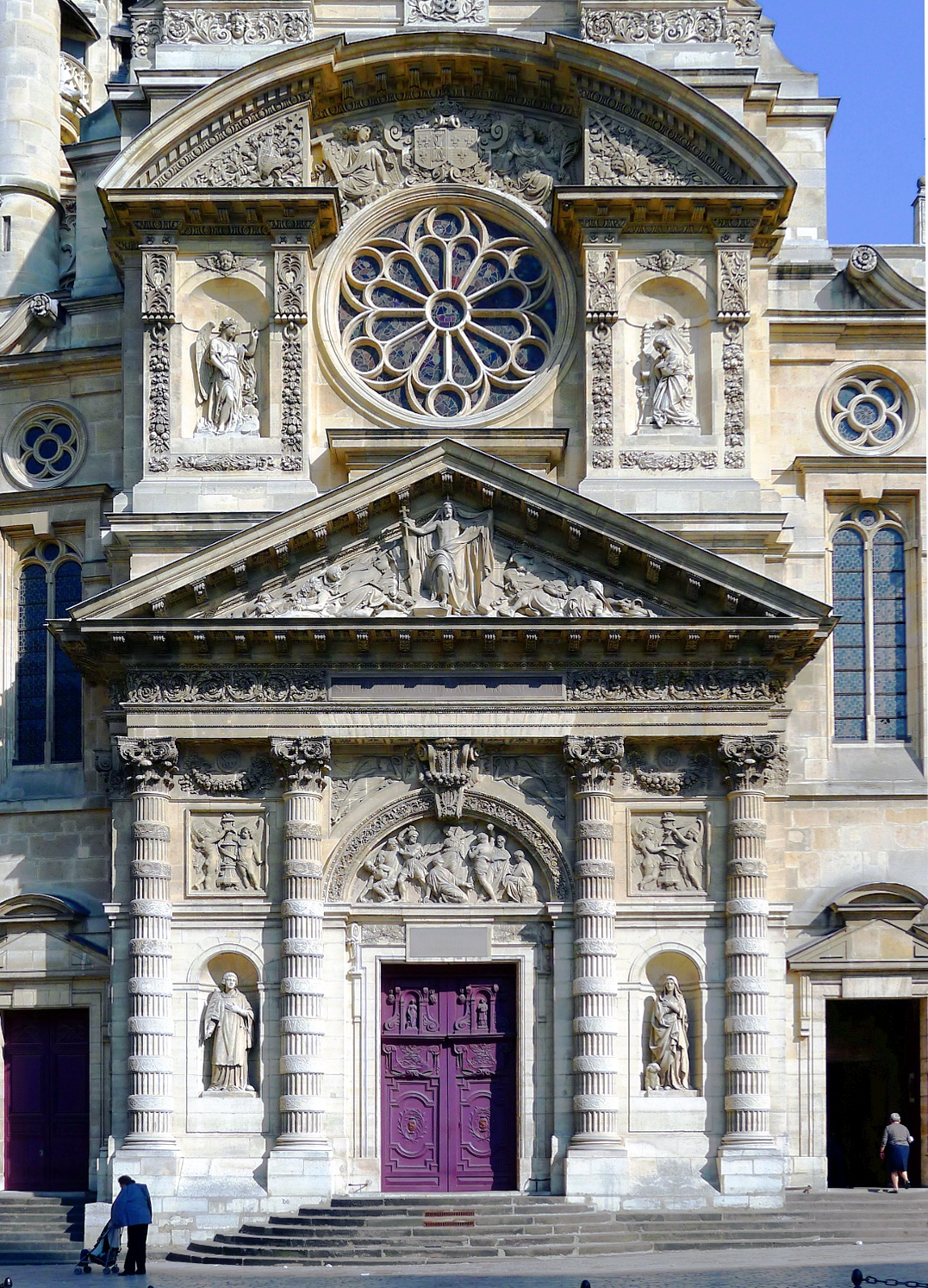
Fachada con órdenes clásicas de Saint-Étienne-du-Mont (1530-1552) en París
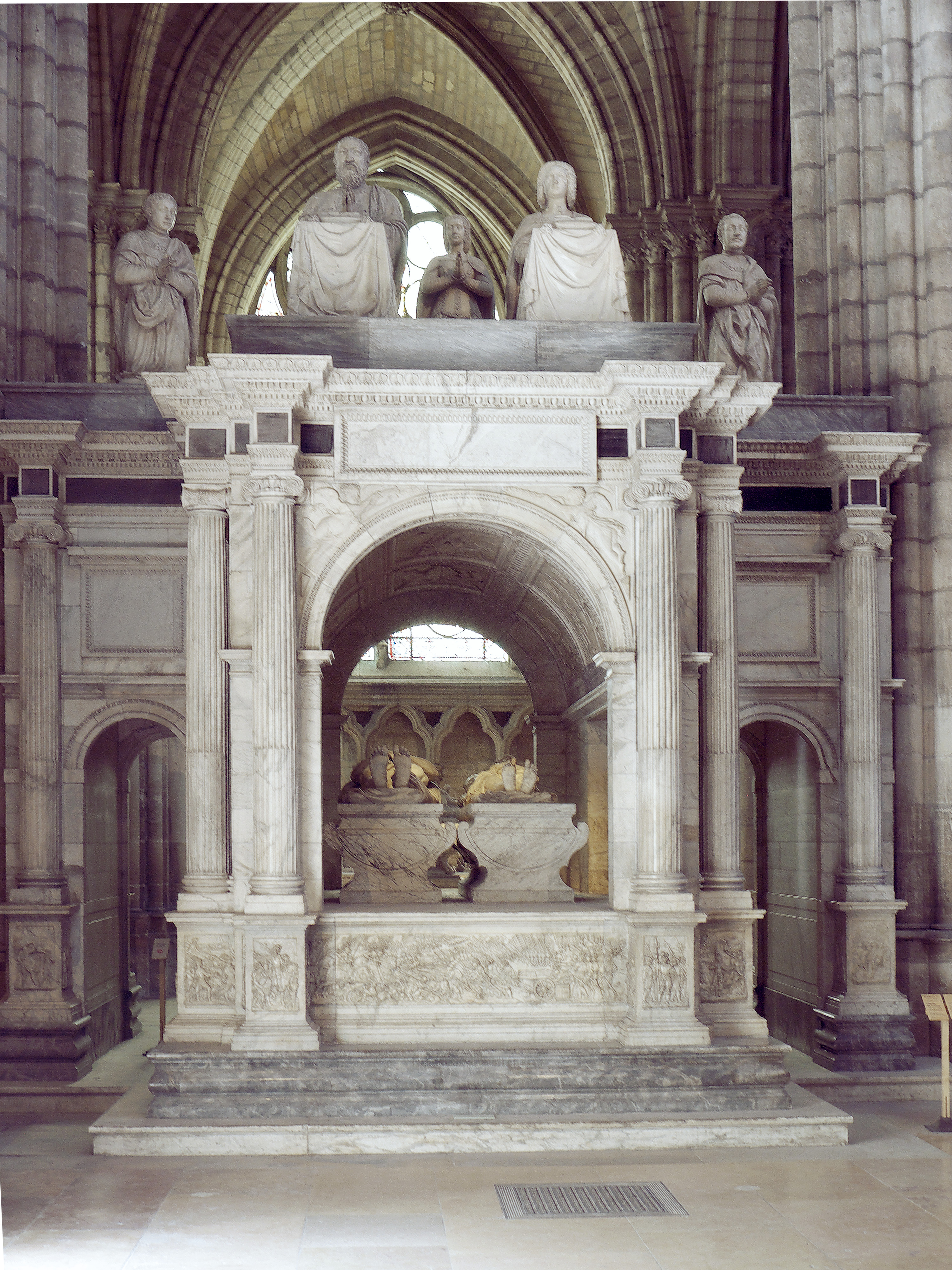
Tumba de Francisco I y Claude de Francia (c. 1547-1561)
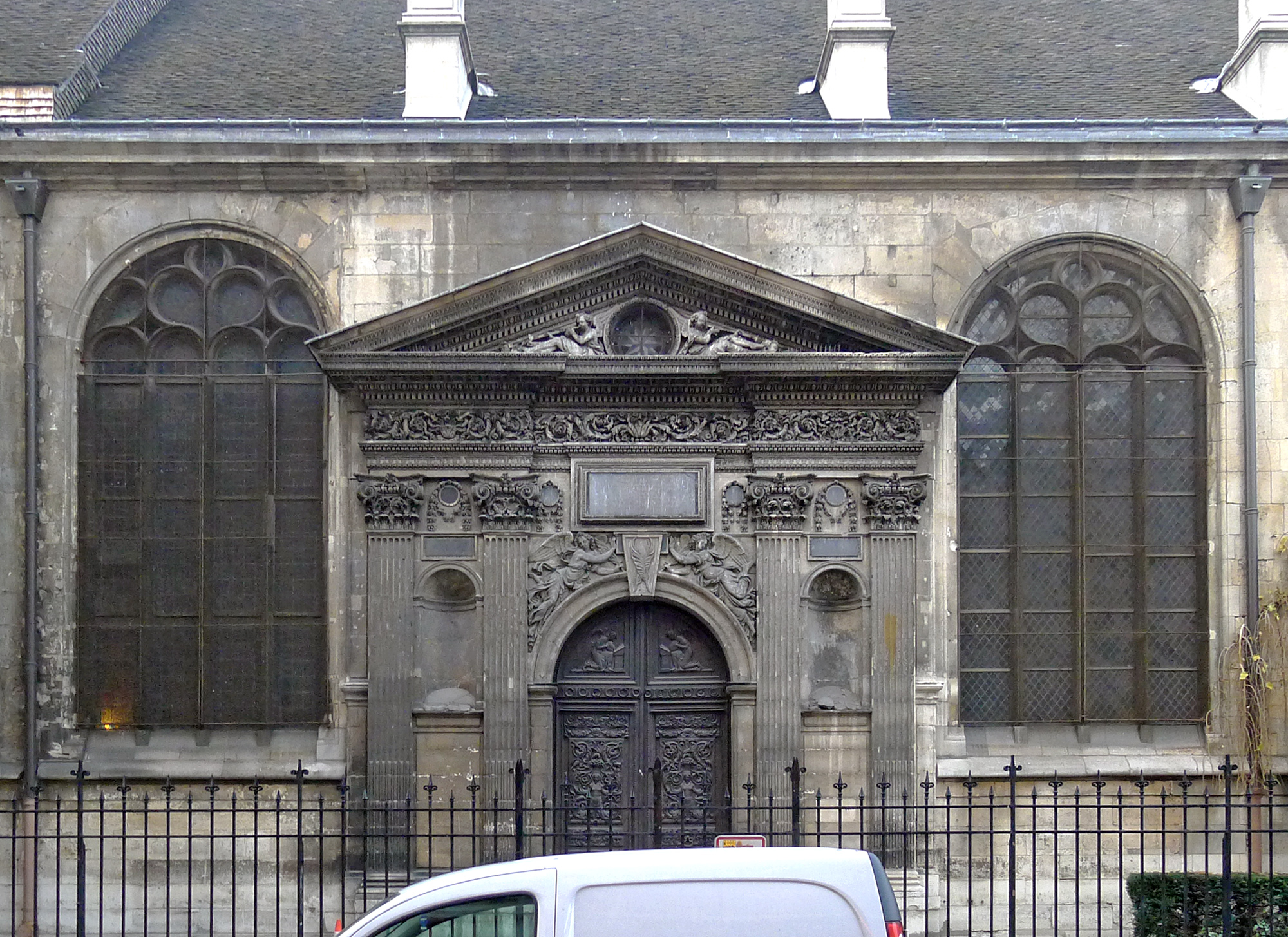
Portal sur de Saint-Nicolas-des-Champs (1559) en París